# Département des peintures du musée du Louvre
Le département des Peintures est l'un des huit départements qui composent le musée du Louvre.
Il s'agit d'une des plus importantes et des plus célèbres collections du monde. Les collections du département des peintures sont spécialisées dans l'art européen du XIIIe à la fin du XIXe siècle. Cependant, à l'exception de la donation Hélène et Victor Lyon, l'essentiel des œuvres datant d'après 1848 sont exposées au musée d'Orsay. On peut noter que les peintures d'autres époques sont rattachées à d'autres départements. Par exemple, le département des antiquités égyptiennes possède des peintures coptes.

## Histoire
Les collections tirent leur origine de la collection des rois de France, commencée à Fontainebleau par François Ier. Elles sont constamment enrichies au cours de l'Ancien Régime par des achats et des dons, et le demeurent sous la Révolution et l'Empire (saisies révolutionnaires, conquêtes de Napoléon), alors que le musée du Louvre a été créé en 1793. Ainsi, des peintures françaises de l'Académie royale de peinture et de sculpture, principalement les morceaux de réception des artistes, ont été saisies dès la Révolution avant de revenir au Louvre plusieurs années plus tard.
D'abord exposées dans la Grande Galerie et le Salon Carré, les peintures sont ensuite plus largement présentées dans la Cour carrée, à proximité immédiate des logements d'artistes.
Au XIXe siècle, les accroissements proviennent d'achats de collections particulières (collection du marquis de Campana) et de donations (collection du docteur La Caze, 1869).
En 1986, à l'ouverture du musée d'Orsay, les collections datant d'après 1848 quittent le département.
Le département occupe désormais l'aile Denon (tout le premier étage : peintures italienne, espagnole, américaine et grands formats français), la Cour carrée (deuxième étage) et l'aile Richelieu (deuxième étage) pour les écoles françaises et nordiques. Au sein de chaque école, les peintures sont présentées dans un ordre chronologique.

## Collections

### Chiffres
Le Louvre possède 12 000 peintures, soit la deuxième collection du monde après celle du musée de l'Ermitage (16 000) et devant celle du musée du Prado (9 000). Il s'agit de la plus grande collection de peintures anciennes du monde (celle de l'Ermitage comptant également des œuvres de la fin du XIXe et du  XXe siècle).
Sur ces 12 000 œuvres, 7 000 sont conservées au Louvre, 5 000 autres présentées dans des musées de province. Sur les 7 000 toiles conservées au Louvre, environ la moitié, soit 3 400 toiles sont exposées (à la Gemäldegalderie Berlin 1 200, au Prado 1 150).
140 salles d'expositions sont dédiées aux peintures (au musée de l'Ermitage 120 salles, à la National Gallery of Art de Washington 110, au Prado environ 100, aux Offices de Florence 80, au Metropolitan Museum 75 et à la National Gallery de Londres 70). Le Louvre dispose de 18 000 m2 de surface d'expositions pour les peintures.

### Œuvres

La Joconde de Léonard de Vinci, huile sur panneau de bois, 1503-1506.

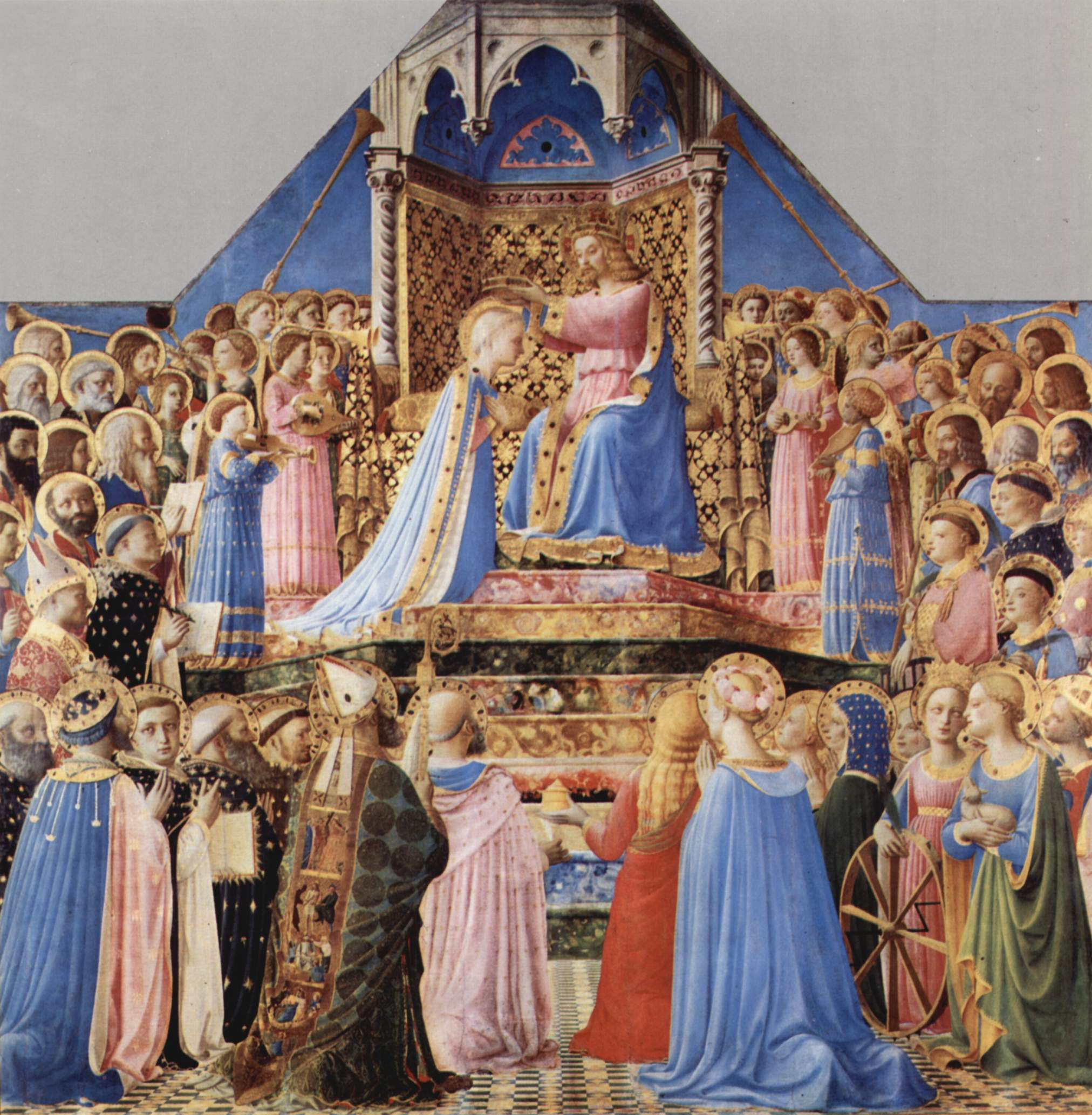
Le Couronnement de la Vierge de Fra Angelico, tempera sur panneau de bois, 1434-1435.

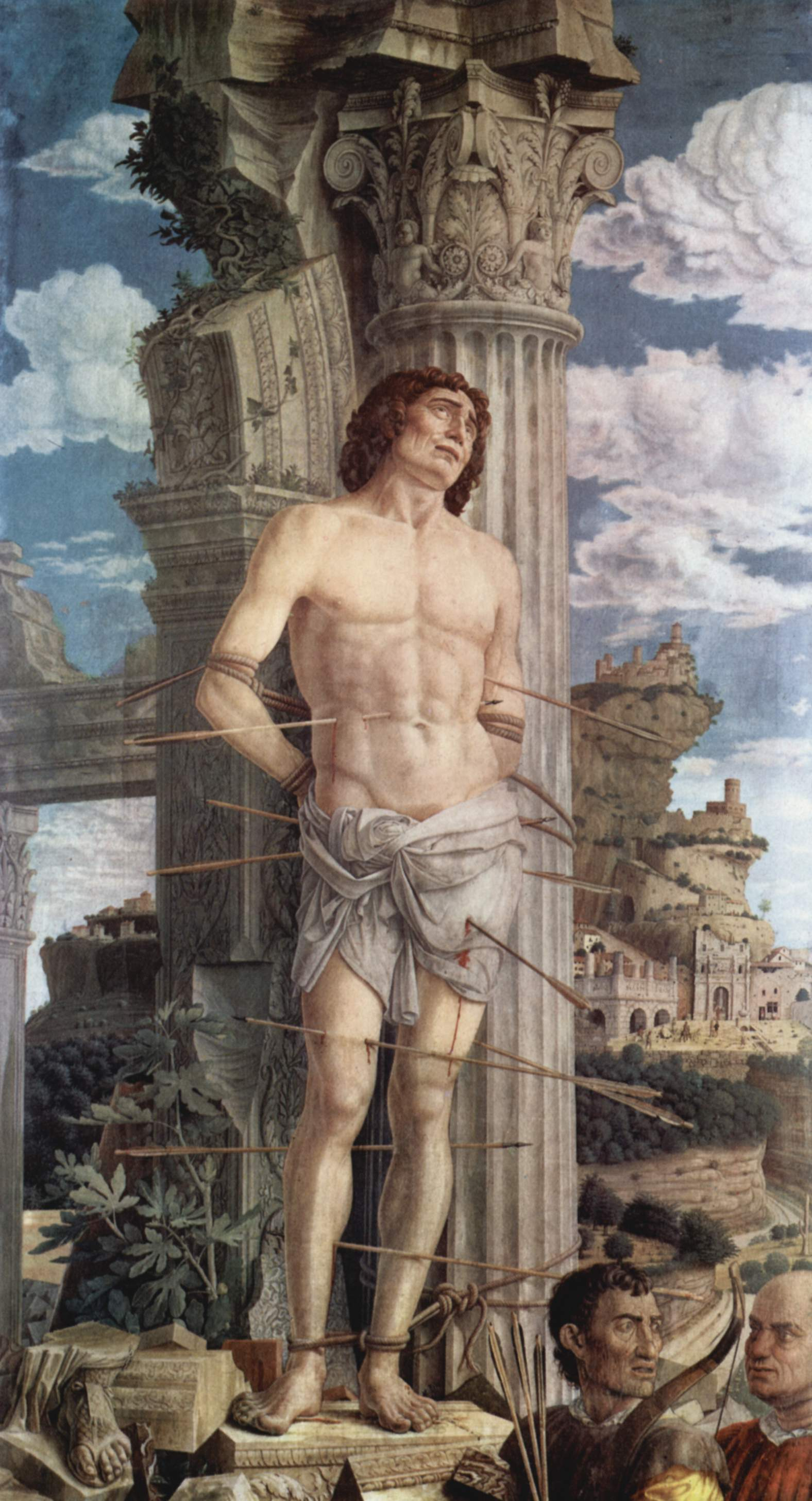
Saint Sébastien d'Andrea Mantegna, huile sur toile, 1480.

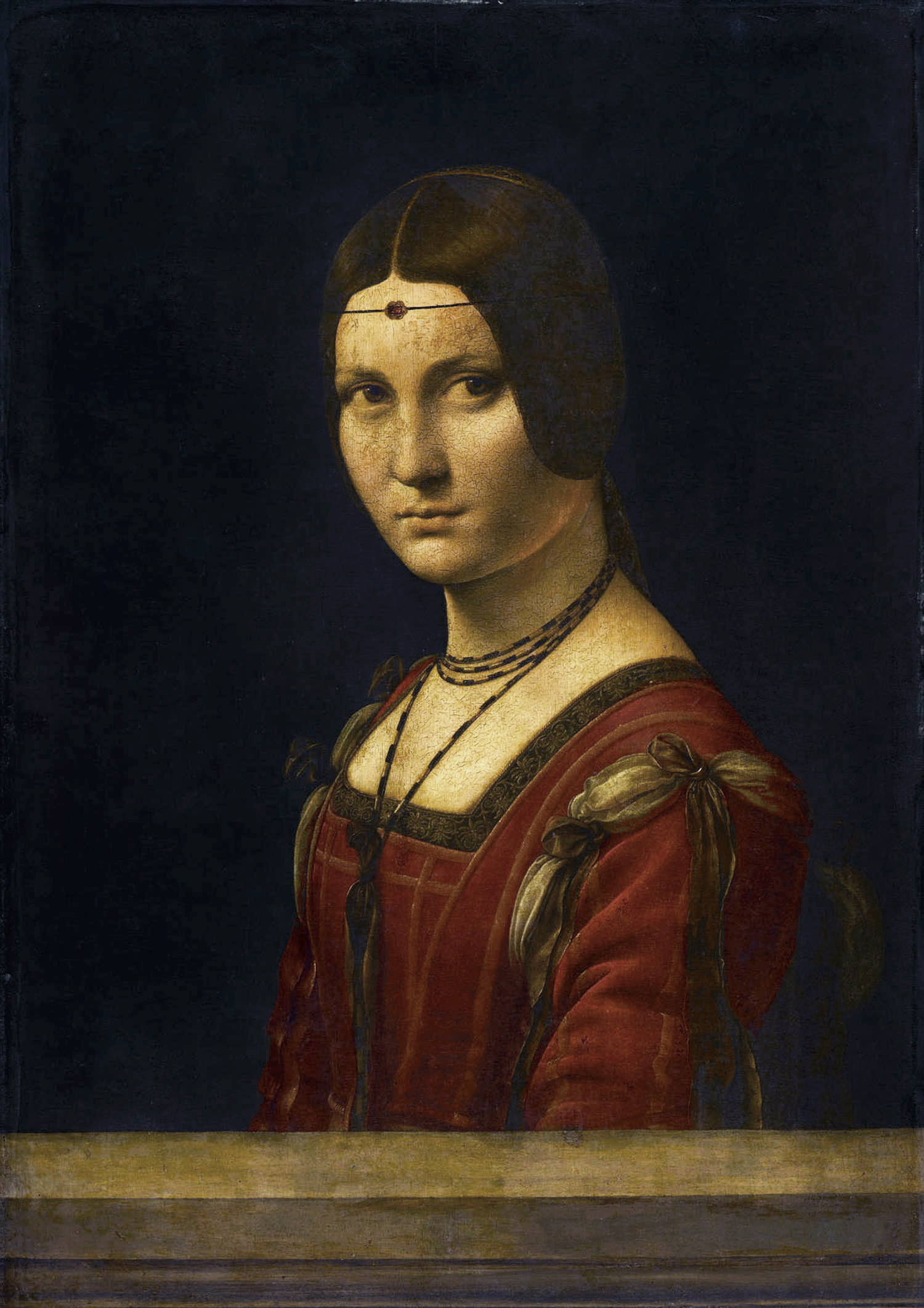
Portrait de femme, dit La Belle Ferronnière de Léonard de Vinci, huile sur panneau de noyer, 1495-1499.

Portrait de Baldassare Castiglione de Raphaël, huile sur toile, 1514-1515.

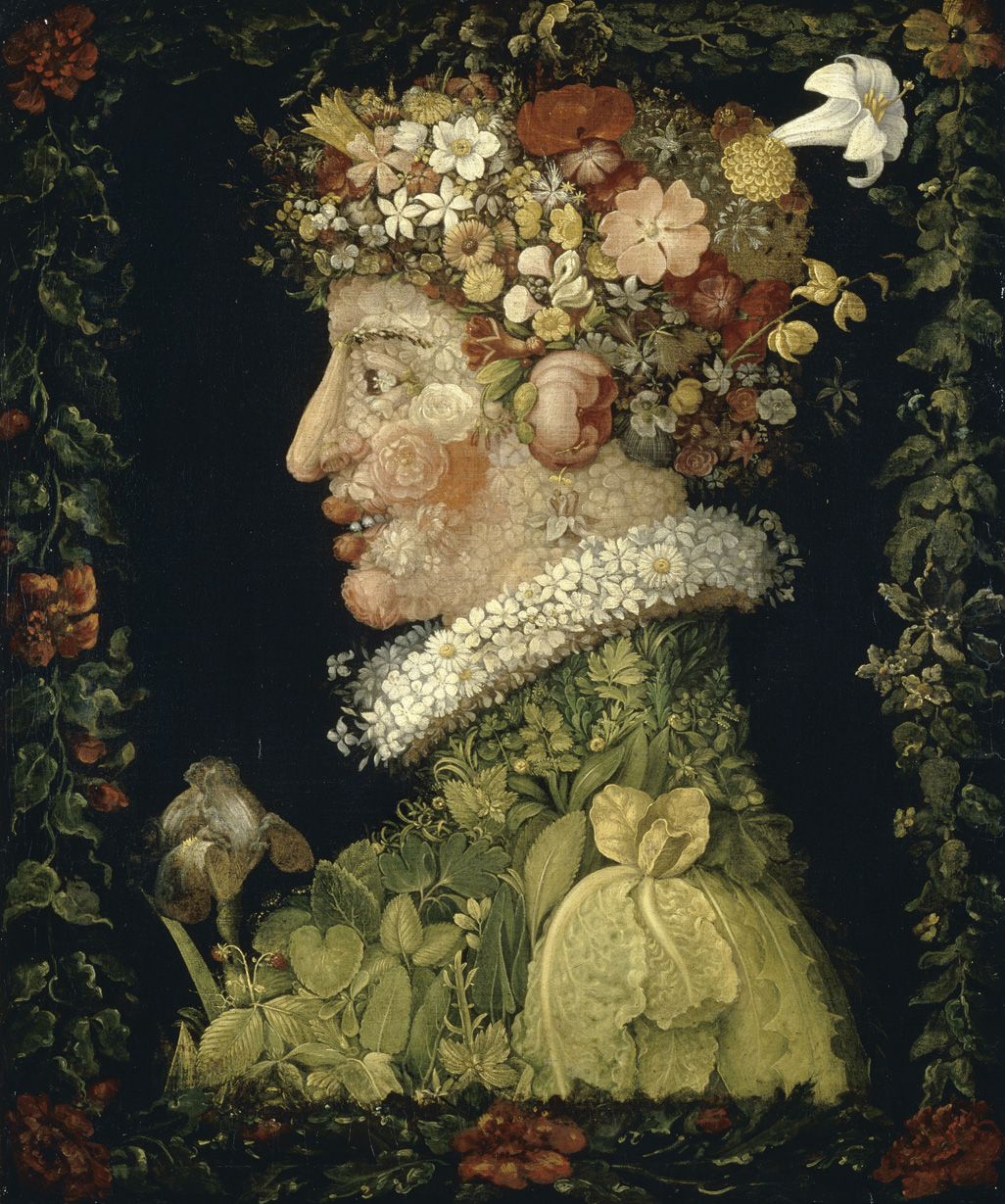
Le Printemps de Giuseppe Arcimboldo, huile sur toile, 1573.

La liste qui suit, non exhaustive, répertorie les principaux artistes représentés dans les collections du département avec le nombre de leurs peintures qui y sont conservées.

### Peinture italienne
École historiquement privilégiée, la peinture italienne est abondamment représentée, avec environ 1 100 œuvres (par comparaison, 1 000 toiles au Prado, 975 à la National Gallery de Londres, 700 au Metropolitan Museum) ; 600 toiles sont exposées dont :

#### Duecento et Trecento
- Cimabue (1240-1302) - 2 peintures : 
  - Maestà, vers 1280
  - La Dérision du Christ (ou Le Christ moqué), vers 1280
- Bernardo Daddi (1290-1348) - 1 peinture : L'Annonciation, prédelle d'un polyptyque, 1335
- Giotto di Bondone (1267-1337) - 2 peintures : 
  - Saint François d'Assise recevant les stigmates, vers 1295/1300
  - Crucifix monumental peint, vers 1315
- Ambrogio Lorenzetti (1290-1348) - 2 peintures : 
  - La Charité de saint Nicolas de Bari, vers 1335-1340
  - La Vierge et l'Enfant et dans le médaillon trilobé, Le Calvaire, vers 1330-1335
- Pietro Lorenzetti (1280-1348) - 3 peintures :
  - Saint Zacharie, années 1330-1340
  - Sainte Élisabeth, années 1330-1340
  - L'Adoration des mages, 1335-1340
- Simone Martini (1284-1344) - 1 peinture : Le Portement de Croix
- Ugolino di Nerio (1280-1349) - 1 peinture : La Vierge et l'Enfant, 1315-1320
- Niccolò di Buonaccorso (documenté de 1355 à 1388) : La Vierge d'humilité, vers 1380

Peinture italienne des XIIIe siècle et XIVe siècle
Maestà du Louvre, de Cimabue
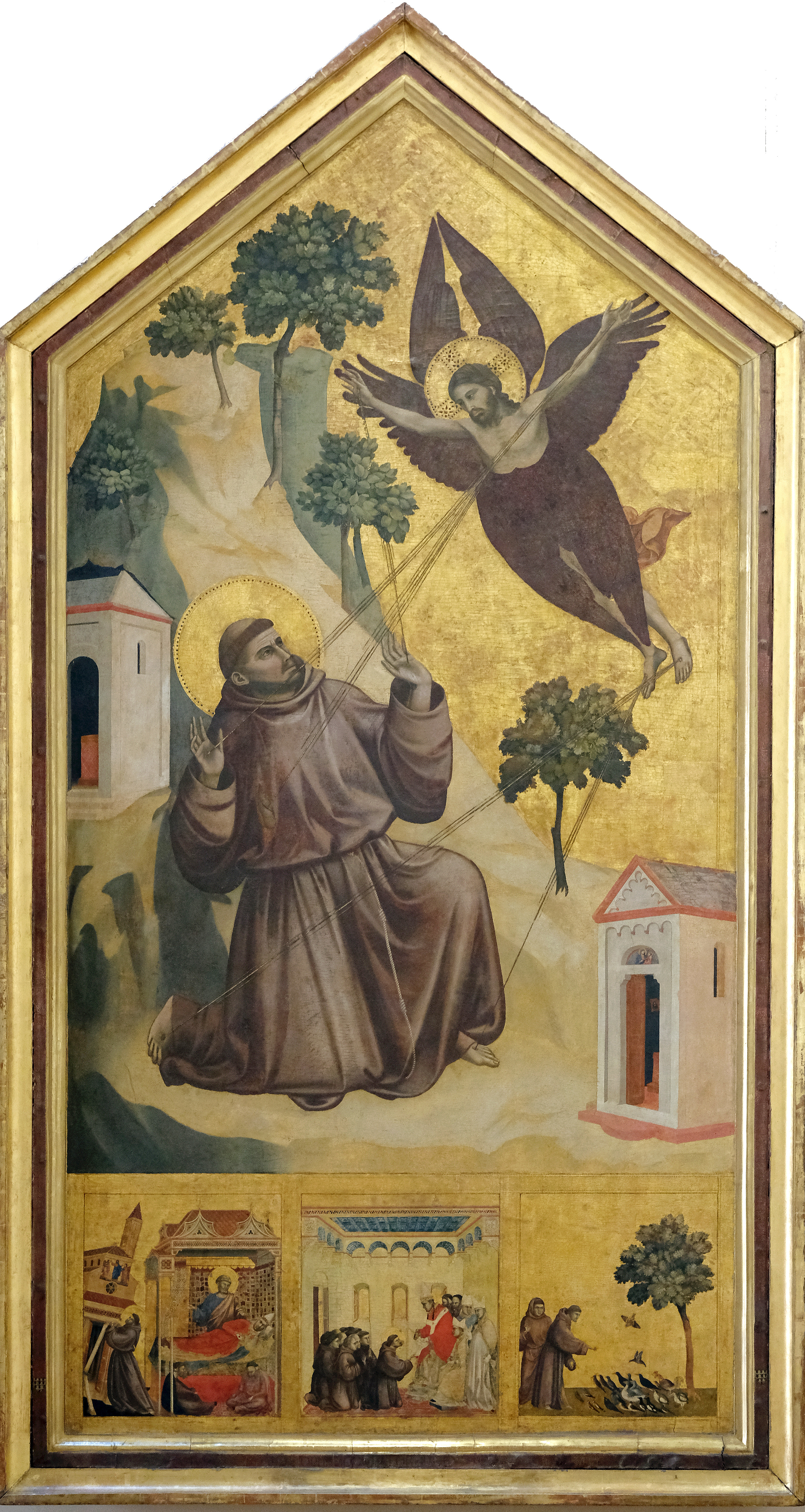
Saint François d'Assise recevant les stigmates, de Giotto

#### Quattrocento
- Fra Angelico (1400-1455) - 7 peintures :
  - Le Couronnement de la Vierge, 1430-1432
  - Le Christ bénissant, 1425-1430
  - La Décollation de saint Jean Baptiste et le Banquet d'Hérode, vers 1430
  - Ange en adoration, tourné vers la droite, vers 1430-1440
  - Ange en adoration, tourné vers la gauche, vers 1430-1440
  - Le Calvaire avec saint Dominique en prière, vers 1438
  - Le Martyre des saints Cosme et Damien, 1438-1443
- Alesso Baldovinetti (1425-1499) - 1 peinture : La Vierge et l'Enfant
- Giovanni Bellini (1425-1516) - 4 peintures :
  - Le Christ bénissant, 1470
  - Le Calvaire, 1465-1470
  - La Vierge et l'Enfant entre saint Pierre et saint Sébastien, v. 1487
  - Portrait d'homme, vers 1490-1495
- Iacopo Bellini (1400-1470) - 1 peinture : La Vierge d'humilité adorée par un prince de la Maison d'Este, 1440
- Francesco Botticini (1446-1498) - 2 peintures :
  - La Vierge adorant l'Enfant avec le petit saint Jean Baptiste et deux anges, v. 1490
  - La Vierge et l'Enfant en gloire entourés de chérubins, de séraphins et d'anges, v. 1485
- Sandro Botticelli (1445-1510) - 7 peintures :
  - Vénus et les trois Grâces offrant des présents à une jeune fille, fresque, vers 1483-1485
  - Un jeune homme présenté par Vénus aux sept Arts libéraux, fresque, vers 1483-1485
  - Portrait de jeune homme
  - La Vierge et l'Enfant avec le jeune saint Jean-Baptiste
  - Madone des Guidi de Faenza
  - Trois scènes de l'histoire d'Esther
  - La Vierge et l'Enfant entourés de cinq anges
- Vittore Carpaccio (1460-1526) - 1 peinture : La Prédication de saint Étienne, 1514
- Cima da Conegliano (1459-1517) - 1 peinture : La Vierge et l'Enfant entre saint Jean-Baptiste et sainte Marie-Madeleine, 1511-1513
- Piero di Cosimo (1462-1522) - 1 peinture : Vierge et l'Enfant à la colombe, 1490
- Lorenzo Costa (1460-1535) - 3 peintures : 
  - Allégorie de la cour d'Isabelle d'Este, 1505-1506
  - Sainte Véronique, 1508
  - Le Règne de Comus, 1511
- Lorenzo di Credi (vers 1459-1537) - 4 peintures :
  - L'Annonciation
  - Noli me tangere
  - Saint Jean Baptiste partant dans le désert
  - La Vierge et l'Enfant entourés de saint Julien et de saint Nicolas de Myre
- Carlo Crivelli (1435-1495) - 2 peintures : 
  - Saint Jacques de la Marche et deux donateurs, 1477
  - Le Christ mort au tombeau soutenu par deux anges, 1477
- Gentile da Fabriano (1370-1427) - 1 peinture : Présentation de Jésus au temple, 1423
- Domenico Ghirlandaio (1449-1494) - 4 peintures :
  - La Vierge et l'Enfant, v. 1476-1477
  - L'Apparition du Christ à la Vierge, v. 1490
  - Portrait d'un vieillard et d'un jeune enfant, v. 1490
  - La Visitation avec Marie-Jacobie et Marie-Salomé, 1491
- Benozzo Gozzoli (1420-1497) - 1 peinture : Triomphe de saint Thomas d'Aquin, 1471
- Neroccio di Bartolomeo de' Landi (1447-1500) - 1 peinture : La Vierge et l'Enfant entre saint Jean Baptiste et saint Antoine
- Léonard de Vinci (1452-1519) - 5 peintures : 
  - La Vierge aux rochers, 1483
  - La Belle Ferronnière, 1490
  - La Joconde, 1503
  - Sainte Anne, la Vierge et l'Enfant Jésus jouant avec un agneau, 1508
  - Bacchus ou Saint Jean Baptiste, 1510, d'attribution contestée
  - Saint Jean-Baptiste, 1513
- Fra Filippo Lippi (1406-1469) - 1 peinture : La Vierge et l'Enfant entourés d'anges, de saint Frediano et de saint Augustin, 1437
- Filippino Lippi (1457-1504) - 3 peintures :
  - La Vierge et l'Enfant avec deux anges
  - Scènes de l'histoire de Virginie
  - Trois scènes de l'histoire d'Esther
- Andrea Mantegna (1431-1506) - 5 peintures : 
  - La Crucifixion, 1457
  - Le Parnasse (ou Mars et Vénus)
  - Saint Sébastien, 1483
  - La Vierge de la Victoire, v. 1496
  - Minerve chassant les Vices du jardin de la Vertu, v. 1502
- Antonello de Messine (1430-1479) - 2 peintures :
  - Le Condottière, v. 1475
  - Le Christ à la colonne, v. 1475
- Lorenzo Monaco (1370-1424) - 3 peintures : 
  - Éléments d'une prédelle, 1387
  - Le Christ au jardin des Oliviers, 1408
  - Les Saintes Femmes au tombeau, 1408
- Palma le Vieux (1480-1528), - 1 peinture : L'Adoration des bergers avec une donatrice, 1523
- Francesco di Stefano Pesellino (1422-1457) - 2 peintures : 
  - Saint François d'Assises recevant les stigmates, v. 1440
  - Saints Cosme et Damien soignant un malade, v. 1440
- Piero della Francesca (1412-1492) - 1 peinture : Portrait de Sigismond Malatesta, seigneur de Rimini, 1451
- Pinturicchio (1454-1513) - 1 peinture : La Vierge et l'Enfant entre saint Jérôme et saint Grégoire le Grand, v. 1502
- Pisanello (1395-1455) - 1 peinture : Portrait d'une princesse d'Este, v. 1439
- Pontormo (1494-1557) - 2 peintures : 
  - Portrait d'un graveur en pierre fine, 1517
  - La Vierge à l'Enfant avec sainte Anne et quatre saints, 1527
- Sassetta (1392-1451) - 5 peintures : 
  - Saint Nicolas de Bari, v. 1430
  - 4 peintures issues du Retable de Borgo San Sepolcro, 1437 : Vierge à l'enfant encadrée par Saint Antoine de Padoue et Saint Jean l'évangéliste, Le Bienheureux Ranieri et La Damnation de l'âme de l'avare de Citerna
- Luca Signorelli (1450-1523) - 4 peintures : 
  - L'Adoration des mages
  - Le Calvaire
  - Groupe de quinze personnages debout
  - La Naissance de saint Jean Baptiste et l'imposition de son nom, 1485
- Andrea Solari (1460-1524) - 5 peintures :
  - L'Annonciation
  - La Crucifixion
  - Déploration sur le Christ mort
  - La Tête de saint Jean-Baptiste
  - La Vierge au coussin vert
- Cosmè Tura (1420-1495) - 3 peintures : 
  - La Pietà, v. 1474
  - Saint Antoine de Padoue, v. 1475
  - La Vierge et l'Enfant entre sainte Marie Madeleine et saint Jérôme
- Paolo Uccello (1397-1475) - 1 peinture : La Contre-Attaque de Micheletto Attendolo da Cotignola
- Antonio Vivarini (1415-1480) - 1 peinture : Saint Louis de Toulouse
- Bartolomeo Vivarini (1432-1499) - 2 peintures : 
  - Vierge allaitant l’enfant, v. 1450
  - Saint Jean de Capestran, 1459

Peinture italienne du XVe siècle
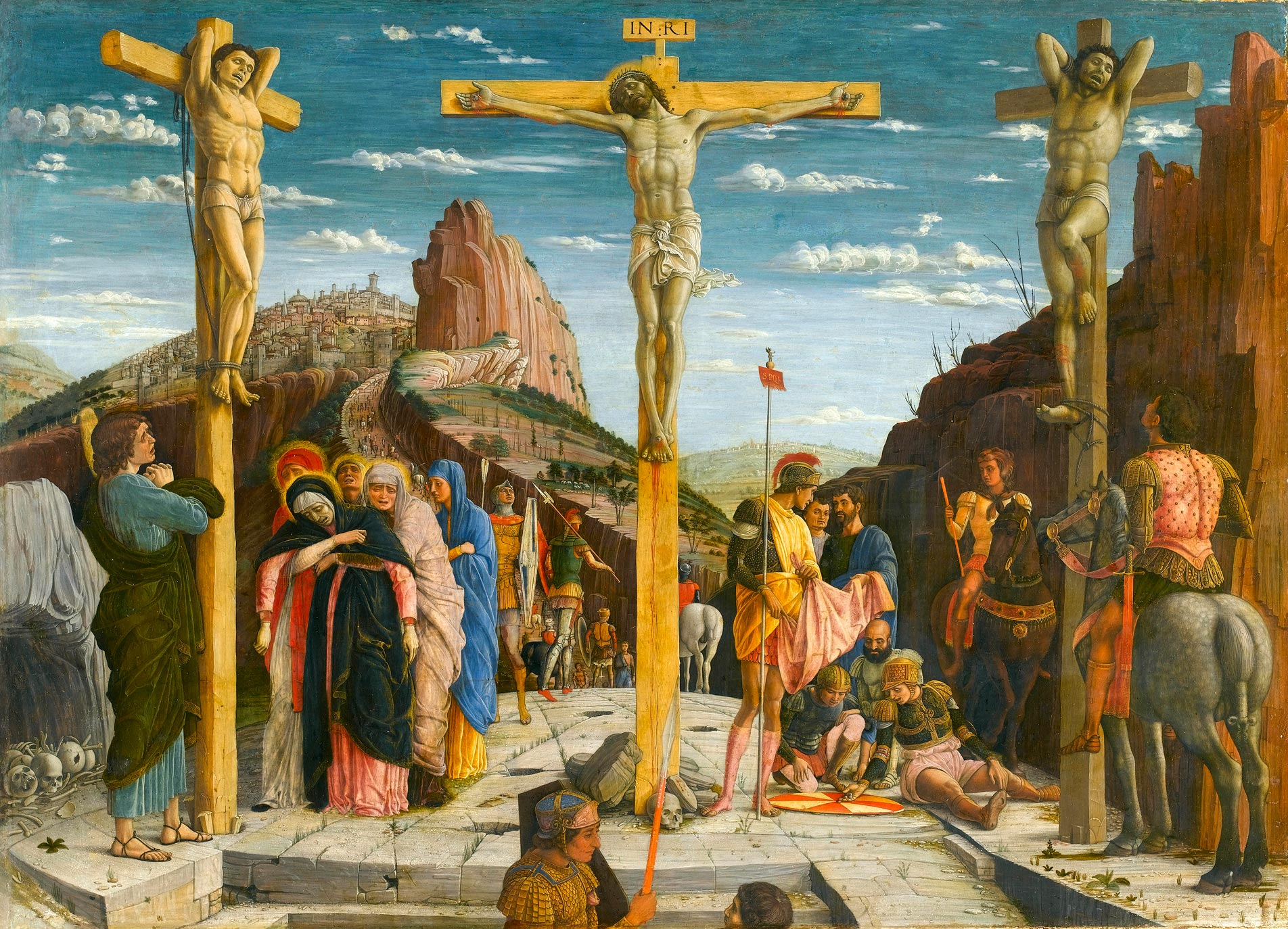
La Crucifixion Andrea Mantegna,1457-1459
Vénus et les trois Grâces offrant des présents à une jeune fille Sandro Botticelli, 1483-1485
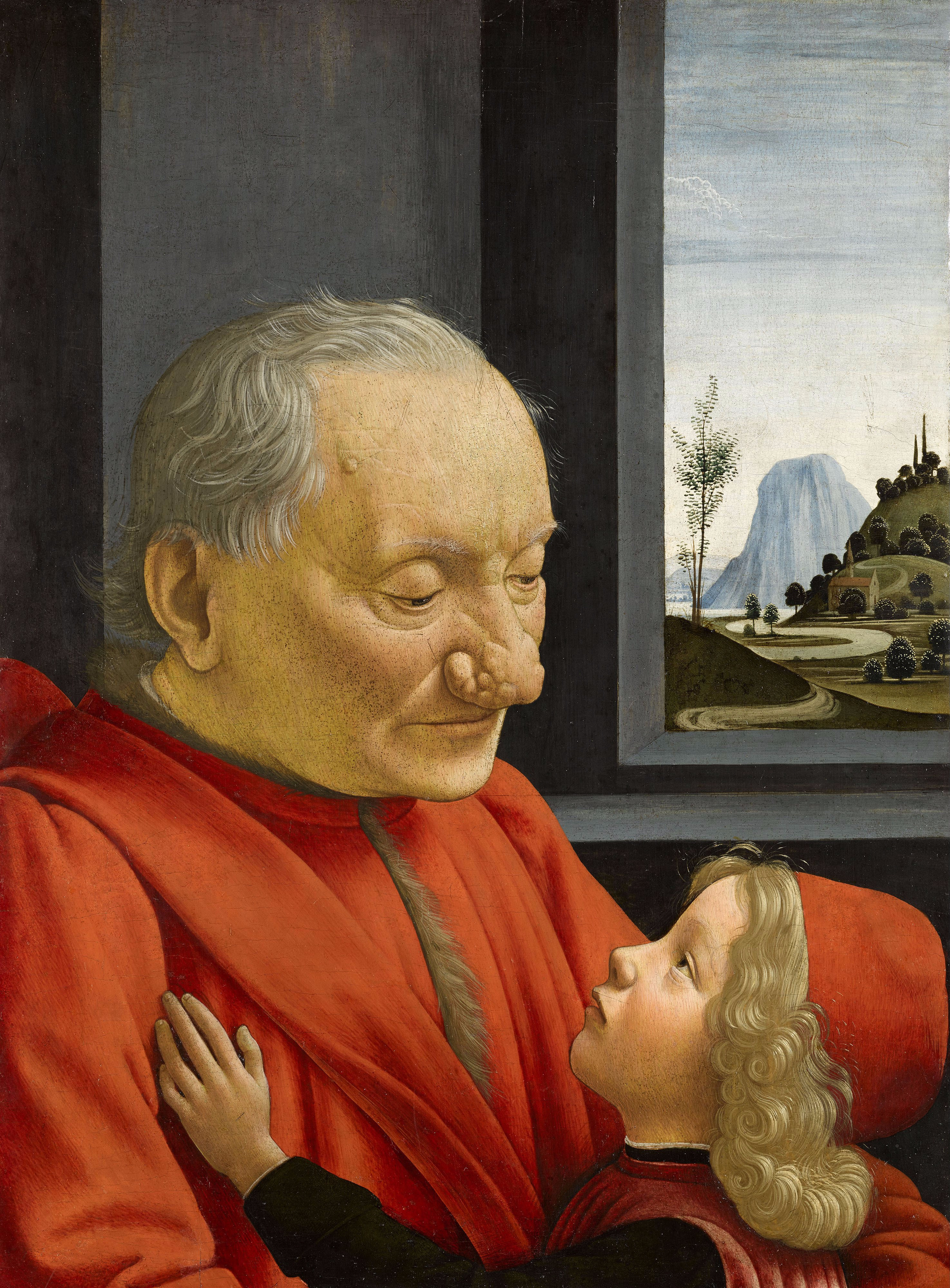
Portrait d'un vieillard et d'un jeune garçon Domenico Ghirlandaio, vers 1490
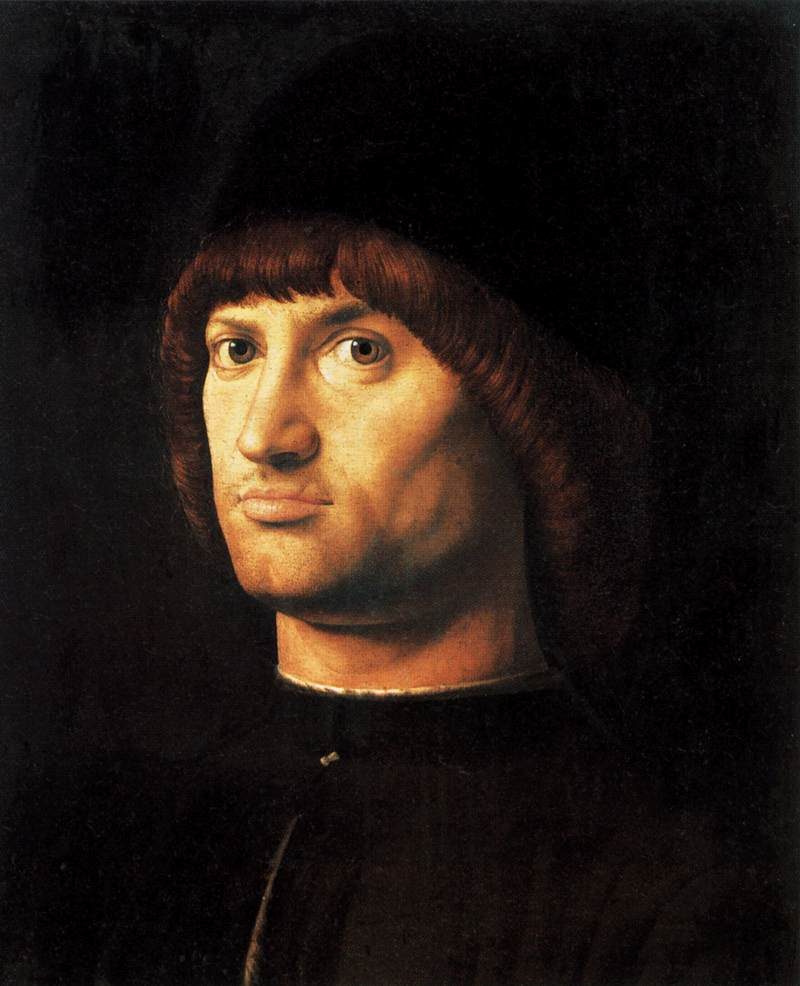
Le Condottière, Antonello de Messine

#### Cinquecento
- Nicolò dell'Abbate (1509-1571) - 3 peintures
- Giuseppe Arcimboldo (1527-1593) - 4 peintures, représentant le cycle Les Quatre Saisons :
  - Le Printemps
  - L'Eté
  - L'Automne
  - L'Hiver
- Federico Barocci (1528-1612) - 1 peinture : La Circoncision
- Fra Bartolomeo (1472-1517) - 4 peintures :
  - L'Incarnation du Christ
  - Mariage mystique de sainte Catherine de Sienne
  - Minerve
  - Noli me tangere
- Francesco Bassano le Jeune (1549-1592) - 2 peintures
- Jacopo Bassano (1510-1592) - 2 peintures dont Deux Chiens de chasse liés à une souche
- Leandro Bassano (1557-1622) - 1 peinture
- Domenico Beccafumi (1484-1551) - 4 peintures :
  - Fuite en Égypte
  - Prédication de saint Bernardin
  - Saint Antoine et le miracle de la mule
  - Saint François recevant les stigmates
- Bronzino (1503-1572) - 3 peintures :
  - Le Christ en jardinier apparaît aux trois Marie
  - Portrait de jeune homme tenant une statuette
  - La Sainte Famille avec sainte Élisabeth et le petit saint Jean Baptiste
- Annibale Carracci (1560-1609) - 12 peintures :
  - L'Apparition de la Vierge à saint Luc et à sainte Catherine
  - La Résurrection du Christ
  - La Chasse
  - La Naissance de la Vierge
  - La Pêche
  - La Lapidation de saint Étienne
  - Pietà avec saint François et sainte Marie Madeleine
  - La Lapidation de saint Étienne
  - Portrait d'homme
  - Hercule enfant étouffant les serpents
  - La Vierge aux cerises
  - Le Sacrifice d'Abraham
- Lodovico Carracci (1555-1619) - 2 peintures
- Polidoro da Caravaggio (1495-1543) - 1 peinture
- Le Corrège (1489-1534) - 4 peintures :
  - Vénus, Satyre et Cupidon
  - Allégorie du Vice
  - Allégorie de la Vertu
  - Le Mariage mystique de sainte Catherine d'Alexandrie en présence de saint Sébastien
- Lorenzo Lotto (1480-1556) - 4 peintures :
  - L'Adoration de l'Enfant Jésus avec la Vierge, saint Joseph, le petit saint Jean Baptiste, sainte Élisabeth, saint Zacharie et trois anges
  - La Femme adultère
  - Saint Jérôme pénitent
  - Le Portement de Croix
- Bernardino Luini (1481-1532) - 7 peintures
- Palma le Jeune (1548-1628) - 1 peinture
- Parmigianino (1503-1540) - 1 peinture : Le Mariage mystique de sainte Catherine
- Le Pérugin (1448-1523) : 7 peintures :
  - Apollon et Daphnis (ou Apollon et Marsyas)
  - Le Combat de l'Amour et de la Chasteté
  - La Vierge à l'Enfant entre les saints Jean-Baptiste et Catherine d'Alexandrie
  - Jeune Saint avec une épée
  - Saint Sébastien
  - La Vierge et l'Enfant entourés de deux anges, sainte Rose et sainte Catherine
- Sebastiano del Piombo (1485-1547) - 4 peintures :
  - Portrait d'un flûtiste
  - Saint Antoine ermite
  - La Sainte Famille avec sainte Catherine d'Alexandrie, saint Sébastien et un donateur
  - La Visitation
- Raphaël (1483-1520) - 12 peintures :
  - Autoportrait avec un ami
  - Portrait de Baldassare Castiglione
  - La Belle Jardinière
  - Portrait d'Isabelle de Requesens, vice-reine de Naples
  - La Vierge au diadème bleu
  - La Sainte Famille
  - La Sainte Famille de François Ier
  - Saint Georges et le Dragon
  - Saint Jean-Baptiste au désert
  - Saint Michel et le Dragon
  - Saint Michel terrassant le démon
  - Sainte Marguerite
  - 1 fragment du Retable Baronci
- Romanino (1484-1566) - 1 peinture
- Giulio Romano (1492-1546) - 6 peintures
- Rosso Fiorentino (1495-1494) - 2 peintures :
  - Le Christ mort
  - Le Défi des Piérides
- Francesco Salviati (1510-1563) - 1 peinture : L'Incrédulité de saint Thomas
- Andrea del Sarto (1486-1530) - 3 peintures :
  - La Charité
  - deux versions de La Vierge, l'Enfant Jésus, sainte Élisabeth et le petit saint Jean
- Le Sodoma (1477-1549) - 1 peinture
- Le Tintoret (1518-1594) - 4 peintures : 
  - Autoportrait
  - Suzanne au bain
  - Le Paradis (ou Le Couronnement de la Vierge)
  - Homme âgé tenant un mouchoir de la main gauche
- Titien (1488-1576) - 14 peintures dont :
  - Le Concert champêtre
  - Le Couronnement d'épines
  - L'Homme au gant
  - La Femme au miroir
  - La Vierge à l'Enfant avec sainte Catherine et un berger (Vierge au Lapin)
  - Portrait de François Ier, roi de France
  - Allégorie conjugale
  - Portrait d'homme
  - Vénus du Pardo (ou Jupiter et Antiope)
  - La Vierge à l'Enfant avec saint Étienne, saint Jérôme et saint Maurice
- Giorgio Vasari (1512-1574) - 1 peinture : L'Annonciation, 1567
- Bartolomeo Veneto (vers 1470-1531) - 2 peintures :
  - La Circoncision
  - La Vierge et l'Enfant
- Paul Véronèse (1528-1588) - 18 peintures :
  - Les Noces de Cana
  - La Belle Nani
  - Les Pèlerins d'Emmaüs
  - Esther et Assuérus
  - Enfant et chien
  - Le Portement de croix
  - La Sainte Famille avec sainte Élisabeth, sainte Marie-Madeleine présentant une bénédictine
  - Suzanne et les Vieillards
  - Loth et ses filles fuyant Sodome sous la conduite de deux anges
  - La Crucifixion
  - Les Sept Divinités planétaires : Jupiter, Apollon, Diane et Mars
  - Les Sept Divinités planétaires : Vénus, Saturne et Mercure
  - Jupiter foudroyant les Vices
  - Femme avec un enfant et un chien
  - Saint Marc couronnant les Vertus théologales
  - La Résurrection de la fille de Jaïre
  - Vierge à l'Enfant avec saint Georges et sainte Justine présentant un bénédictin agenouillé
  - Le Repas chez Simon le pharisien

Peinture italienne du XVIe siècle
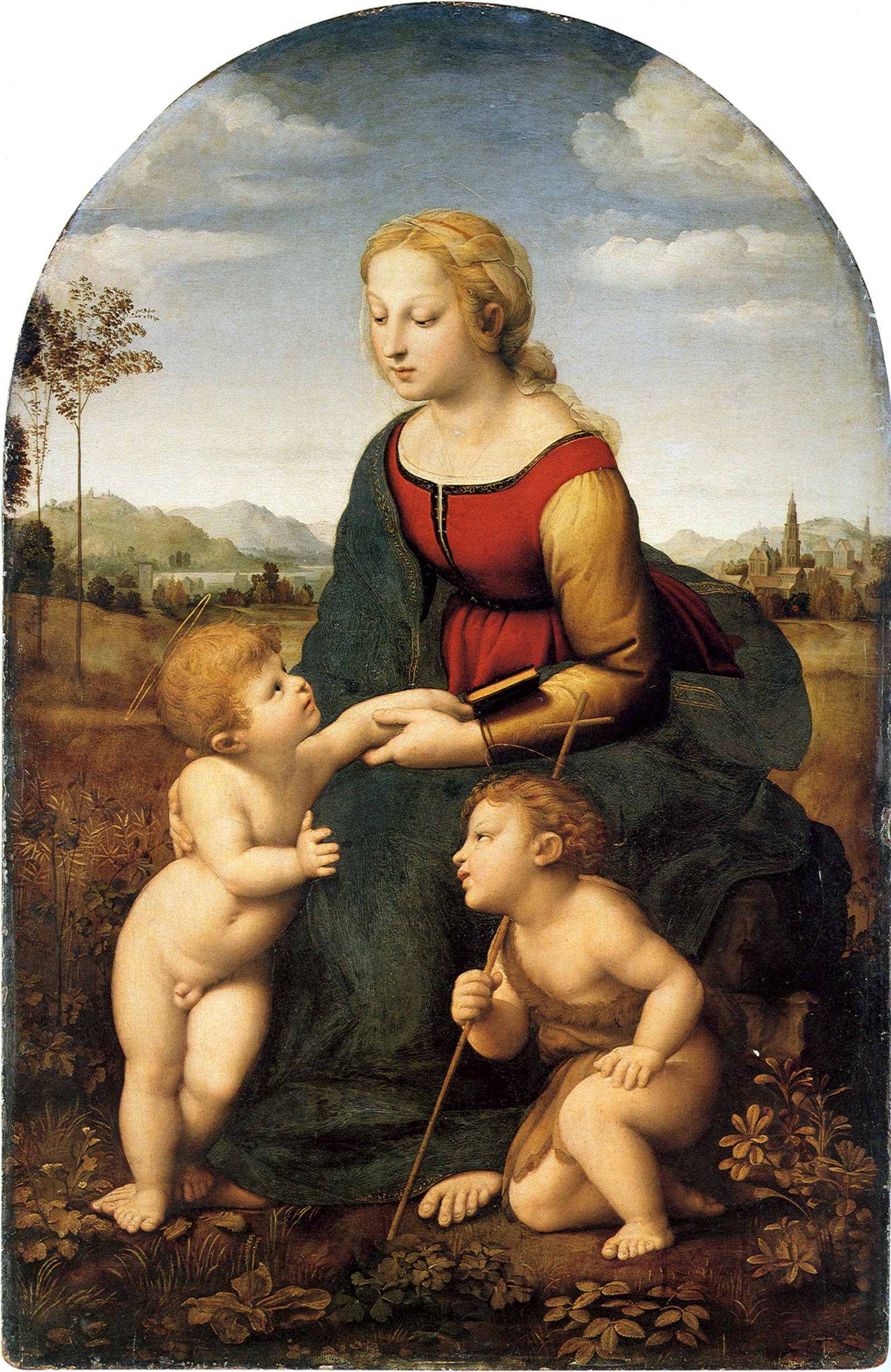
La Belle Jardinière, de Raphaël
Le Concert champêtre, de Giorgione ou du Titien
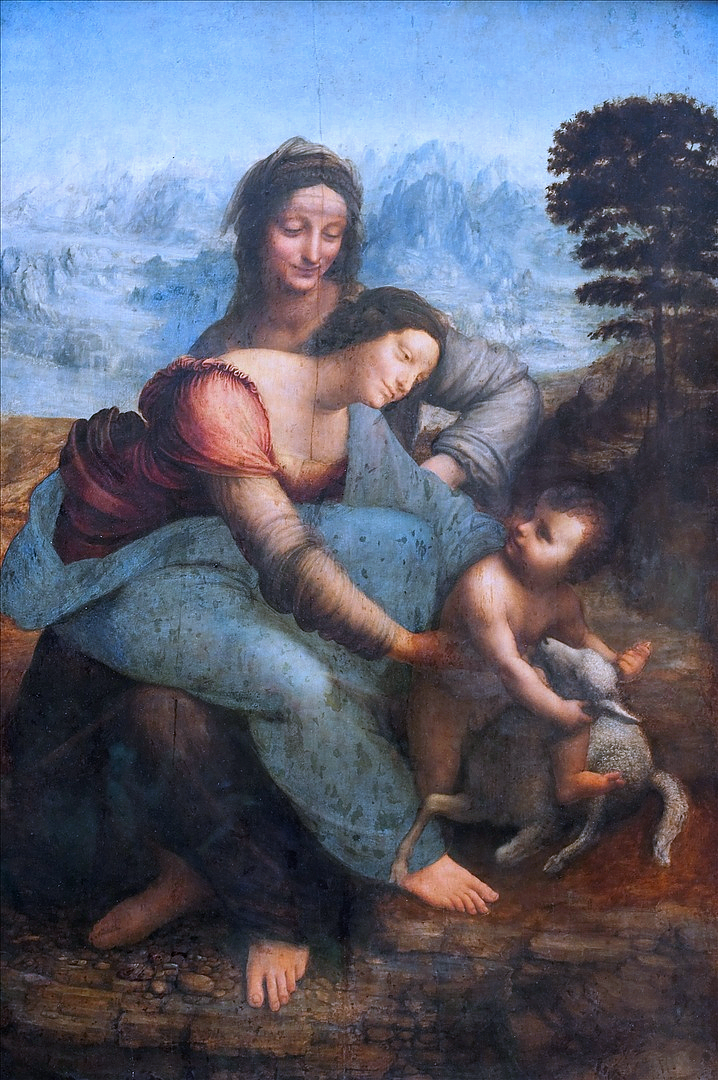
Sainte Anne, la Vierge et l'Enfant Jésus jouant avec un agneau Léonard de Vinci, 1508-1510.
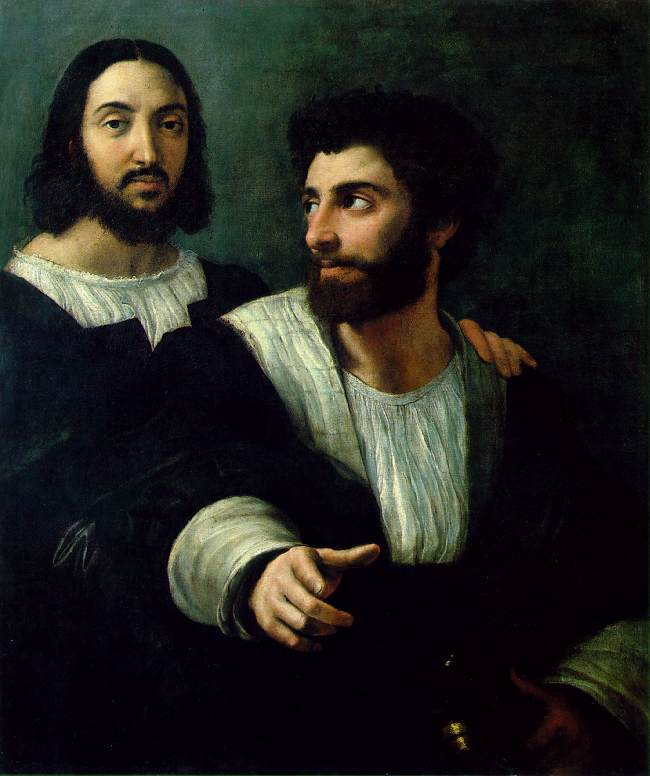
Portrait de l'artiste avec un ami Raphaël, 1518-1519
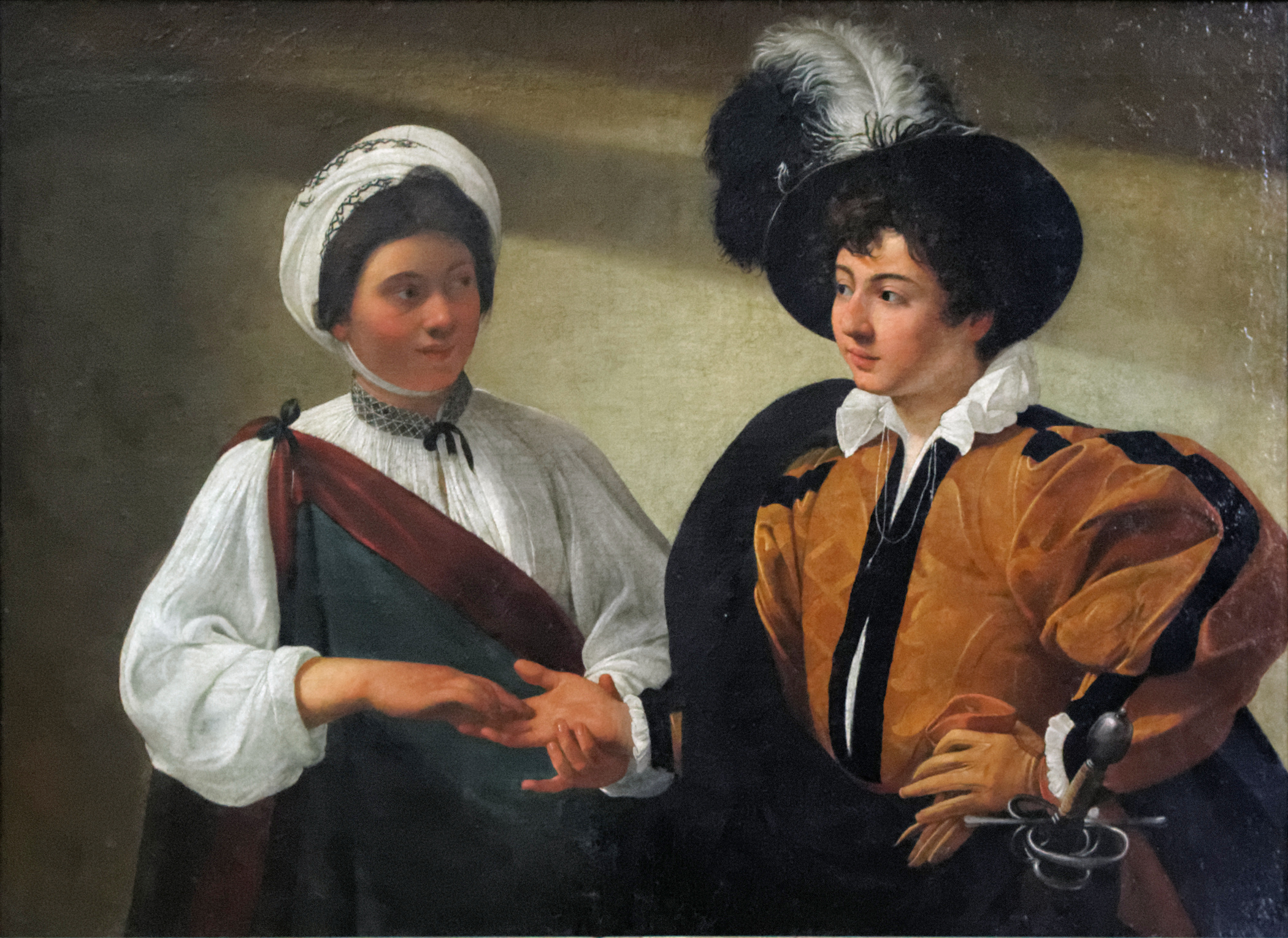
La Diseuse de bonne aventure Caravage, huile sur toile, 1596-1597

#### Seicento
- Francesco Albani (1578-1660) - 14 peintures
- Cavalier d'Arpin (1568-1640) - 3 peintures dont :
  - Adam et Ève chassés du Paradis terrestre
  - Diane et Actéon
  - La Présentation au Temple
- Giovanni Benedetto Castiglione (1609-1664) - 1 peinture : La Rencontre d'Abraham et de Melchisédech
- Le Caravage (1571-1610) - 3 peintures : 
  - La Diseuse de bonne aventure, 1596-1597
  - Portrait d'Alof de Wignacourt
  - La Mort de la Vierge
- Pierre de Cortone (1596-1669) - 4 peintures :
  - Vénus apparaissant à Enée
  - Romulus et Rémus recueillis par Faustulus
  - L'Alliance de Jacob et de Laban
- Luca Giordano (1634-1705) - 10 peintures :
  - La Mort de Sénèque
  - L'Adoration des bergers
  - Le Mariage de la Vierge
- Le Guerchin (1591-1666) - 8 peintures, dont :
  - Hersilie séparant Romulus et Tatius
  - Loth et ses filles
  - La Résurrection de Lazare, vers 1619
- Carlo Maratta (1625-1713) - 4 peintures
- Guido Reni (1575-1642) - 14 peintures, dont :
  - Déjanire enlevée par le centaure Nessus (1620-1621)
  - Le Christ remettant les clés à saint Pierre (1620-1625)
  - L'Annonciation
  - L'Enlèvement d'Hélène
- Salvator Rosa (1615-1673) - 4 peintures, dont Bataille héroïque
- Bernardo Strozzi (1581-1644) - 3 peintures
- Le Dominiquin (1581-1641) - 12 peintures, dont Herminie chez les bergers
- Domenico Fetti (1589-1623) - 4 peintures, dont la Mélancolie
- Orazio Gentileschi (1563-1639) - 2 peintures, dont La Félicité publique triomphant des dangers

Peinture italienne du XVIIe siècle
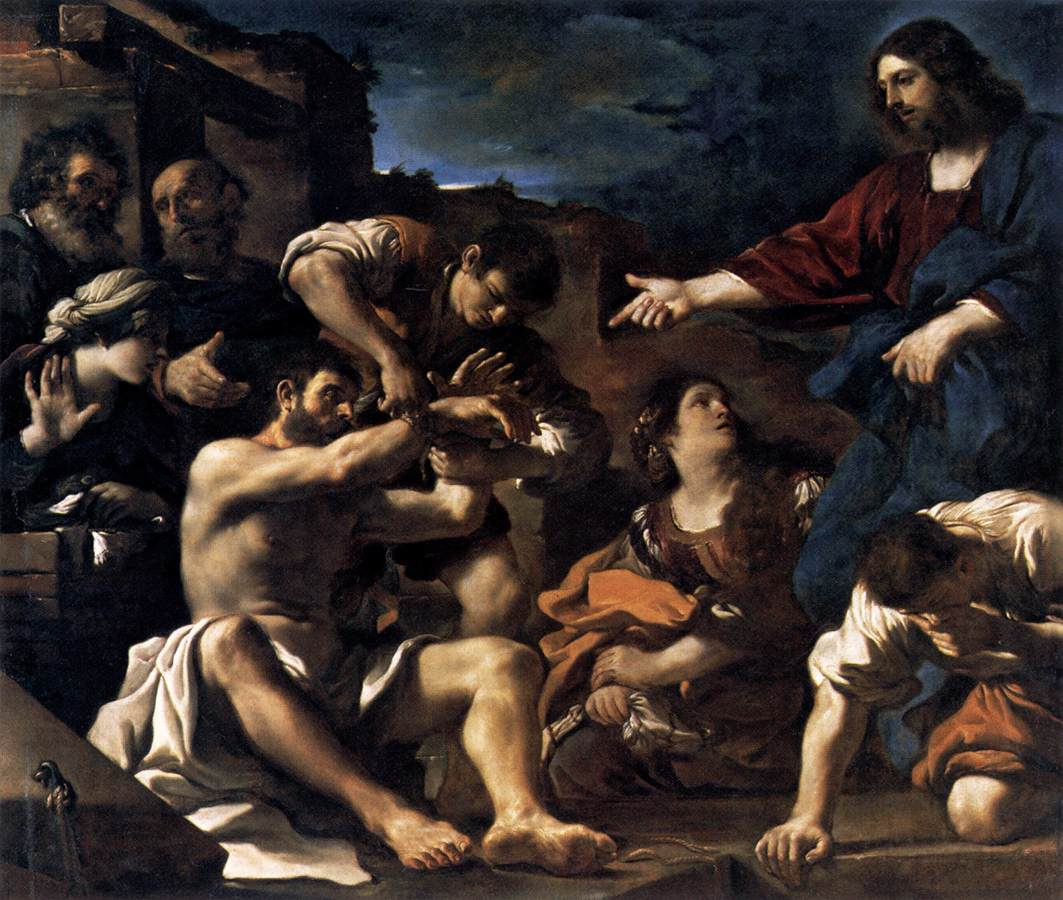
La Résurrection de Lazare Le Guerchin, vers 1619
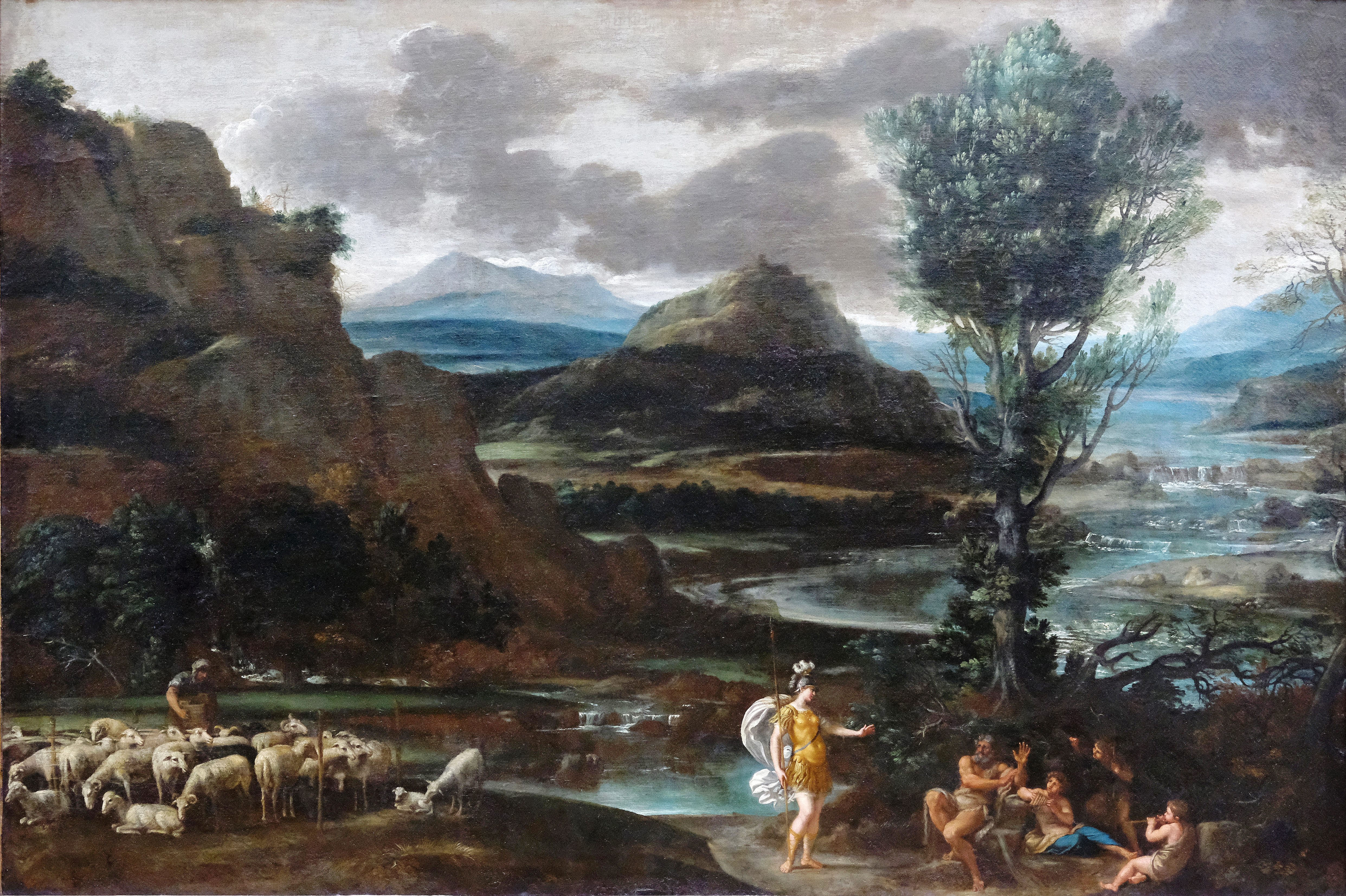
Herminie chez les bergers Le Dominiquin, 1622-1625.

#### Settecento
- Pompeo Batoni (1708-1787) - 3 peintures
- Bernardo Bellotto (1722-1780) - 2 peintures : 
  - Le Pont du Rialto
  - Église de la Salute
- Canaletto (1697-1768) - 1 peinture : Le Môle, vu du bassin de San Marco
- Francesco Guardi (1712-1793) - 16 peintures :
  - Le Doge sur le Bucentaure
  - Le Palais des Doges de Venise vu du bassin de San Marco
  - Le Doge assiste aux fêtes sur la piazzetta
- Corrado Giaquinto (1703-1765) - 1 peinture
- Pietro Longhi (1701-1785) - 2 peintures, dont La Présentation
- Alessandro Magnasco (1667-1749) - 7 peintures
- Giovanni Paolo Panini (1691-1765) - 13 peintures :
  - Fête musicale donnée par le cardinal de La Rochefoucauld pour le mariage du Dauphin
  - Galerie de vues de la Rome antique
  - Galerie de vues de la Rome moderne
  - Préparation du feu d'artifice et de la fête donnée sur la place Navone à Rome
- Giovanni Battista Pittoni (1687-1767) - 7 peintures, dont :
  - La Continence de Scipion
  - Jésus-Christ donnant les clefs du paradis à saint Pierre
  - Polyxène devant le tombeau d'Achille
- Giovanni Antonio Pellegrini (1675-1741) - 5 peintures
- Giovanni Battista Piazzetta (1683-1754) -1 peinture
- Sebastiano Ricci (1659-1734) - 4 peintures
- Francesco Solimena (1657-1747) - 2 peintures, dont Héliodore chassé du Temple
- Giambattista Tiepolo (1696-1770) - 10 peintures :
  - Apollon et Daphné, 1743-1744
  - Vierge à l'Enfant
  - Junon au milieu des nuées
  - Polichinelle coupable
  - Projet de décor pour un dessus-de-porte (vers 1762)
- Giandomenico Tiepolo (1727-1804) - 7 peintures :
  - Le Charlatan (ou l'Arracheur de dents)
  - Scène de Carnaval (ou le Menuet)
  - Rebecca au puits

Peinture italienne du XVIIIe siècle
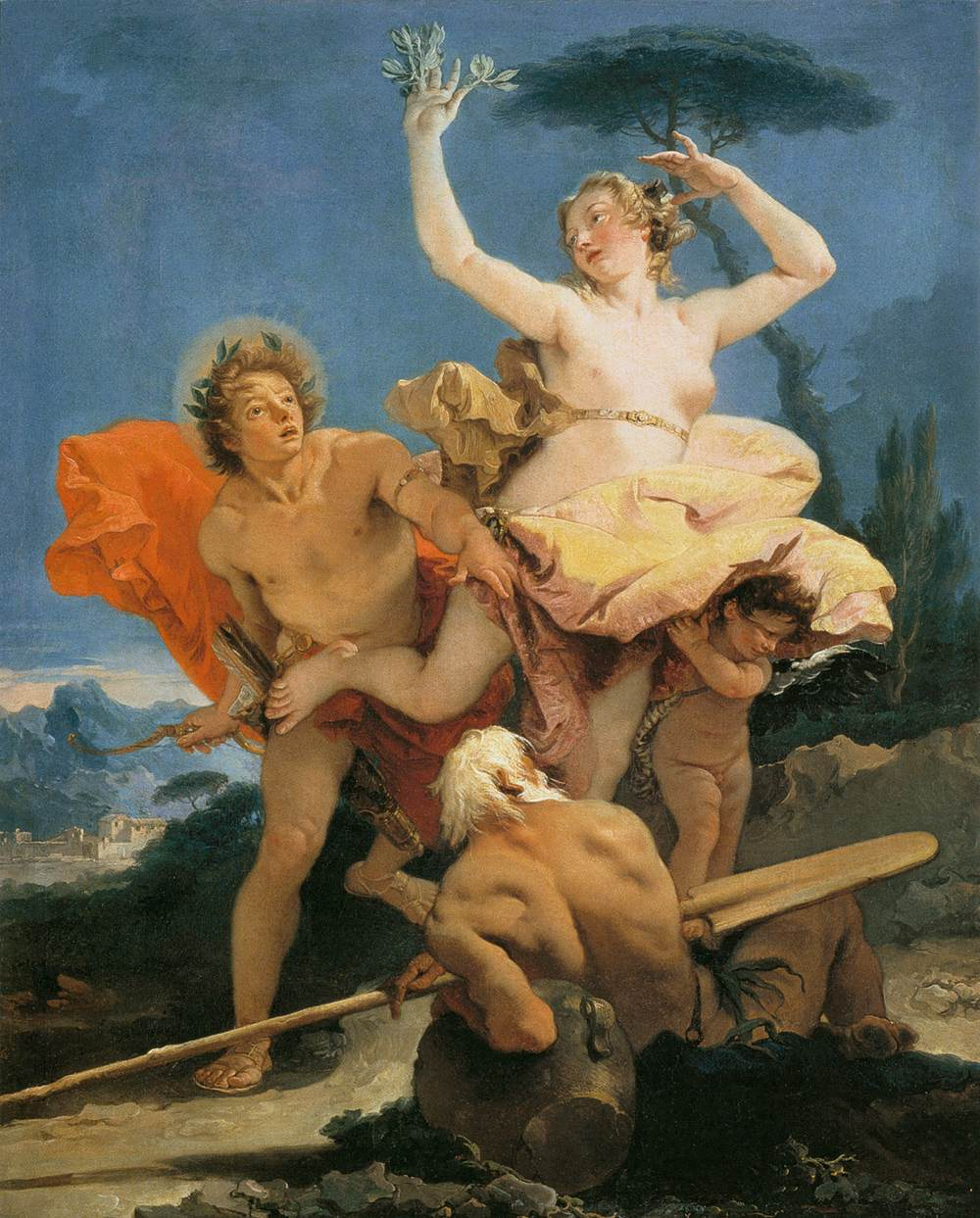
Apollon et Daphné Giambattista Tiepolo, 1743-1744

#### Ottocento
- Francesco Hayez (1791-1882) - 1 peinture : Marie Stuart protestant de son innocence à la lecture de sa condamnation à mort

### Peinture française

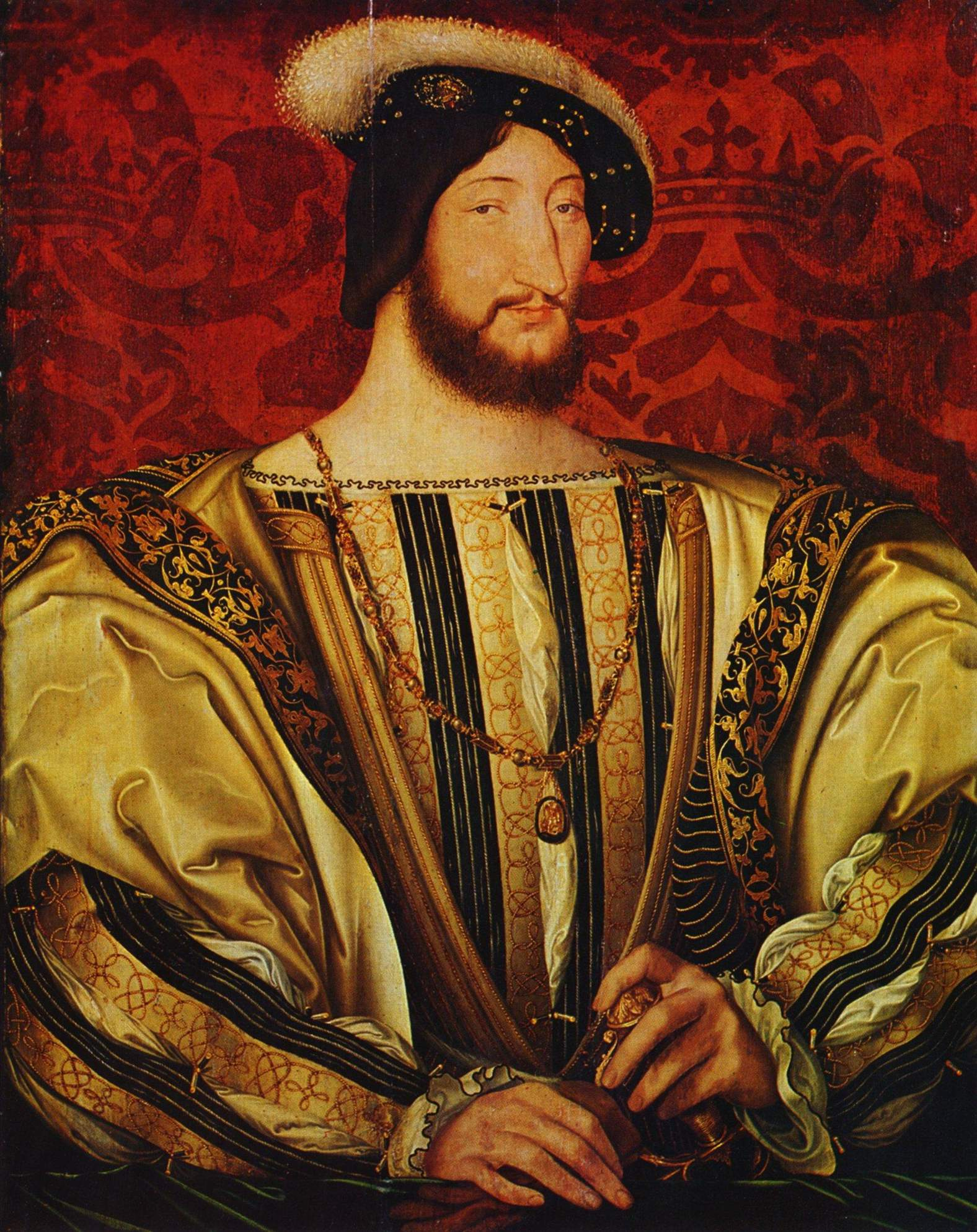
François Ier de Jean Clouet, huile sur panneau de bois, 1525.

Une grande partie des peintures conservées au musée sont des œuvres de peintres français, ce qui fait du Louvre une sorte de temple de la peinture française jusqu'au XIXe siècle : chaque siècle est représenté par des œuvres majeures et bien souvent uniques.

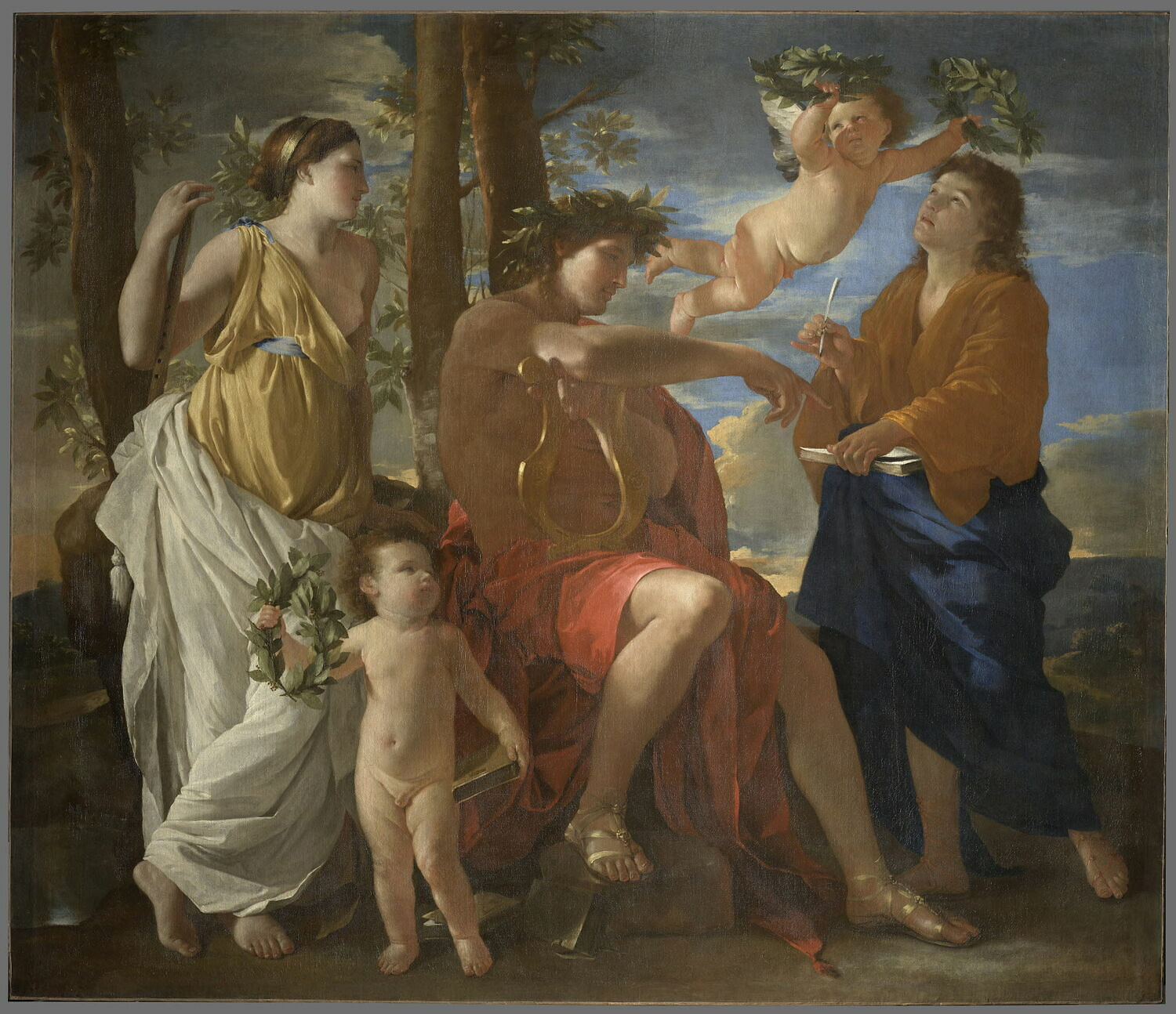
L'Inspiration du poète de Nicolas Poussin, huile sur toile, vers 1630.

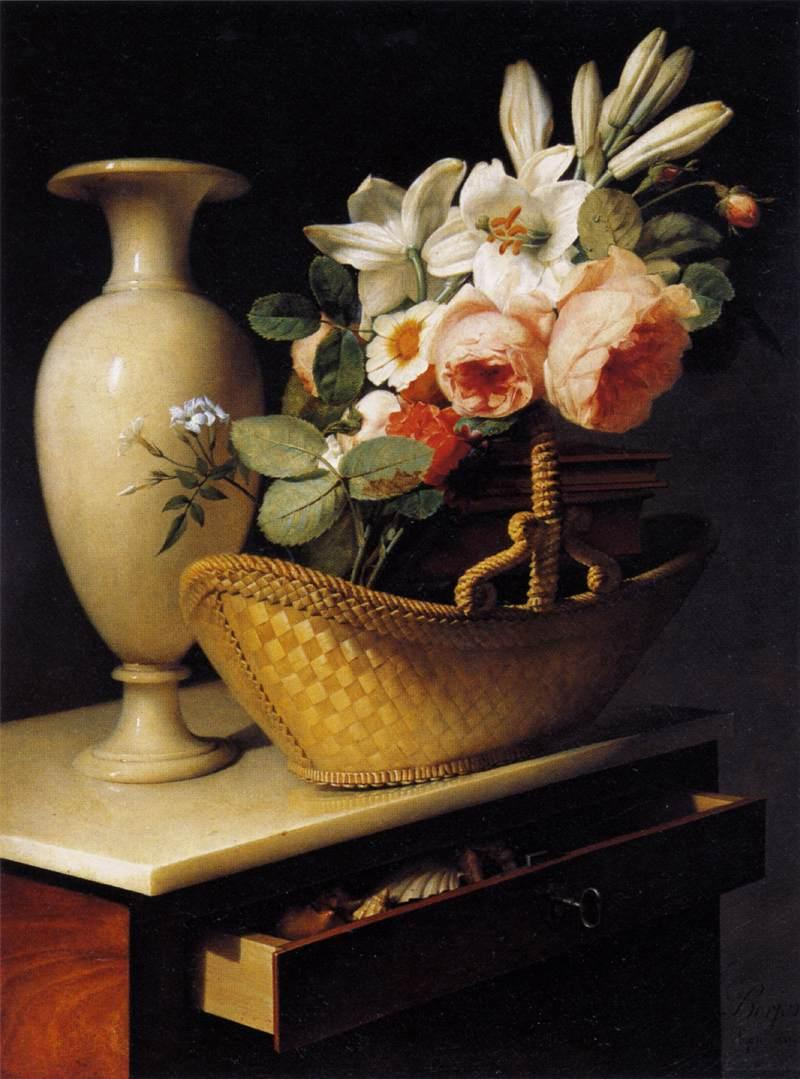
Bouquet de lis et de roses dans une corbeille posée sur une chiffonnière
d'Antoine Berjon, huile sur toile, 1814.

Avec 4 000 toiles en tout, il s'agit en effet de « la plus riche collection de peinture française du monde » (Metropolitan Museum 800, National Gallery Londres 365, Prado + de 300)
1 000 tableaux sont exposés dont :
- École de Paris - 1 peinture : Portrait de Jean II le Bon
- École de Fontainebleau - 5 peintures :
  - Gabrielle d'Estrées et une de ses sœurs
  - Diane chasseresse
  - Vénus à sa toilette
  - Allégorie
- Lubin Baugin - 4 peintures, dont Nature morte à l'échiquier
- Henri Bellechose - 1 peinture
- Marie-Guillemine Benoist - 1 peinture : Portrait de Madeleine
- Antoine Berjon - 1 peinture : Bouquet de lis et de roses dans une corbeille posée sur une chiffonnière
- Jacques Blanchard - 3 peintures, dont La Vierge à l'Enfant avec un évêque et saint Jacques
- Louis-Léopold Boilly - 13 peintures :
  - Réunion d'artistes dans l'atelier d'Isabey
  - L'Arrivée d'une diligence dans la cour des Messageries
  - Trompe-l'œil au sous-verre avec le portrait du peintre Swebach
- François Boucher - 22 peintures :
  - Diane sortant du Bain
  - L'Odalisque
  - Les Forges de Vulcain
  - La Marquise de Pompadour
  - L'Enlèvement d'Europe
  - Le Déjeuner
- Eugène Boudin - 2 peintures
- Valentin de Boulogne - 6 peintures : 
  - La Diseuse de Bonne Aventure
  - Un Concert
  - Réunion dans un cabaret
  - Le Concert au bas-relief
- Sébastien Bourdon - 10 peintures
- Antoine Caron - 2 peintures : 
  - Les Massacres du Triumvirat
  - La Sibylle de Tibur
- Paul Cézanne - 1 peinture

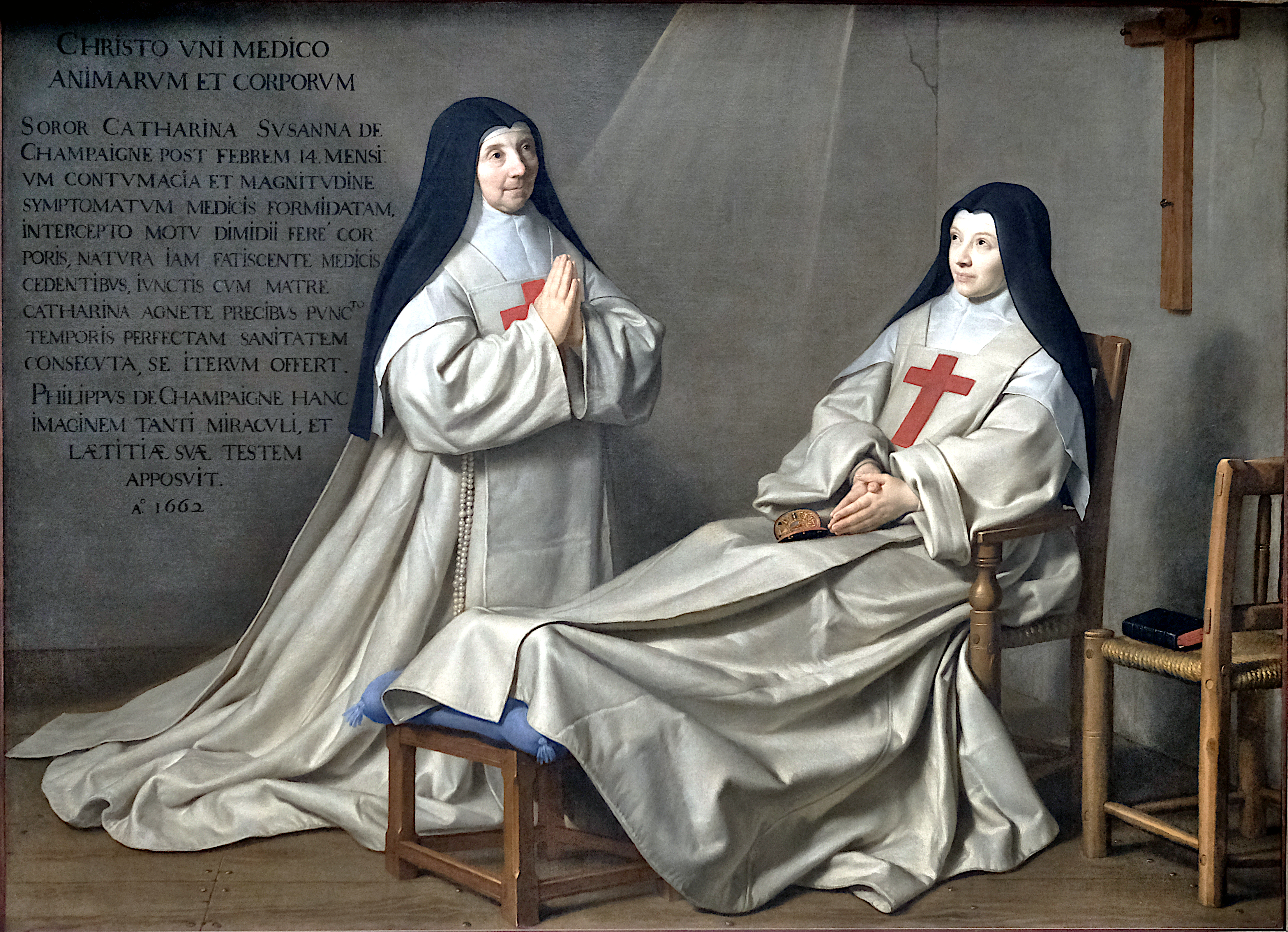
Ex-voto de 1662.

- Philippe de Champaigne - 21 peintures :
  - Portrait du cardinal de Richelieu
  - Louis XIII
  - Le Christ mort
  - Ex-voto de 1662
  - Portrait de deux hommes
- Jean Siméon Chardin - 37 peintures :
  - Le Bénédicité
  - La Raie
  - Le Buffet
  - Jeune Dessinateur taillant son crayon
  - L'Enfant au toton
  - La Pourvoyeuse
  - Le jeune Homme au violon
  - Portrait aux besicles
  - Les Attributs des arts, Les Attributs de la musique et Les Attributs des sciences
  - Les Attributs de la musique civile et Les Attributs de la musique guerrière
  - La Serinette
  - Pipes et vase à boire, dit aussi La Tabagie
- Théodore Chassériau - 28 peintures :
  - La Toilette d'Esther
  - Venus Anadyomène
  - Les Deux Sœurs
  - Portrait de l'artiste en redingote
  - Aline Chassériau
- Jean Clouet - 2 peintures : Portrait de François Ier en saint Jean-Baptiste
- François Clouet - 2 peintures : 
  - Pierre Quthe, apothicaire
  - Élisabeth d'Autriche, reine de France
- Corneille de Lyon - 10 peintures : 
  - Pierre Aymeric
  - Anne Stuart, Maréchale d'Aubigny
- Jean-Baptiste Camille Corot - 81 peintures
  - Souvenir de Mortefontaine
  - Le Pont de Mantes
  - La Femme à la perle
  - La Cathédrale de Chartres
  - Tivoli, les jardins de la Villa d'Este
  - Souvenir de Castelgandolfo
  - Le Château Saint-Ange et le Tibre, Rome
  - La Dame en Bleu
  - Volterra, le municipe ; Volterra, la citadelle
  - Le Pont de Narni
- Jean Cousin - 1 peinture : Eva Prima Pandora
- Antoine Coypel - 4 peintures, dont Portrait de Démocrite
- Noël Coypel - 3 peintures
- Jacques-Louis David - 27 peintures :
  - Le Sacre de Napoléon
  - Le Serment des Horaces
  - Les Sabines
  - Autoportrait
  - Portrait de Madame Récamier (inachevé)
  - Portrait du pape Pie VII
  - Les Amours de Pâris et d'Hélène
  - Portrait de Pierre Sériziat et Portrait d'Émilie Sériziat et son fils
  - Les licteurs rapportent à Brutus les corps de ses fils
  - Portrait de la marquise d'Orvilliers
  - Portrait de madame de Verninac
  - Portrait de madame Trudaine
  - Portrait de Juliette de Villeneuve
  - Combat de Mars contre Minerve
  - Léonidas aux Thermopyles
  - Portrait inachevé de Bonaparte
- Edgar Degas - 1 peinture : La Sortie du bain
- Eugène Delacroix - 46 peintures (dont une fresque de la Galerie d'Apollon) :
  - La Liberté guidant le peuple
  - La Mort de Sardanapale
  - Femmes d'Alger dans leur appartement
  - Jeune Orpheline au cimetière
  - Scènes des massacres de Scio
  - Autoportrait au gilet vert
  - Entrée des Croisés à Constantinople
  - La Barque de Dante
  - Nature morte au homard
  - La Fiancée d'Abydos
  - Mademoiselle Rose
- Paul Delaroche - 6 peintures
- Alexandre-François Desportes - 5 peintures
- Alfred de Dreux - 5 peintures, dont Étalon arabe
- Martin Drölling - 3 peintures, dont Intérieur de cuisine
- Toussaint Dubreuil - 4 peintures
- Gaspard Dughet - 1 peinture
- Joseph-Siffred Duplessis - 3 peintures
- Jean-Honoré Fragonard - 30 peintures :
  - Le Verrou
  - Les Baigneuses
  - L'Étude
  - Portraits de Fantaisie : L'Inspiration et Portrait d'homme, dit l'Abbé de Saint-Non
  - La Leçon de Musique
  - Portrait d'un jeune artiste
  - Portrait de Denis Diderot
  - Le Feu aux poudres et La Chemise enlevée
  - Portrait d'Anne François d'Harcourt (acquis en 2021 par don)
- Nicolas Froment - 1 peinture : Diptyque des Matheron
- Jean Fouquet - 2 peintures :
  - Portrait de Charles VII, roi de France
  - Portrait de Guillaume Juvenel des Ursins
- François Gérard - 11 peintures, dont Psyché et l'Amour
- Marguerite Gérard - 3 peintures :
  - La Mauvaise nouvelle
  - Portrait de jeune fille
  - L'Élève intéressante
- Théodore Géricault - 27 peintures :
  - Le Radeau de la Méduse
  - Officier de chasseurs à cheval de la garde impériale chargeant
  - Cuirassier blessé quittant le feu
  - la Monomane du Jeu
  - Le Derby d'Epsom
  - Le Four à plâtre
  - Tête de cheval blanc
  - Deux Chevaux de poste à la porte d'une écurie
  - Cheval attaqué par un lion
  - Cheval turc dans une écurie
- Claude Gellée dit Le Lorrain - 15 peintures :
  - Port de mer au soleil couchant
  - Vue du Campo Vaccino
  - Ulysse remet Chryséis à son père
  - Paysage avec Pâris et Œnone
  - Le Débarquement de Cléopâtre à Tarse
  - Vue d'un port avec le Capitole
  - La Fête villageoise
- Jean-Baptiste Greuze - 17 peintures :
  - L'Accordée de village
  - La Cruche cassée
  - La Laitière
  - Le Fils ingrat
  - Le Fils puni
  - La Lecture de la Bible
  - L'Oiseau Mort
  - La Malédiction paternelle
- Antoine-Jean Gros - 13 peintures dont une décoration de salle (Salle des Colonnes) :
  - Bonaparte au pont d'Arcole
  - Bonaparte visitant les Pestiférés de Jaffa
  - Napoléon sur le champ de bataille d'Eylau
  - Portrait équestre de Joachim Murat, roi de Naples
- Pierre-Narcisse Guérin - 12 peintures :
  - Jeune Fille en buste
  - Énée et Didon
  - L'Aurore et Céphale
  - Plafond : Deux génies de l'immortalité
  - Jeune Femme en buste
  - Phèdre et Hippolyte
  - Le Retour de Marcus Sextus
  - Andromaque et Pyrrhus
  - Énée racontant à Didon les malheurs de la ville de Troie
  - Clytemnestre hésite avant de frapper Agamemnon endormi
  - Les Bergers au tombeau d'Amyntas
  - Phèdre et Hippolyte
- Jean Hey - 4 peintures
- Jean-Pierre Houël - 5 peintures
- Jean-Auguste-Dominique Ingres - 53 peintures :
  - La Grande Odalisque
  - La Grande Baigneuse
  - Le Bain turc
  - Mademoiselle Rivière
  - Portrait de Monsieur Bertin
  - L'Apothéose d'Homère
  - Portrait du comte Louis-Mathieu Molé
  - Œdipe explique l'énigme du sphinx
  - Madame Rivière et Monsieur Philibert Rivière
  - Roger délivrant Angélique
  - Portrait de madame Panckoucke
  - Portrait de Ferdinand-Philippe, duc d'Orléans
  - Madame Marcotte de Sainte-Marie
- Jean-Baptiste Jouvenet - 5 peintures
- Adélaïde Labille-Guiard - 1 peinture
- Charles de La Fosse - 5 peintures
- Laurent de La Hyre - 8 peintures, dont Adonis mort, avec son chien
- Nicolas Lancret - 11 peintures : 
  - Les Saisons (4 toiles)
  - Les Acteurs de la Comédie Italienne
  - La Leçon de Musique
  - L'Innocence
- Nicolas de Largillierre - 11 peintures, dont Portrait de Famille
- Georges de La Tour - 6 peintures :
  - Le Tricheur à l'As de Carreau
  - Madeleine à la Veilleuse
  - Saint Joseph charpentier
  - Saint Sébastien soigné par Irène
  - Saint Thomas à la pique
  - L'Adoration des bergers
- Maurice-Quentin de La Tour - 5 peintures, dont La Marquise de Pompadour
- Charles Le Brun - 21 peintures, dont Le Chancelier Séguier
- François Lemoyne - 3 peintures
- Louis ou Antoine Le Nain - 12 peintures :
  - Famille de Paysans dans un intérieur
  - La Forge
  - La Tabagie
  - La Charrette
  - Le repas de paysans
  - La Famille heureuse
- Matthieu Le Nain - 3 peintures dont Le Reniement de saint Pierre
- Henri Lerambert - 1 peinture : Les Funérailles de l'Amour
- Eustache Le Sueur - 42 peintures
  - Cycle La Vie de saint Bruno
  - Clio, Euterpe et Thalie
  - Melpomène, Érato et Polymnie
  - Réunion d'amis
  - La Prédication de saint Paul à Éphèse
- Josse Lieferinxe - 3 peintures
- Jean-Étienne Liotard - 1 peinture
- Jean Malouel - 2 peintures :
  - Grande Pietà ronde
  - Le Christ de Pitié
- Constance Mayer - 4 peintures, dont Le Rêve du bonheur
- Pierre Mignard - 5 peintures, dont Portrait de l'artiste
- Jean-François Millet - 6 peintures :
  - La Lessiveuse
  - Le Fendeur de bois
  - Un vanneur
  - Les Botteleurs de foin
  - La Brûleuse d'herbes
  - La Précaution maternelle
- Louise Moillon - 3 peintures dont Coupe de cerises, Prunes et Melon
- Claude Monet - 3 peintures :
  - Glaçons sur la Seine à Bougival
  - La Débâcle près de Vétheuil
  - Environs de Honfleur, neige
- Jean-Marc Nattier - 4 peintures :
  - La Duchesse de Tessin
  - La Comtesse de Chaulnes
- Charles-Joseph Natoire - 1 peinture
- Jean-Baptiste Oudry - 5 peintures, dont La Ferme
- Jean-Baptiste Pater - 2 peintures dont Réunion d'acteurs de la Comédie-Italienne dans un parc
- Jean Perréal - 2 peintures
- Jean-Baptiste Perronneau - 4 peintures
- Jean Pillement - 1 peinture
- Camille Pissarro - 2 peintures
- Nicolas Poussin - 40 peintures, dont :
  - L'Inspiration du Poète
  - L'Enlèvement des Sabines
  - Autoportrait
  - Paysage avec Orphée et Eurydice
  - Les Saisons (4 tableaux)
  - Le Triomphe de Flore
  - Écho et Narcisse
  - Et in Arcadia ego (Les Bergers d'Arcadie)
  - Mars et Vénus
  - La Peste d'Asdod
  - L'Apparition de la Vierge à saint Jacques le Majeur
  - Les Aveugles de Jéricho
  - Les Israélites recueillant la manne dans le désert
- Pierre-Paul Prud'hon - 20 peintures, dont :
  - Deux décorations de salles
  - Portrait de l'impératrice Joséphine
  - L'Âme brisant les liens qui l'attachent à la terre
- Enguerrand Quarton - 1 peinture : Pietà de Villeneuve les Avignon
- Jean-Baptiste Regnault - 5 peintures, dont Les Trois Grâces
- Nicolas Régnier - 1 peinture : La Diseuse de Bonne Aventure
- Auguste Renoir - 3 peintures
- Hyacinthe Rigaud - 8 peintures, dont Portrait de Louis XIV en costume de sacre
- Hubert Robert - 26 peintures :
  - Projet d'aménagement de la Grande Galerie du Louvre
  - La Maison Carrée, les Arènes et la Tour Magne à Nîmes
  - Le Pont du Gard
  - Vue de la Grande Galerie du Louvre en ruines
- Alexandre Roslin - 2 peintures
- Théodore Rousseau - 10 peintures
- Jean-Baptiste Santerre - 1 peinture
- Alfred Sisley - 3 peintures
- Jacques Stella - 4 peintures
- Sébastien Stoskopff - 2 peintures
- Pierre Subleyras - 13 peintures
- Henri de Toulouse-Lautrec - 1 peinture : Gustave Lucien Dennery, peintre
- Nicolas Tournier - 2 peintures
- Jean-François de Troy - 5 peintures
- Pierre-Henri de Valenciennes - 17 peintures
- Anne Vallayer-Coster - 4 peintures, dont Panaches de mer, Lithophytes et Coquilles
- Charles André van Loo - 5 peintures, dont Halte de Chasse
- Louis-Michel van Loo - 3 peintures, dont Denis Diderot, écrivain
- Claude Joseph Vernet - 12 peintures :
  - Vue de la rade de Toulon
  - Vue d'Avignon
- Horace Vernet - 7 peintures, dont La Barrière de Clichy. Défense de Paris, le 30 mars 1814
- Joseph-Marie Vien - 5 peintures
- Élisabeth Vigée Le Brun - 8 peintures :
  - Madame Vigée Le Brun et sa fille
  - Portrait d'Hubert Robert
  - La Comtesse Catherine Vassilievna Skavronskaïa
- Claude Vignon - 6 peintures, dont Le Jeune Chanteur
- François-André Vincent - 7 peintures
- Simon Vouet - 14 peintures, dont :
  - Allégorie de la richesse
  - La Présentation au Temple
  - Vierge Hesselin
- Antoine Watteau - 13 peintures :
  - Pèlerinage à l'Ile de Cythère
  - Pierrot
  - L'Indifférent
  - Diane au bain
  - Les Deux Cousines
  - Le Faux Pas
  - La Finette

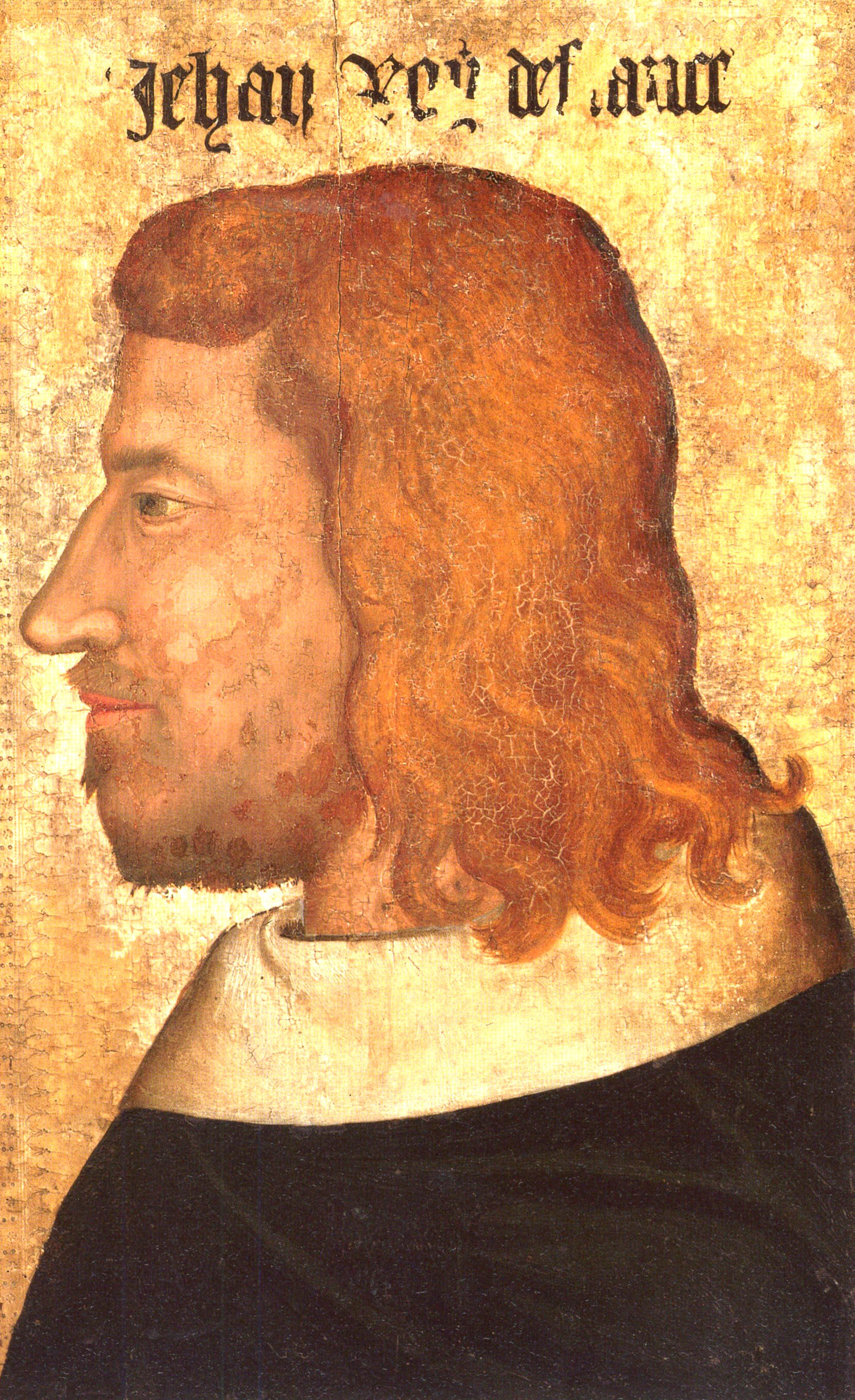
Jean II le Bon, roi de France d'un anonyme, tempera et or sur bois, avant 1350.
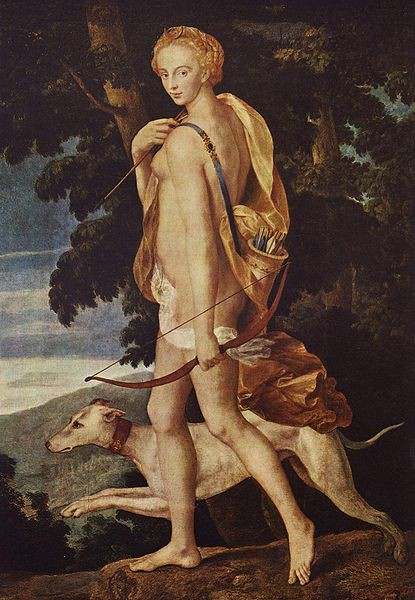
Diane chasseresse de l'École de Fontainebleau, huile sur toile, 1550-1560.
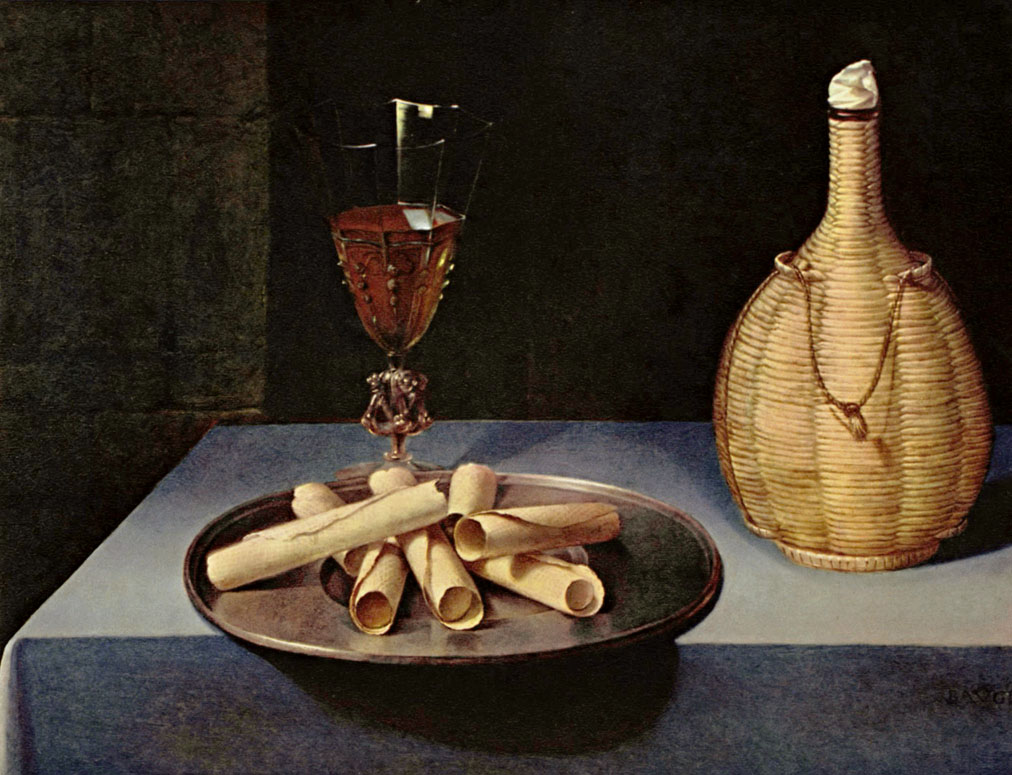
Le Dessert de gaufrettes de Lubin Baugin, huile sur bois, vers 1630-1635.
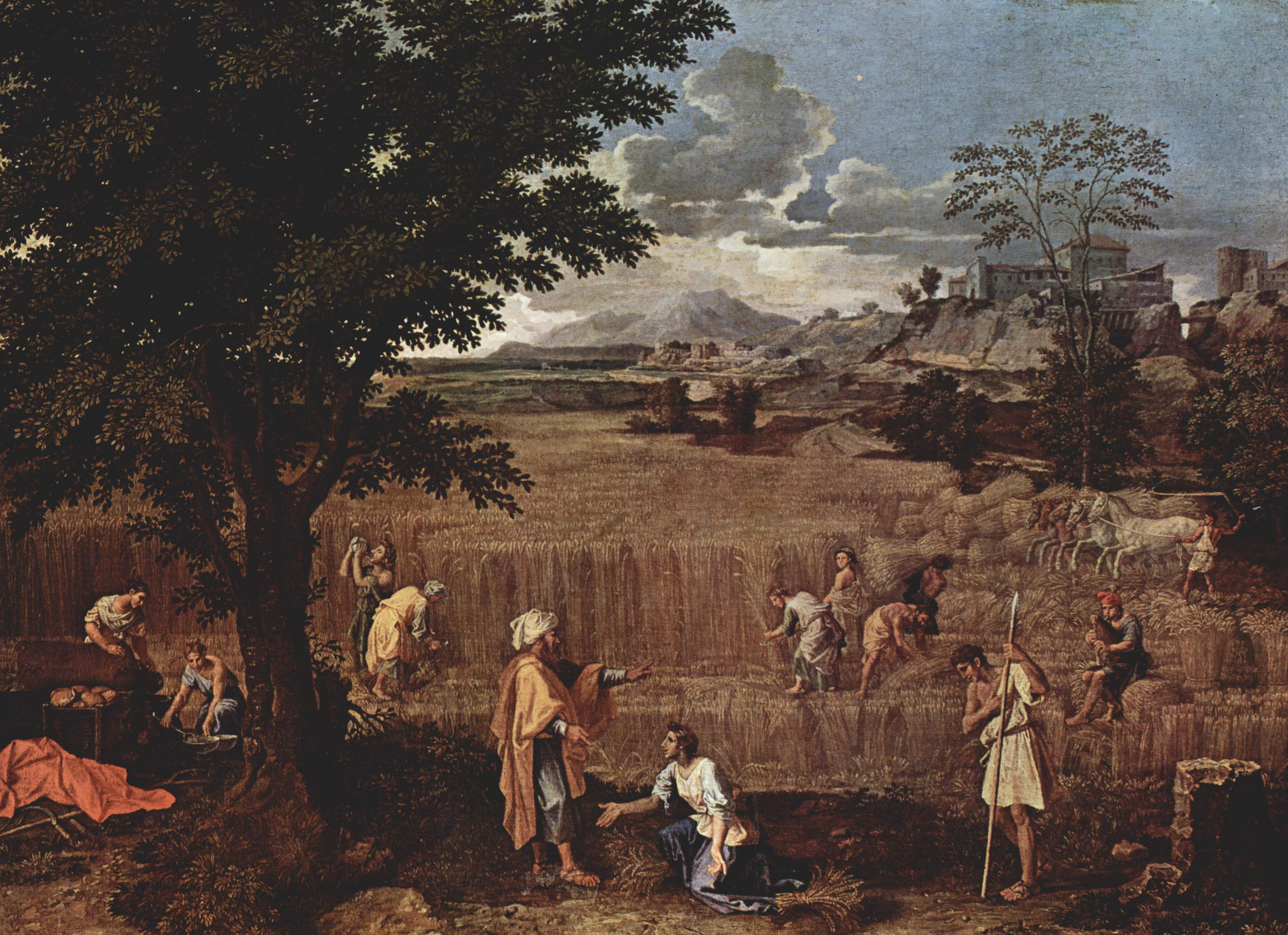
L'Été ou Ruth et Booz de Nicolas Poussin, huile sur toile, 1660-1664.
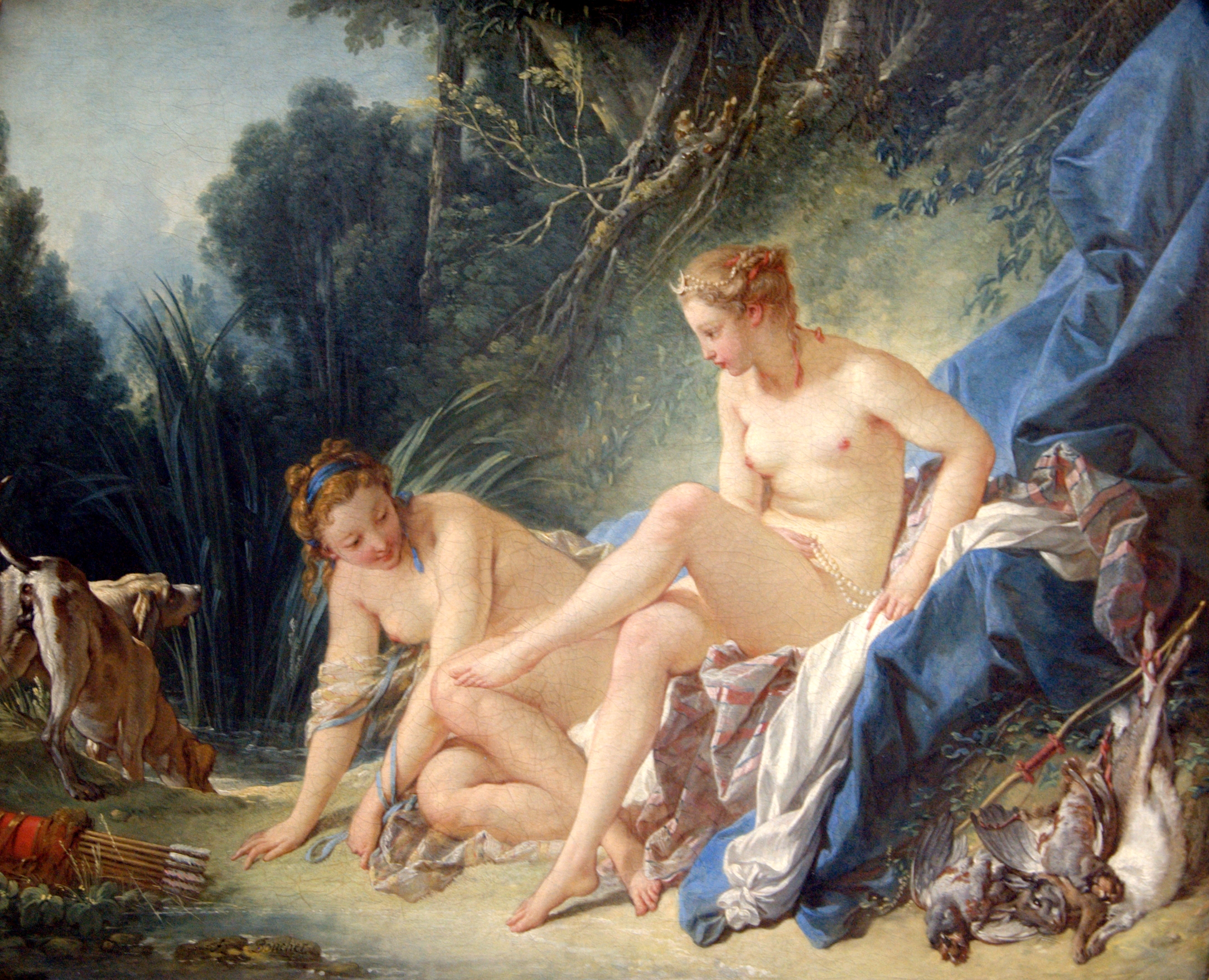
Diane sortant du bain de François Boucher, huile sur toile, 1742.
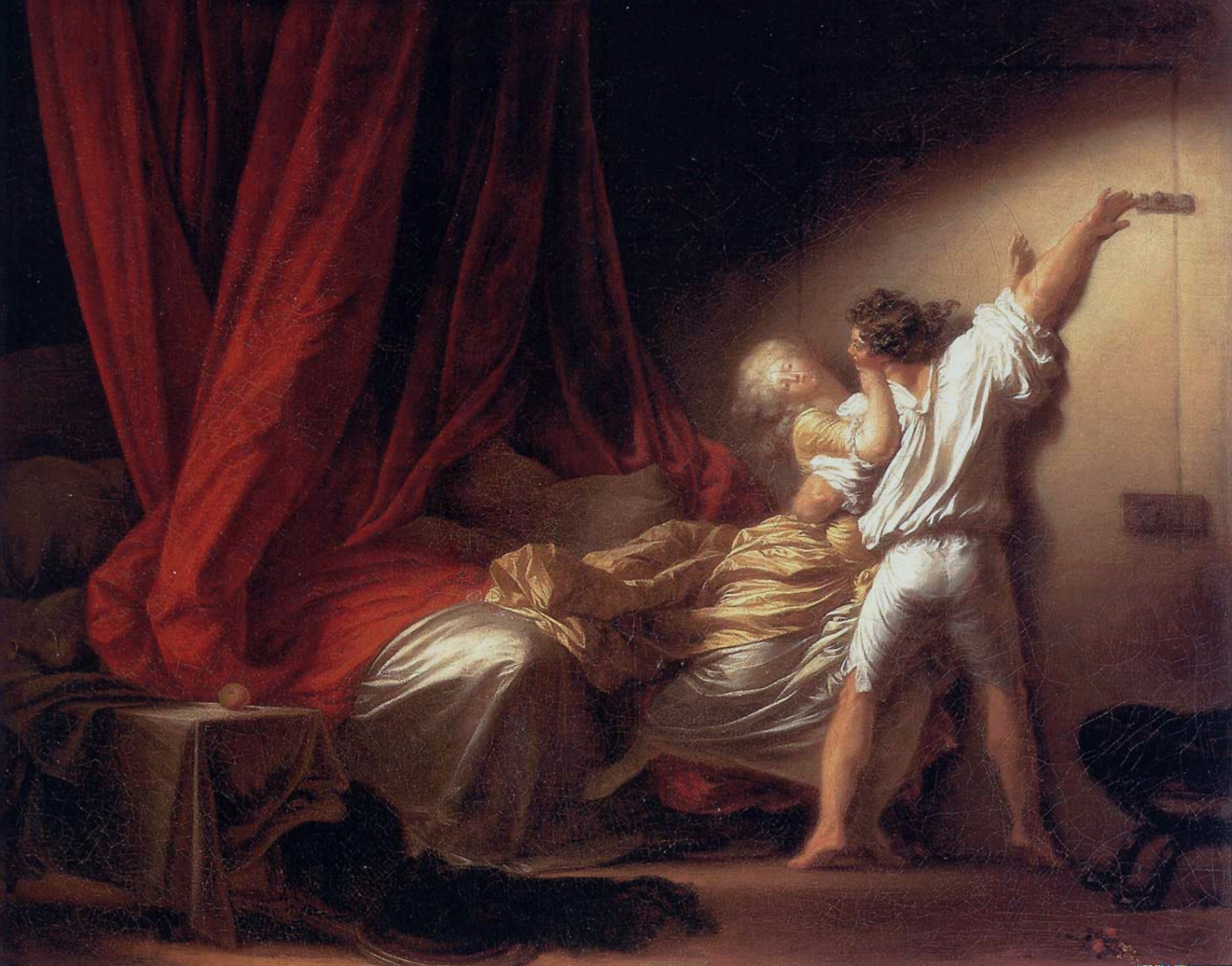
Le Verrou de Jean-Honoré Fragonard, huile sur toile, 1776-79.
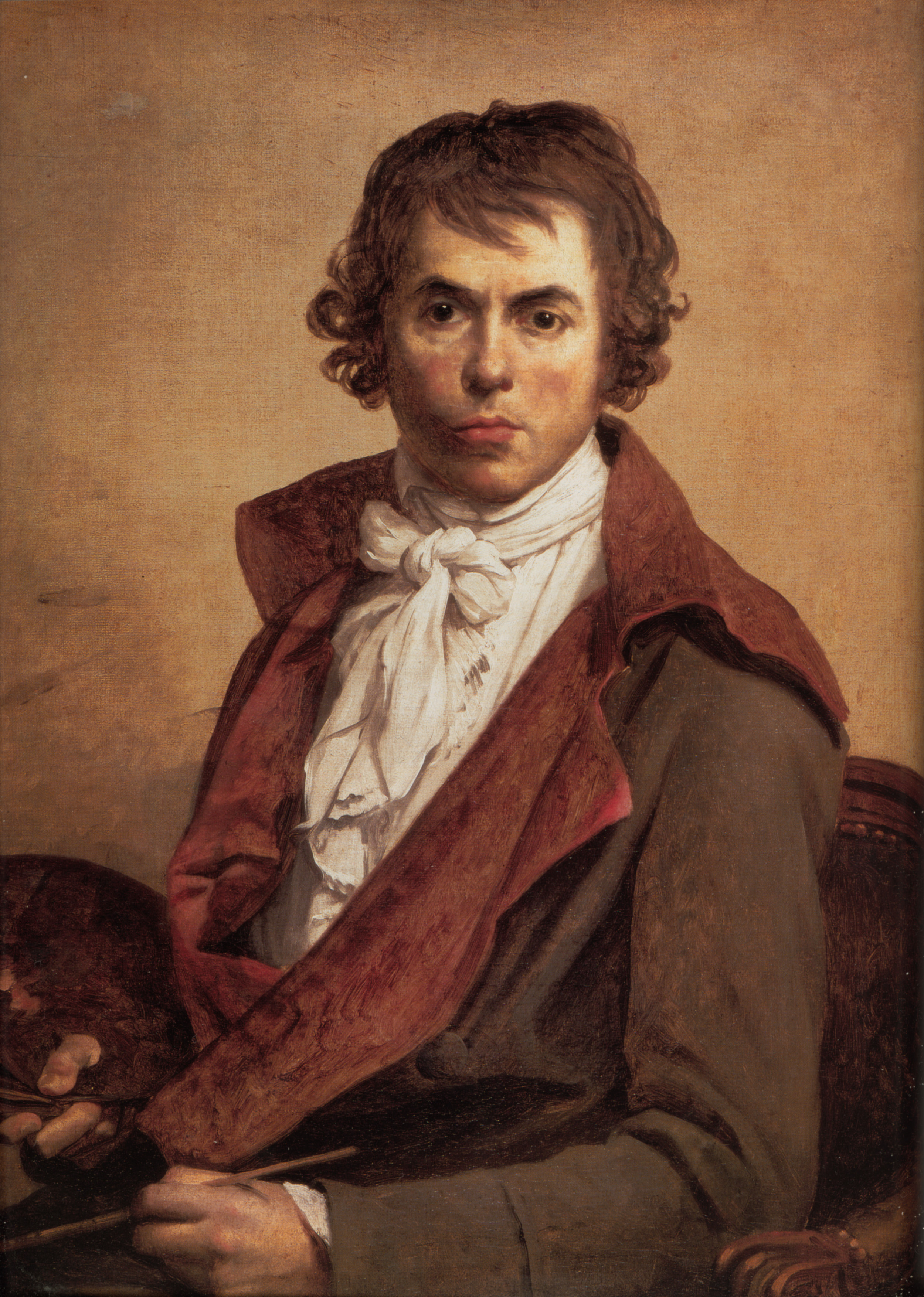
Autoportrait de Jacques-Louis David, huile sur toile, 1794.
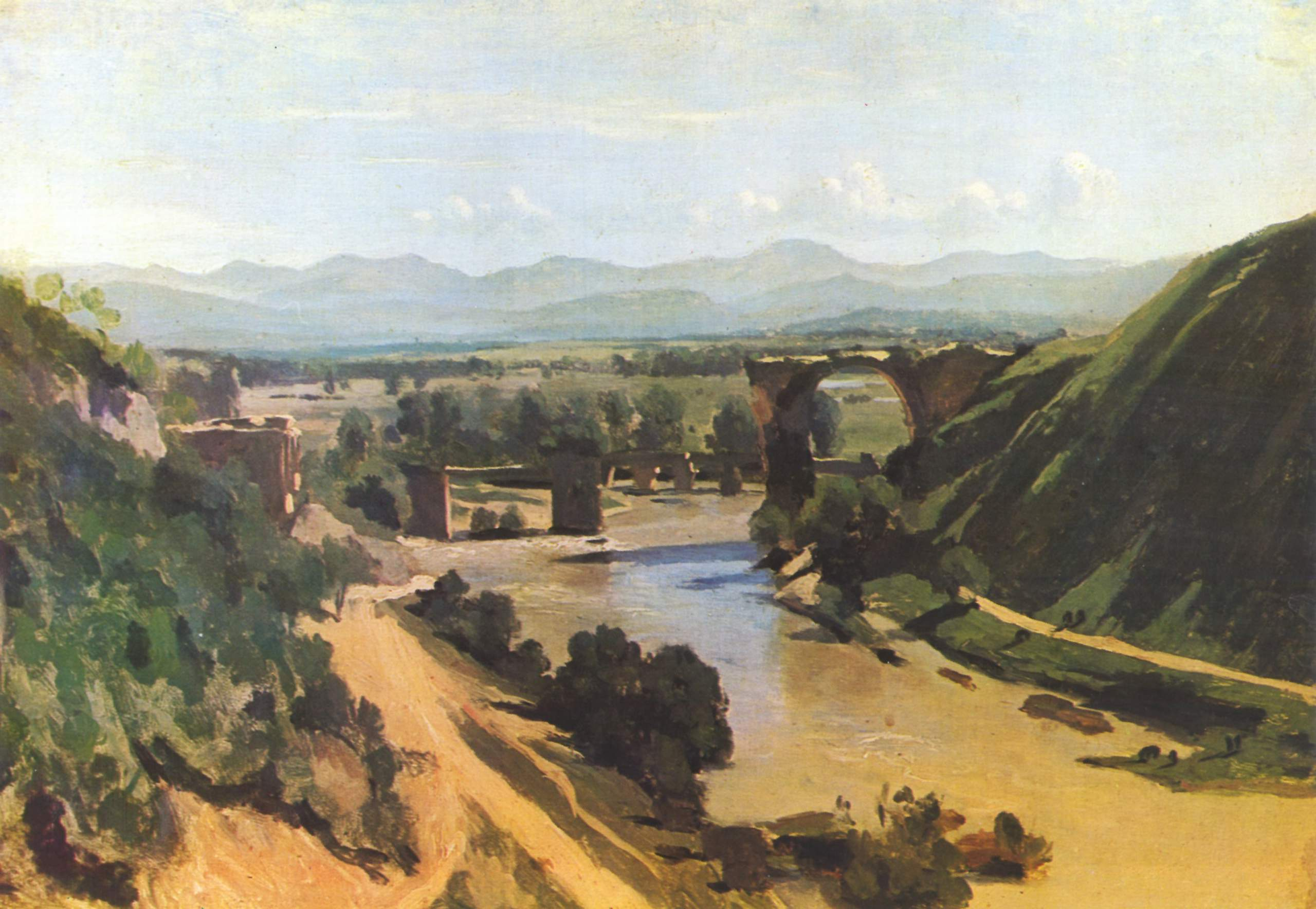
Le Pont de Narni de Jean-Baptiste Camille Corot, huile sur toile, 1826.
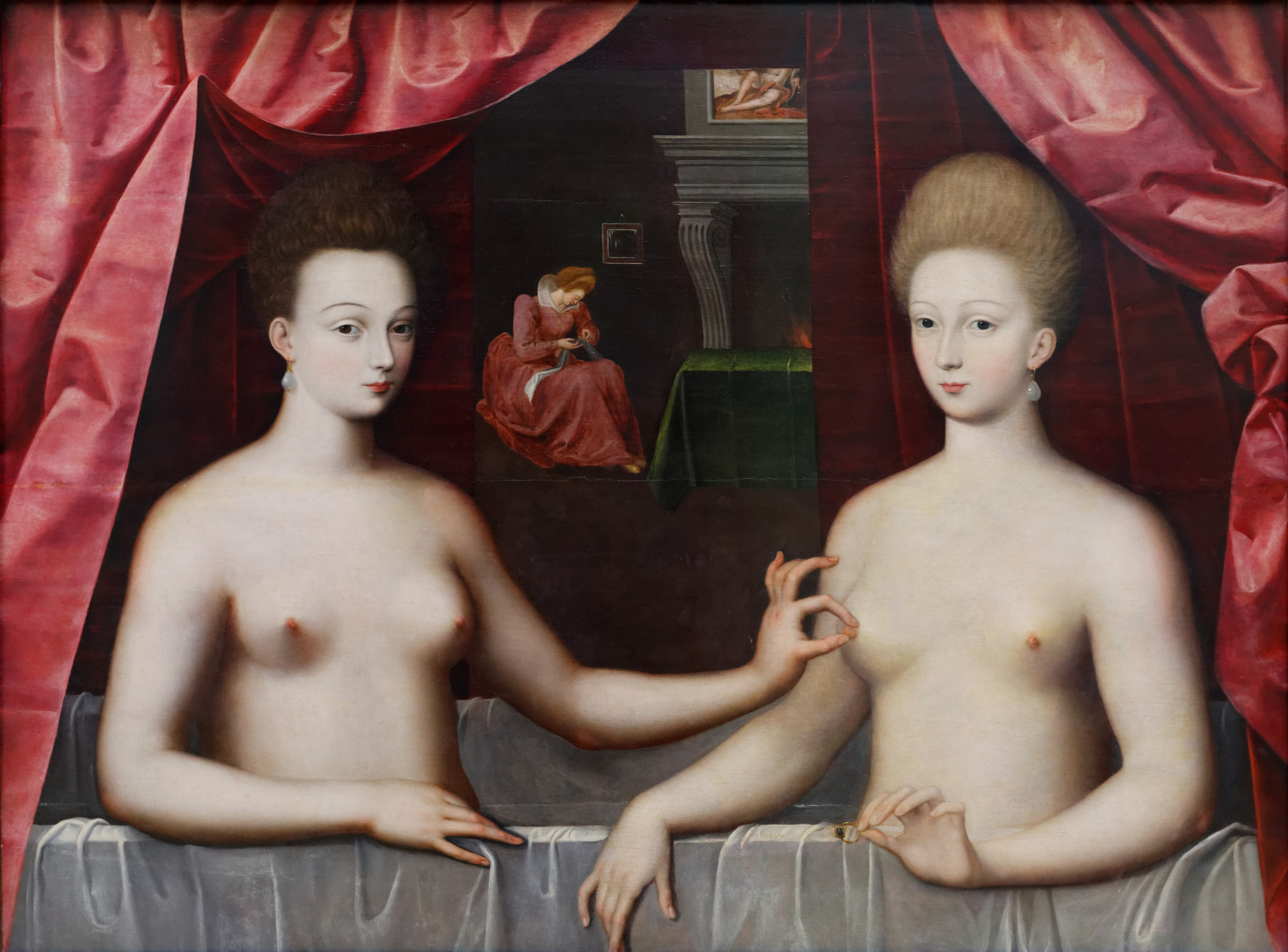
Gabrielle d'Estrées et une de ses sœurs, École de Fontainebleau
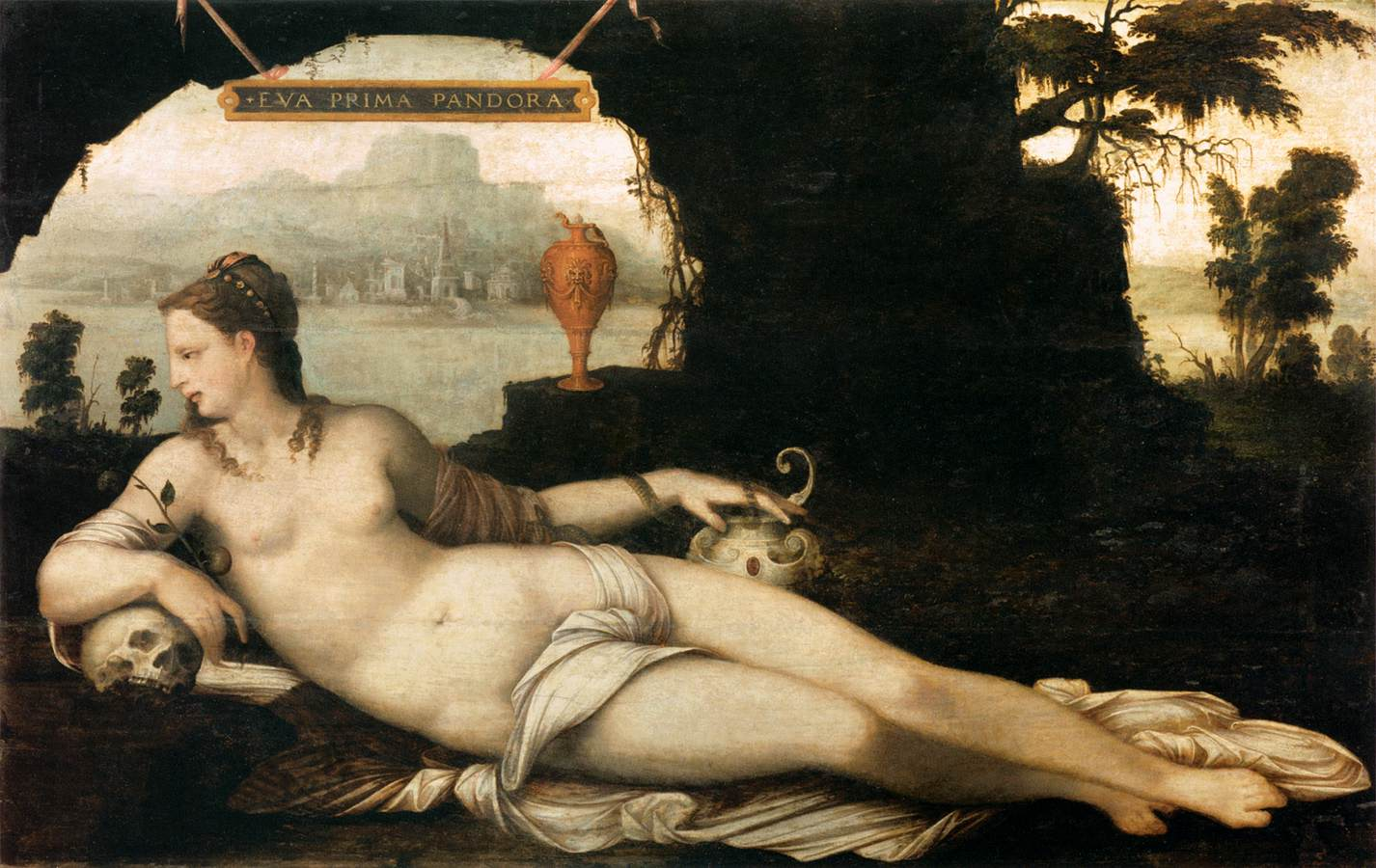
Eva prima Pandora, de Jean Cousin
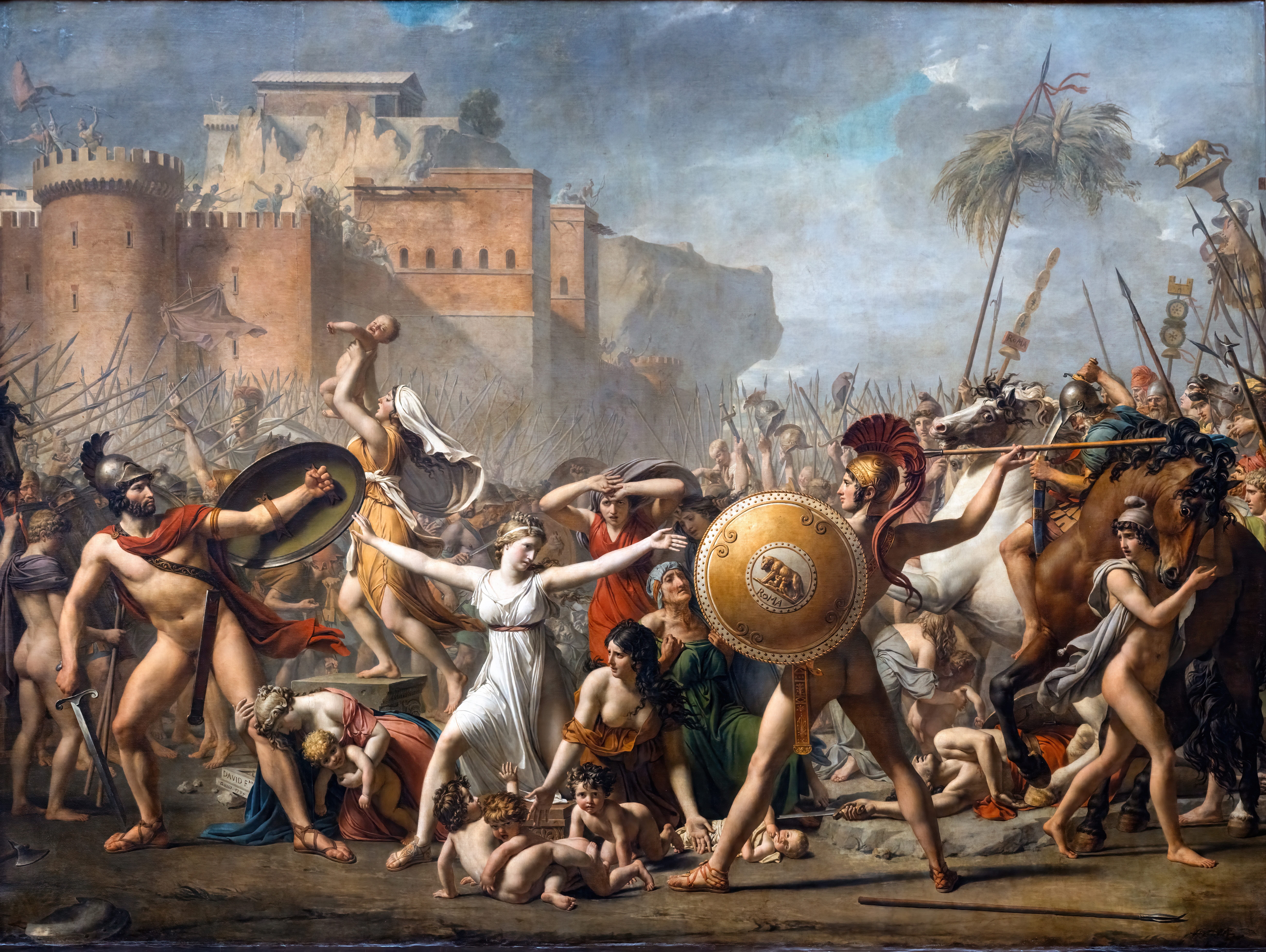
Les Sabines, de David
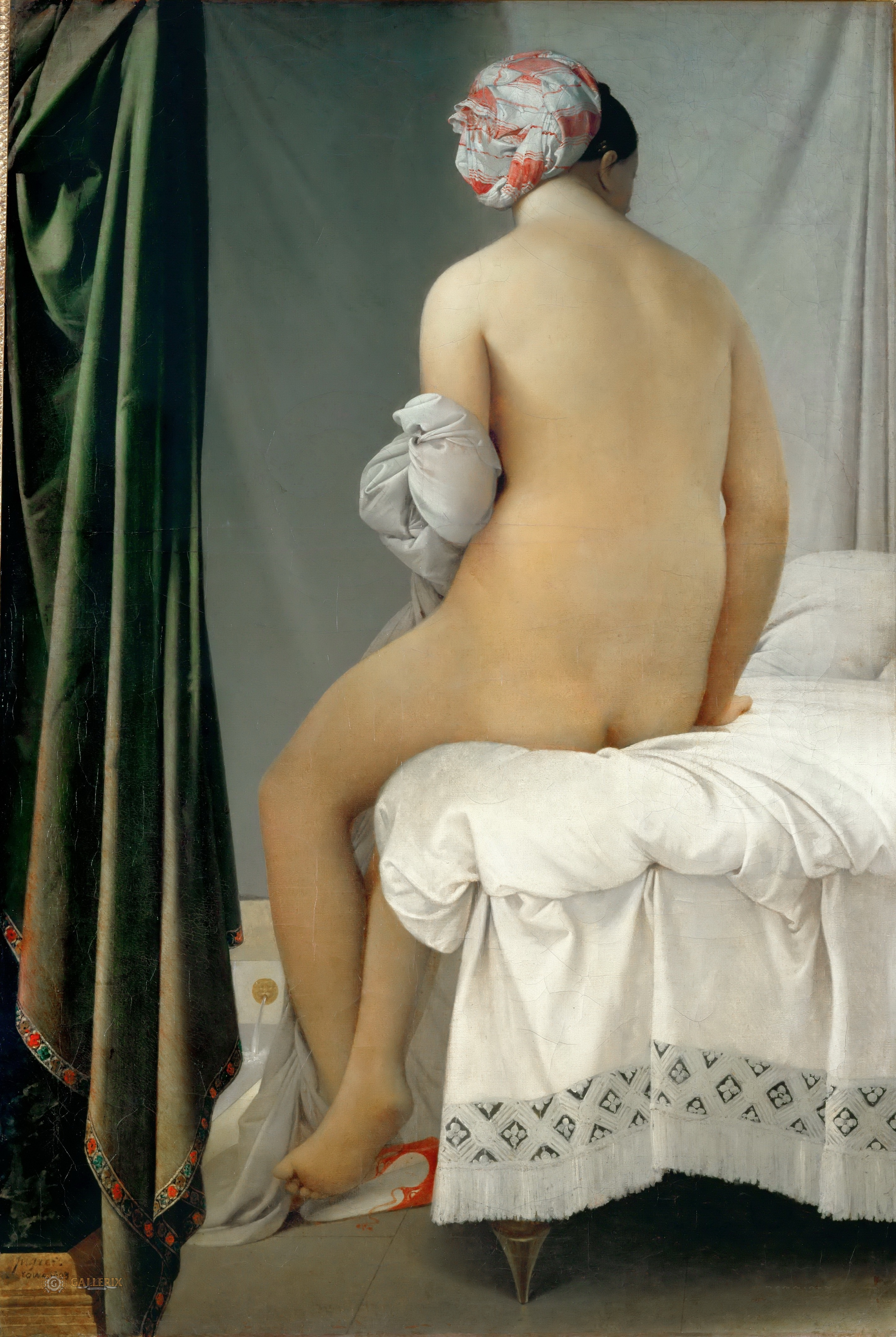
La Baigneuse Valpinçon, d'Ingres
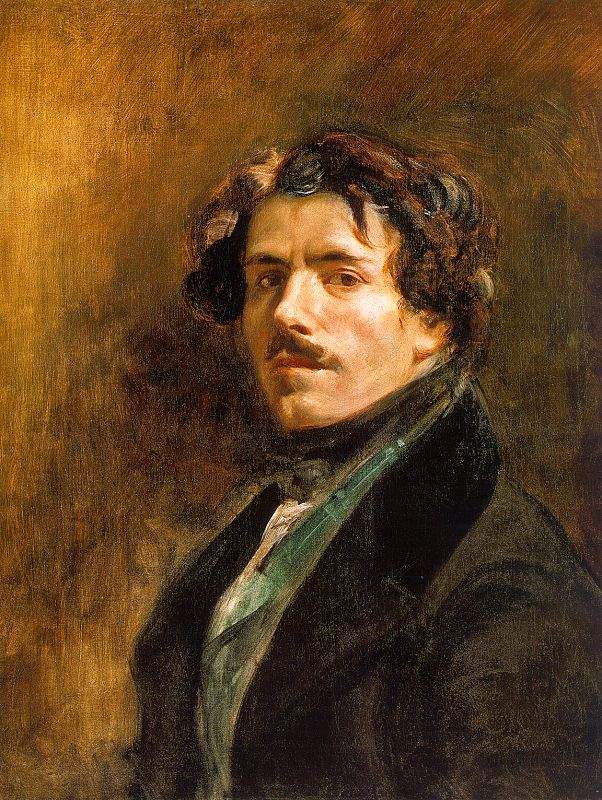
Autoportrait au gilet vert, d'Eugène Delacroix
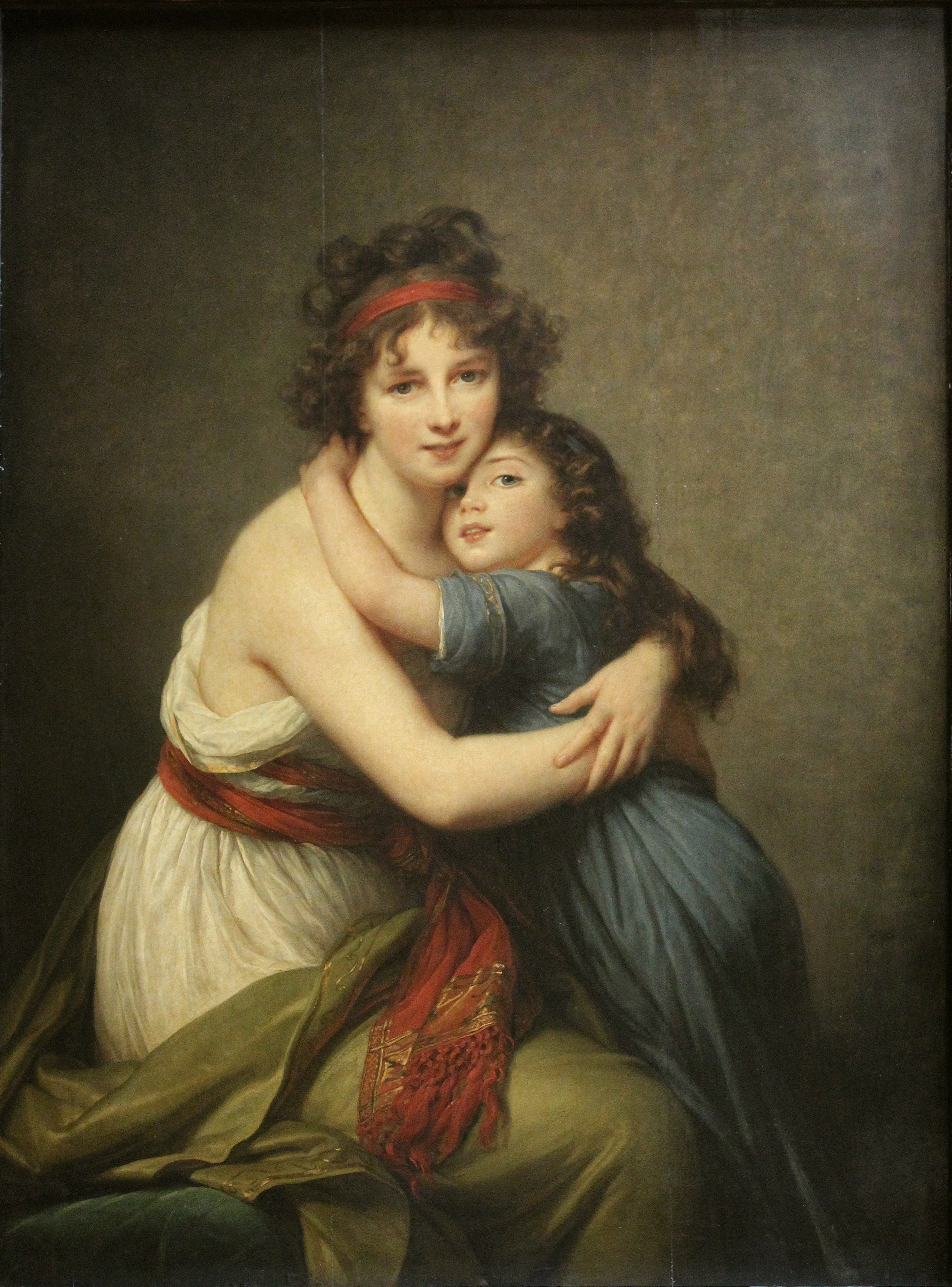
Madame Vigée Le Brun et sa fille, par Élisabeth Vigée Le Brun
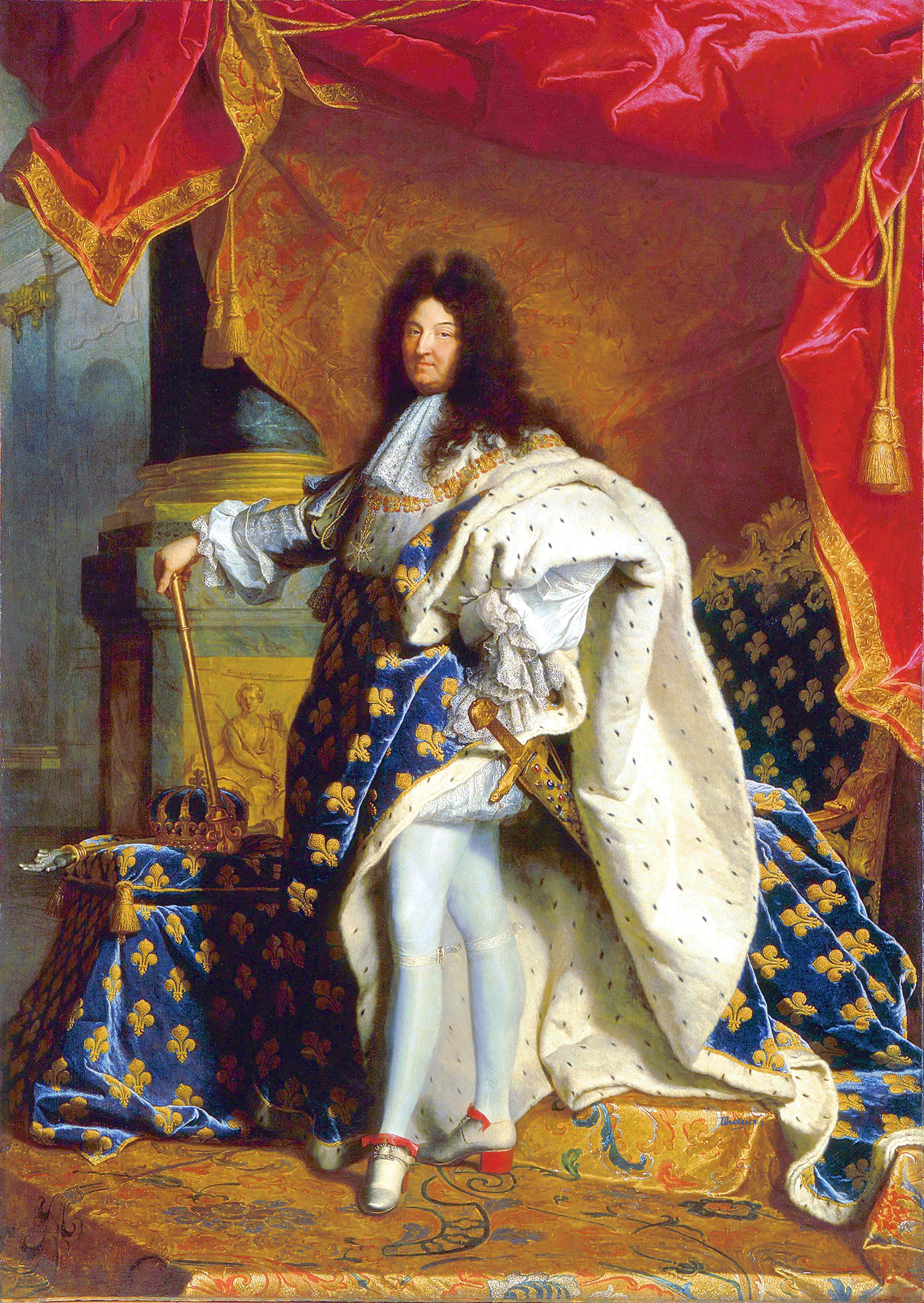
Portrait de Louis XIV en costume de sacre, par Hyacinthe Rigaud
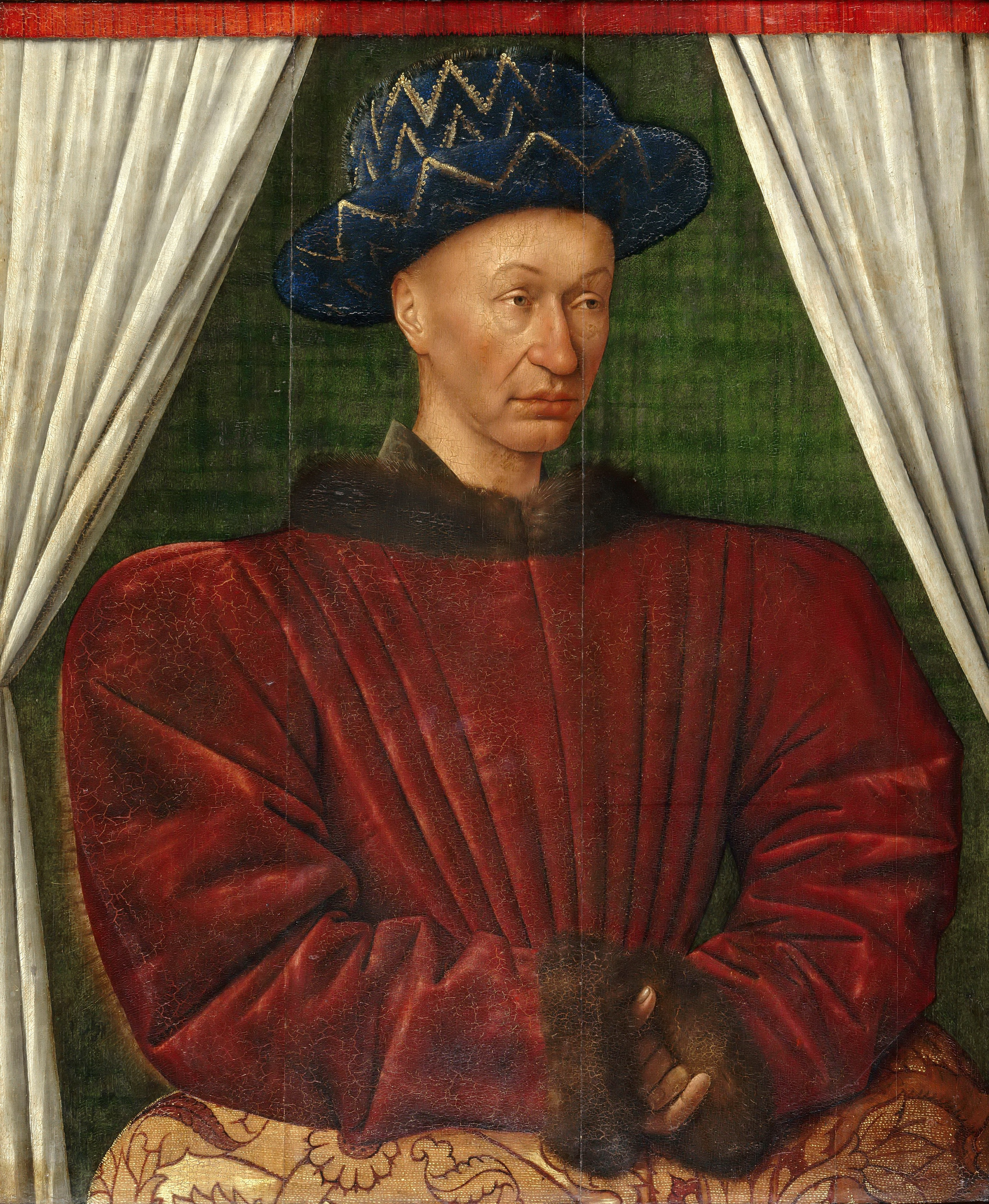
Portrait de Charles VII par Jean Fouquet
L'Odalisque de François Boucher
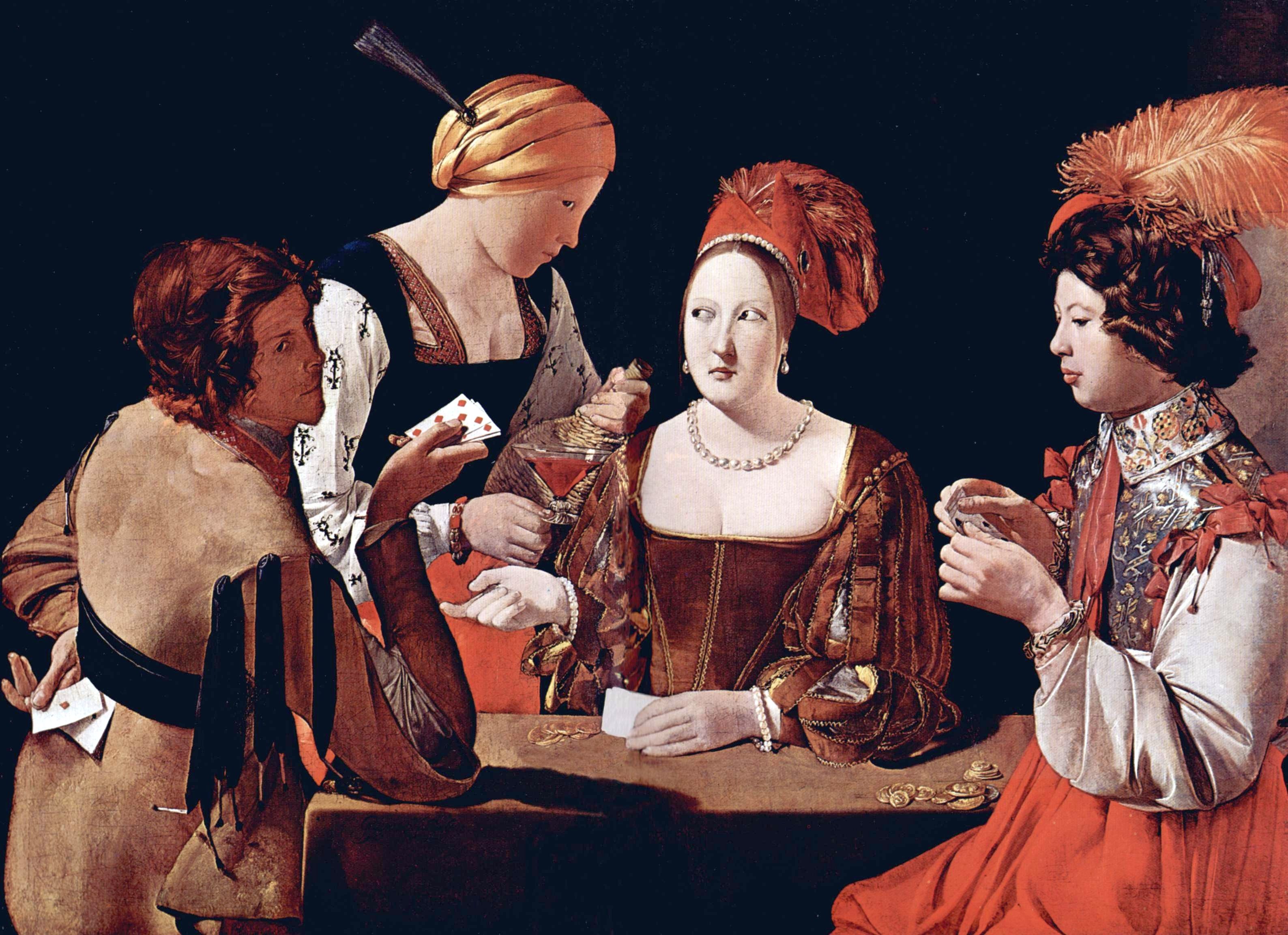
Le Tricheur à l'as de carreau, Georges de La Tour
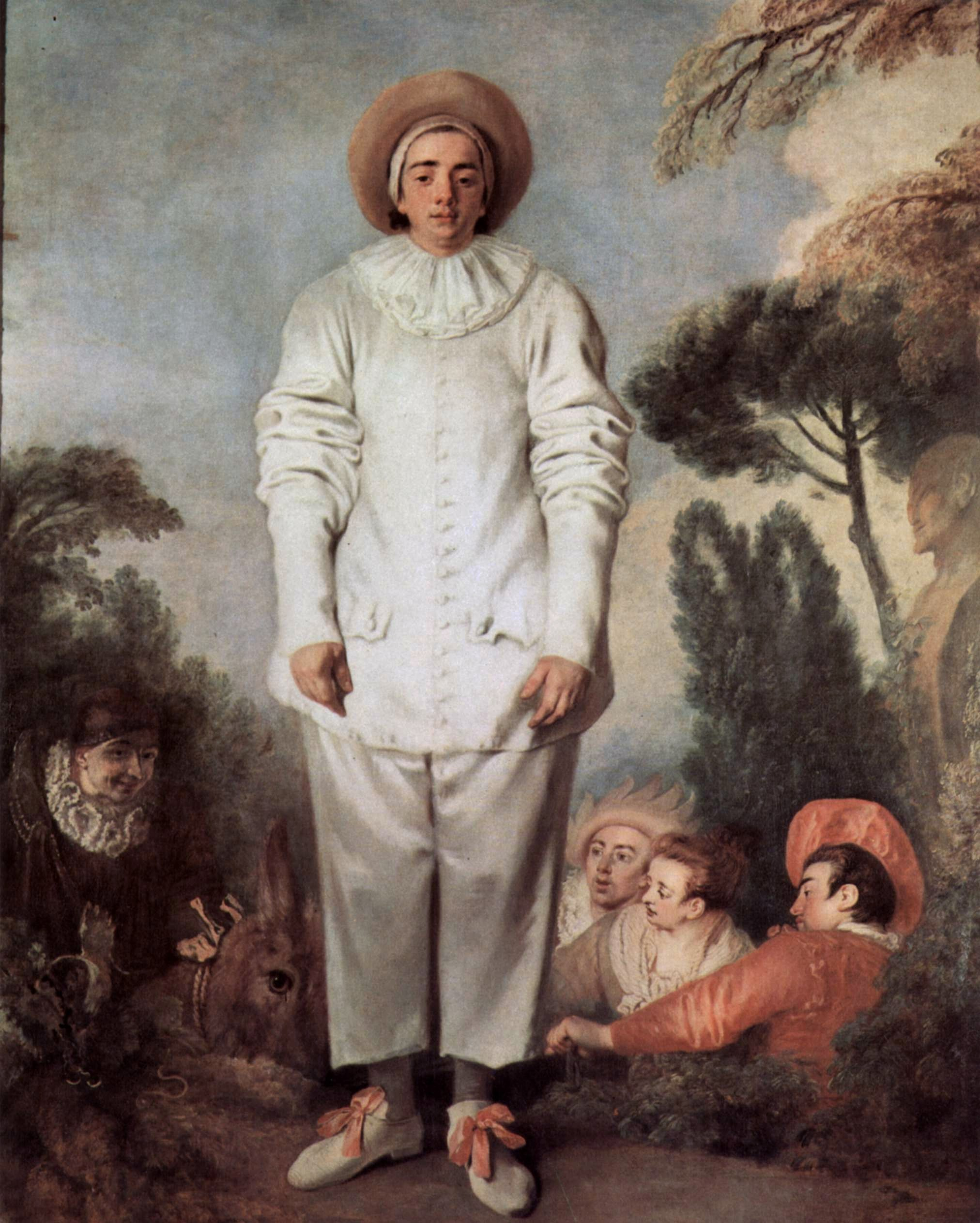
Pierrot, de Watteau
Le Pèlerinage à l'île de Cythère, de Watteau
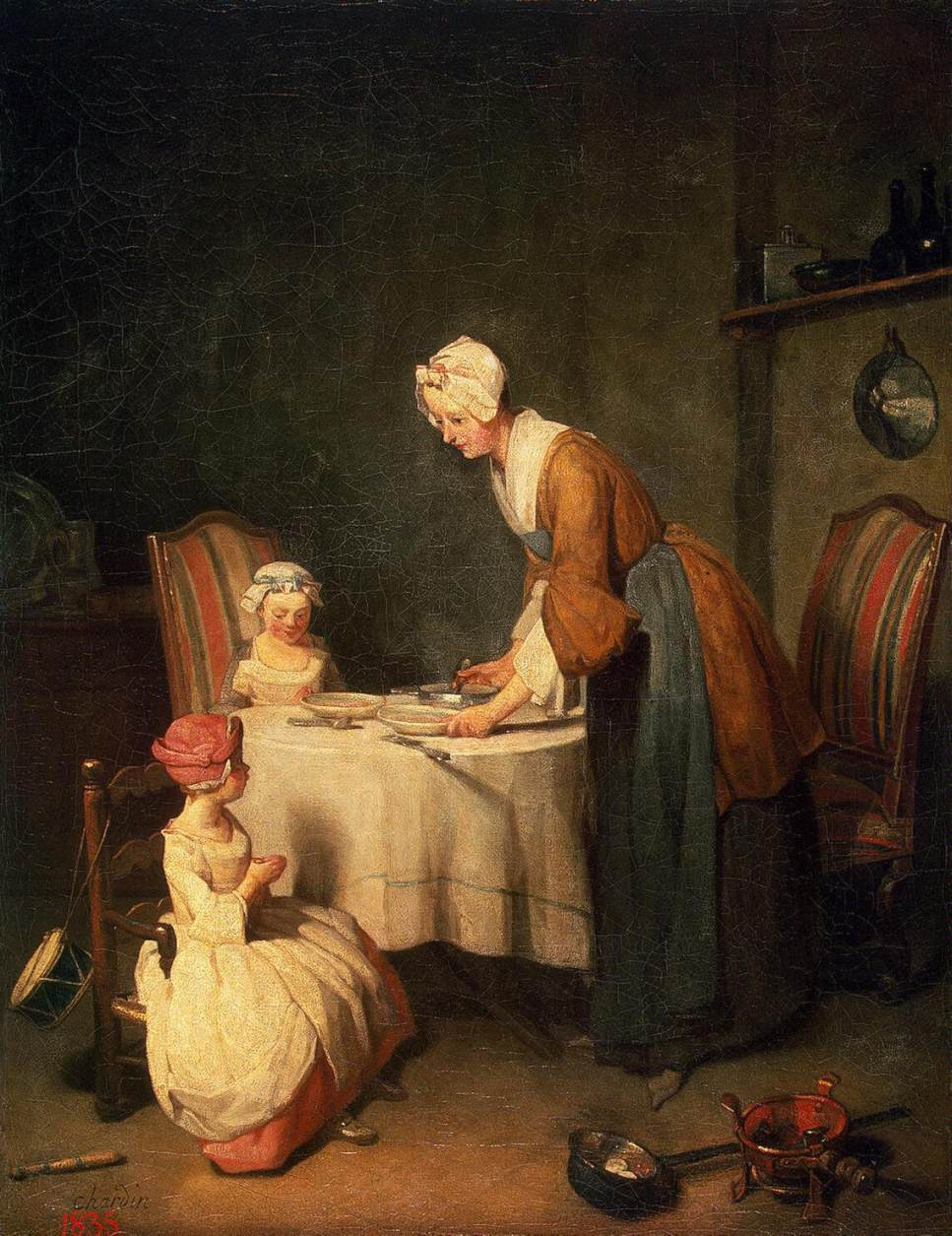
Le Bénédicité, de Chardin
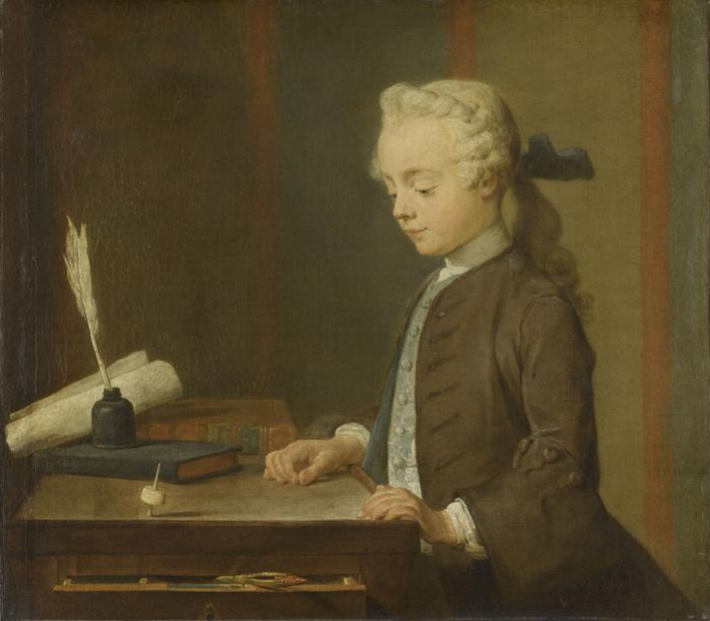
L'Enfant au toton, de Chardin
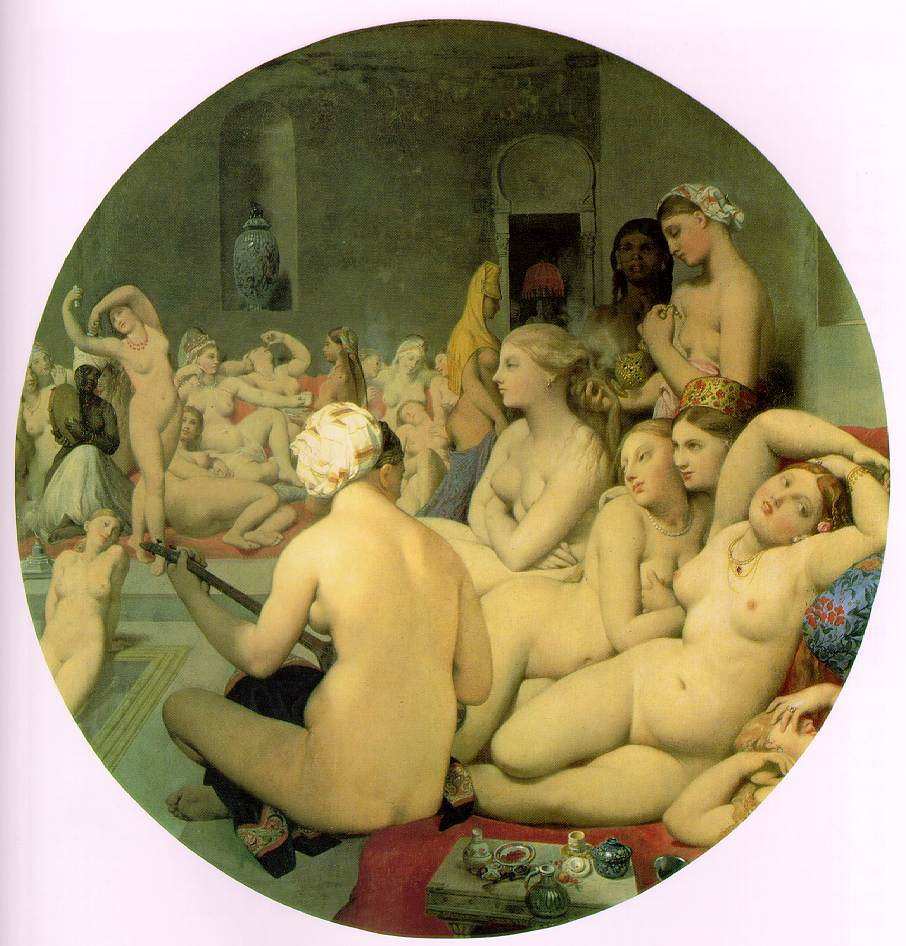
Le Bain turc, tondo d'Ingres
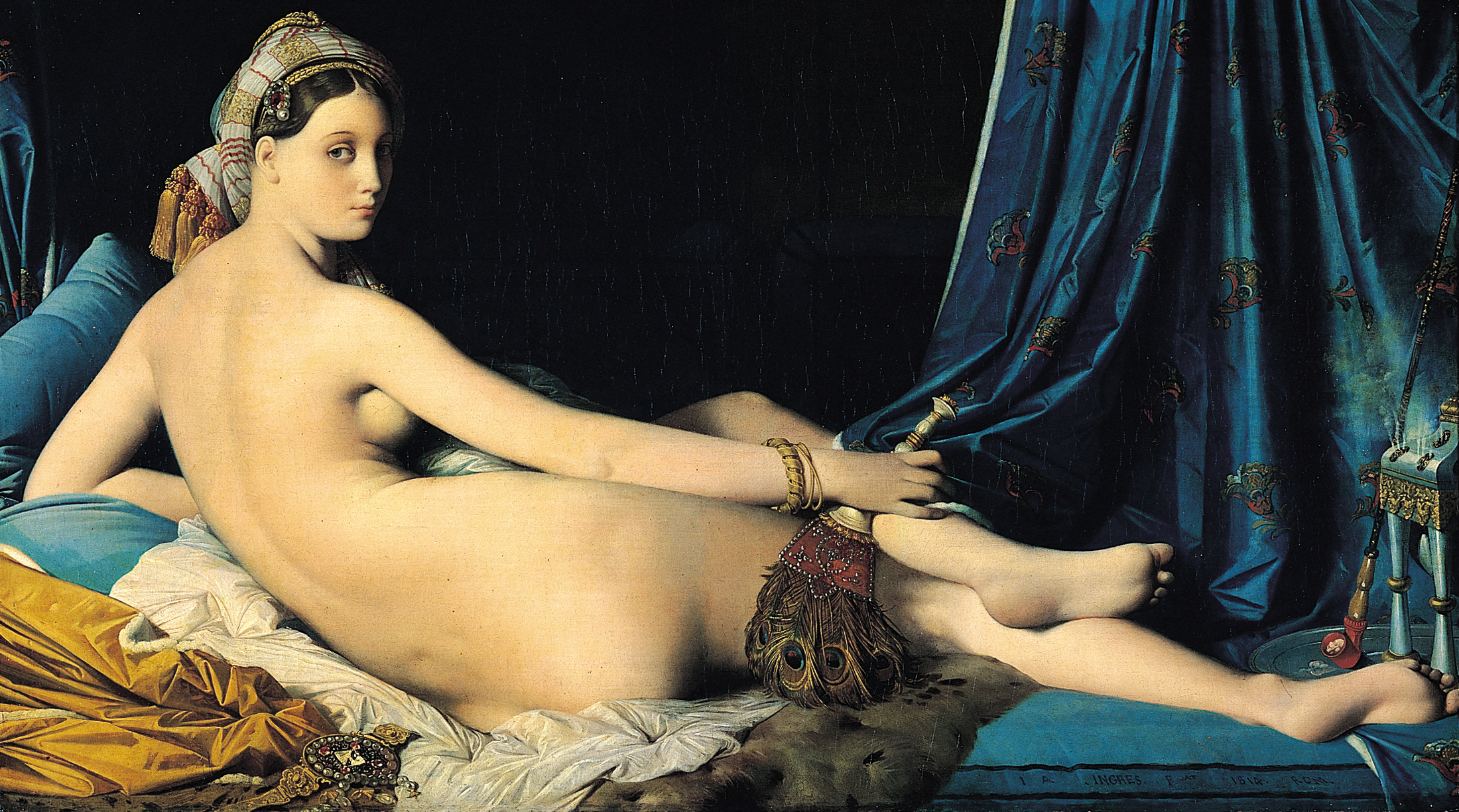
La Grande Odalisque, d'Ingres
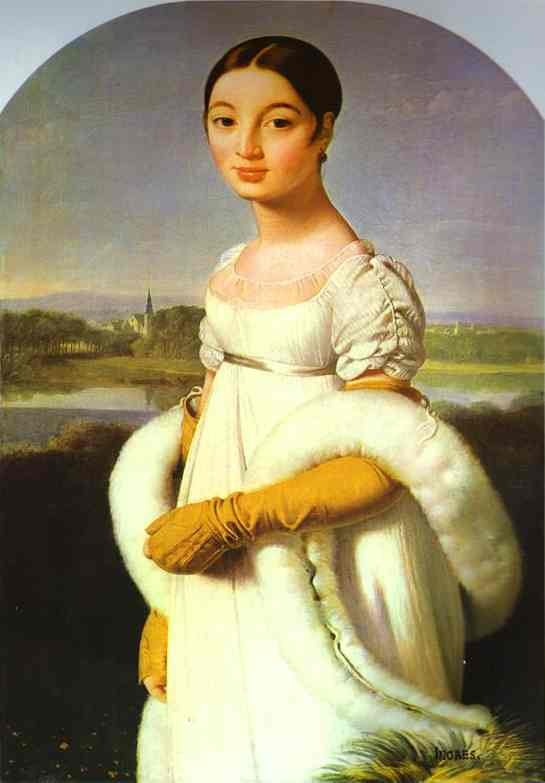
Mademoiselle Rivière, par Ingres
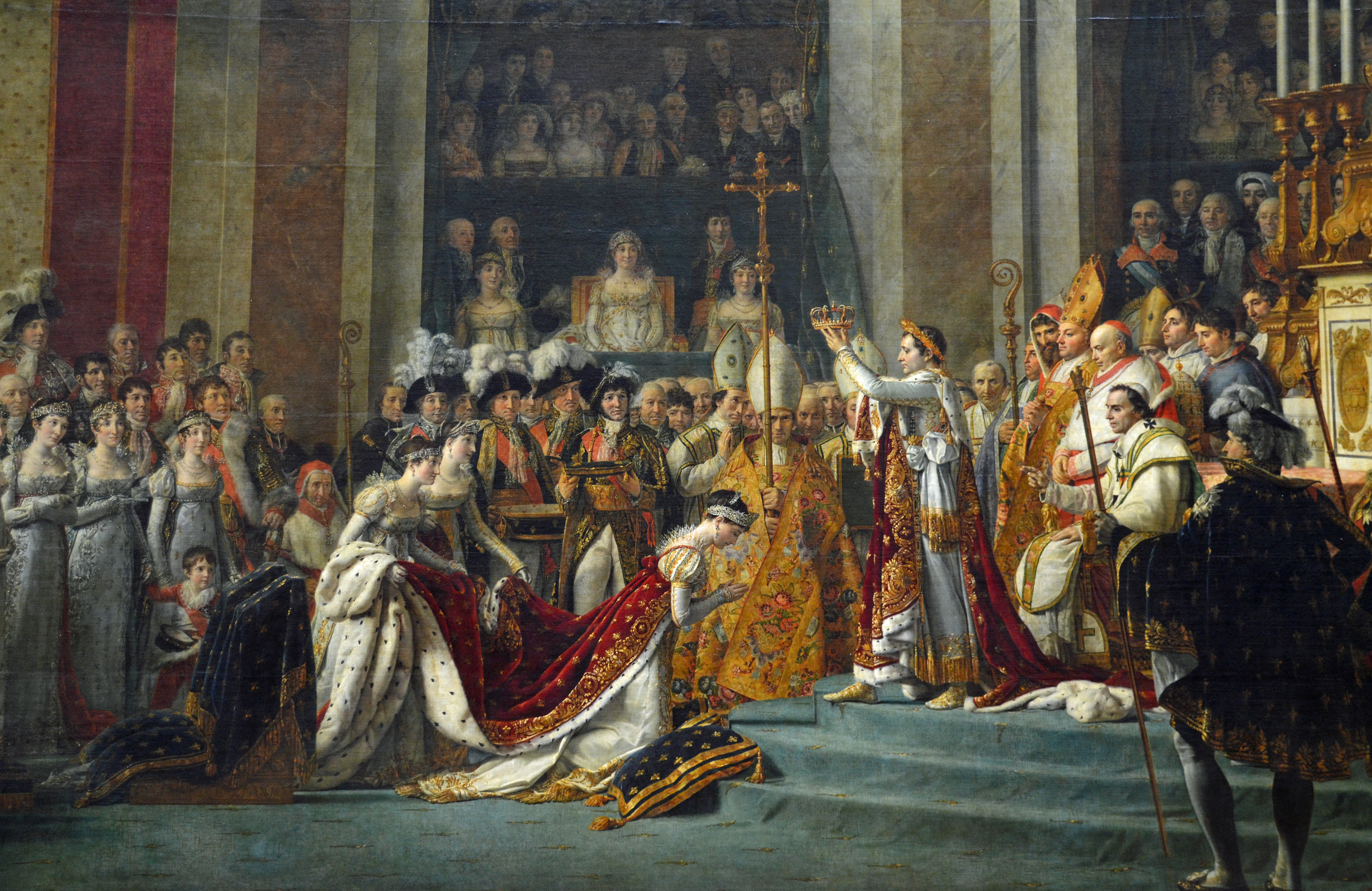
Le Sacre de Napoléon, par David
La Liberté guidant le peuple, d'Eugène Delacroix
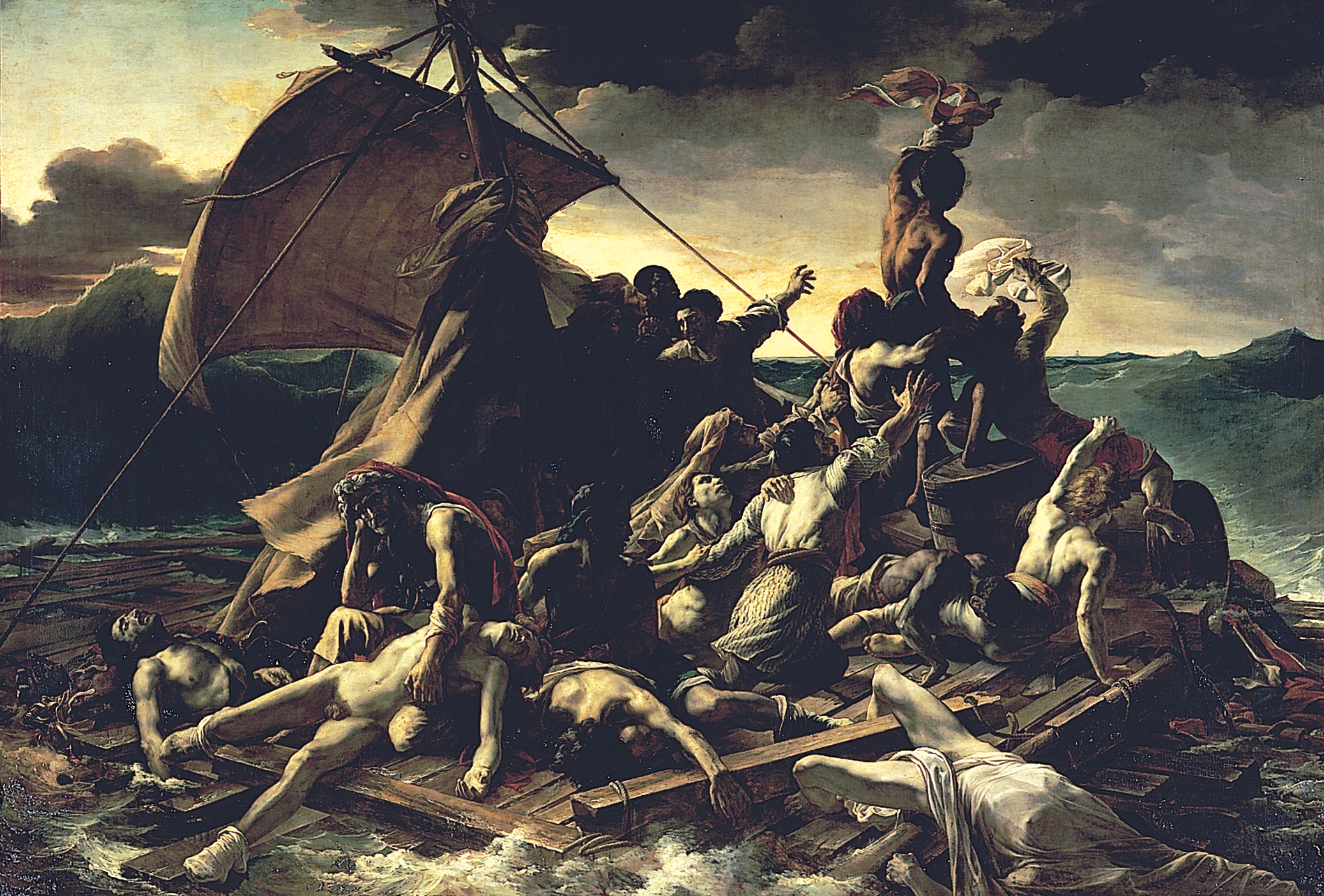
Le Radeau de La Méduse, par Géricault
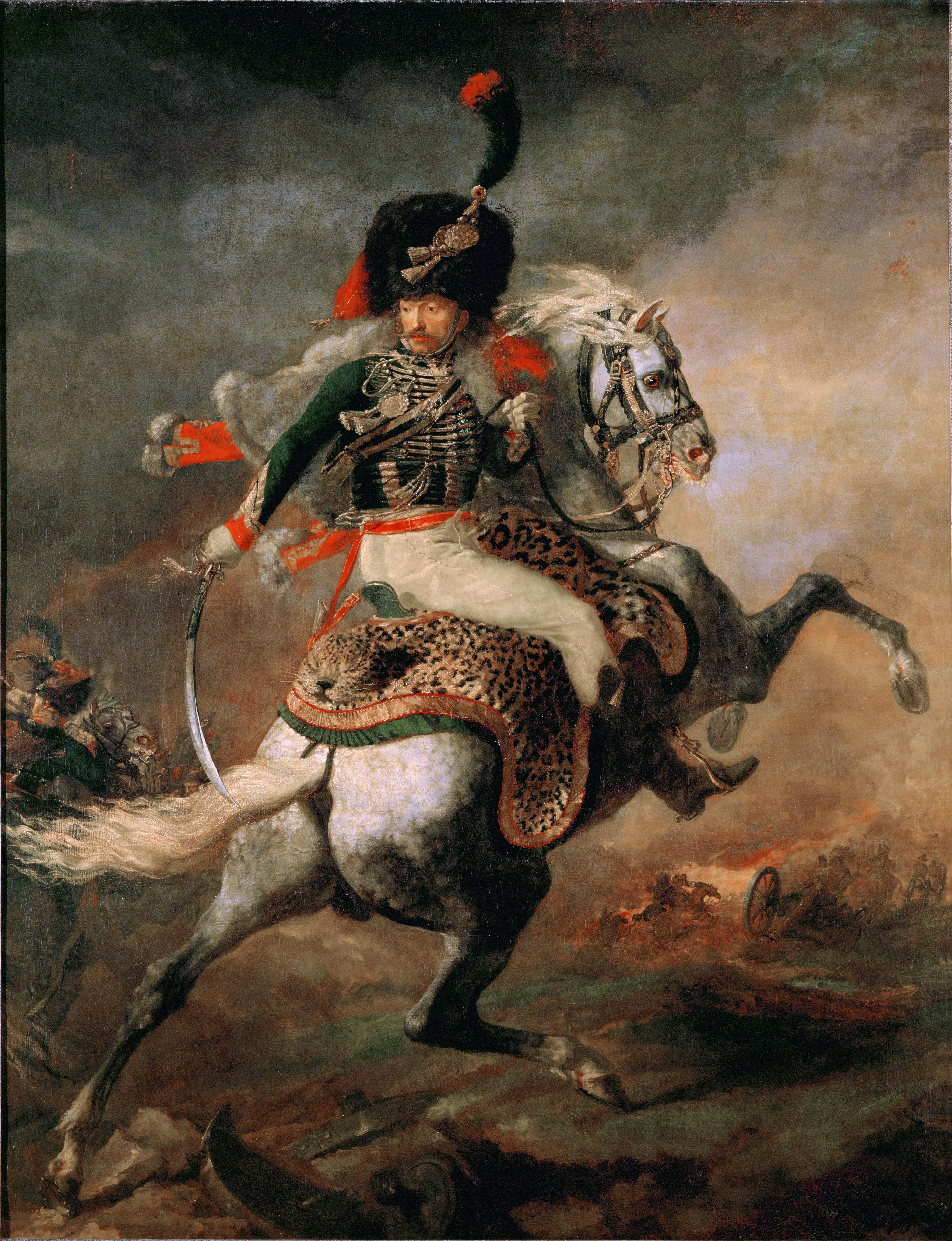
Officier de chasseurs à cheval de la garde impériale chargeant, par Géricault
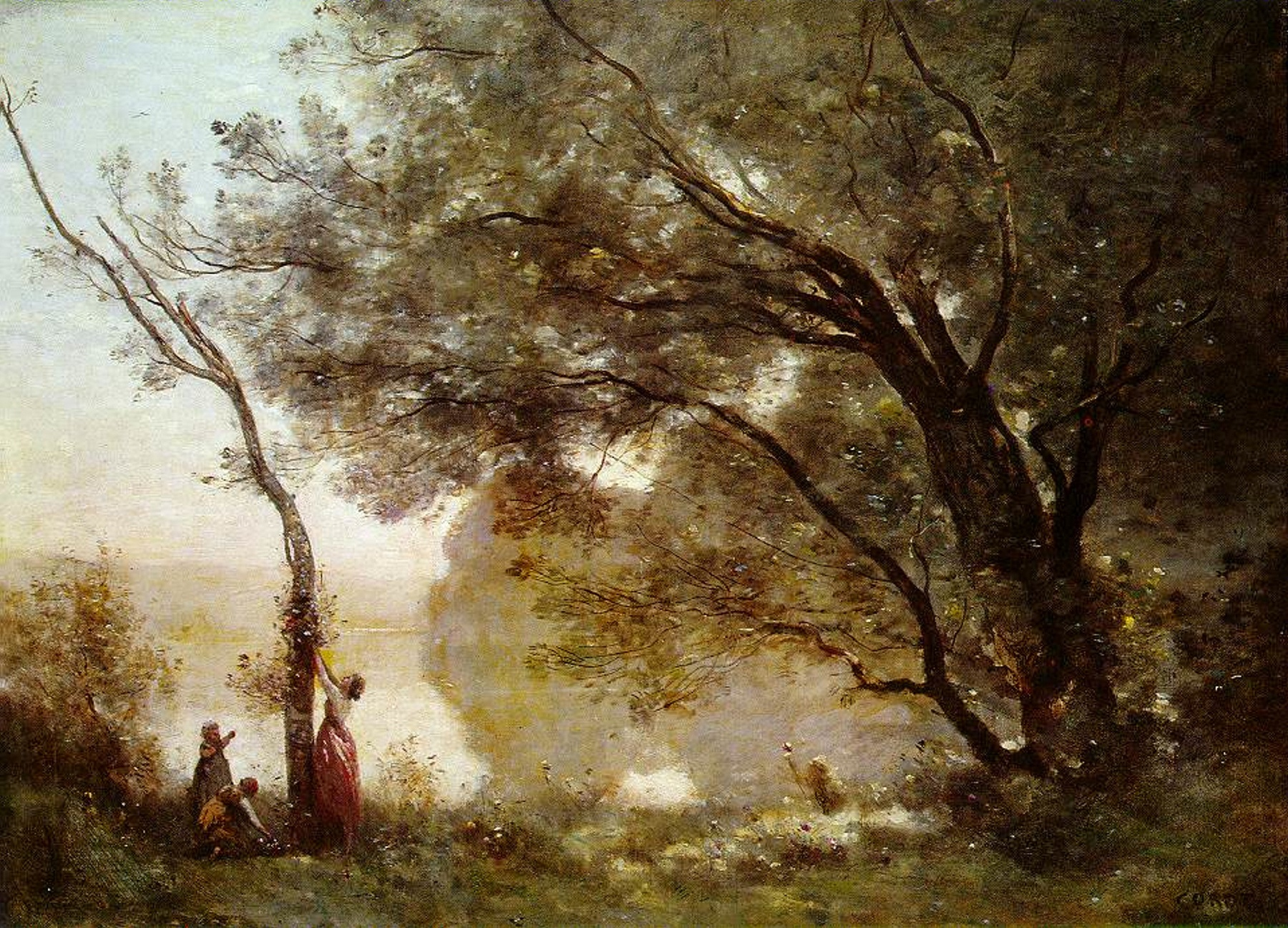
Souvenir de Mortefontaine, par Camille Corot
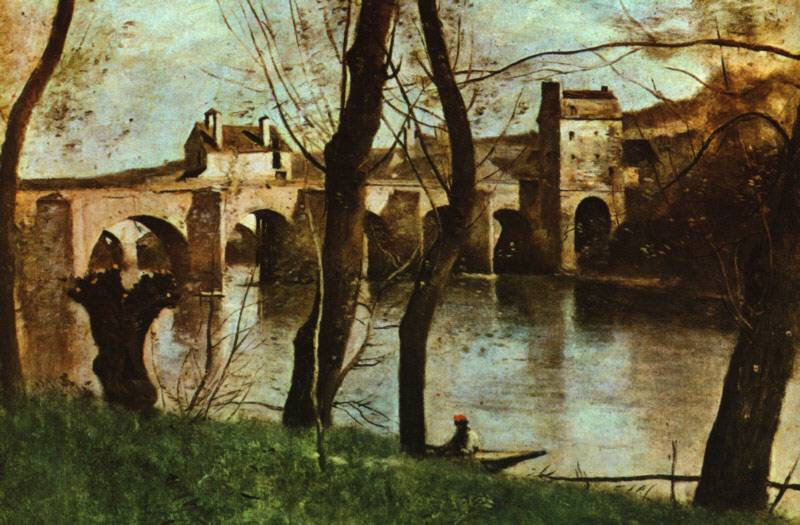
Le Pont de Mantes, par Camille Corot
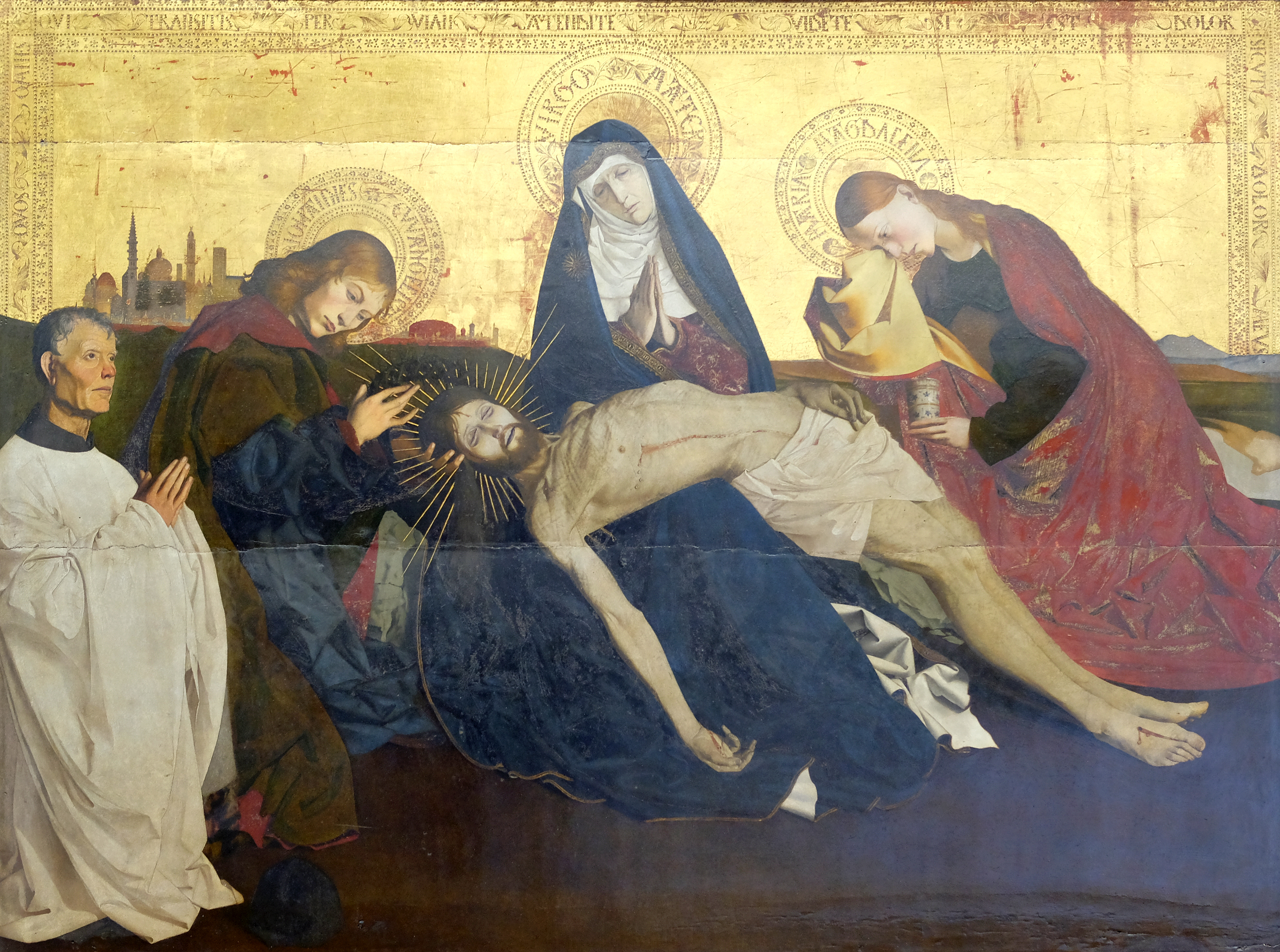
Pietà de Villeneuve-lès-Avignon, par Enguerrand Quarton
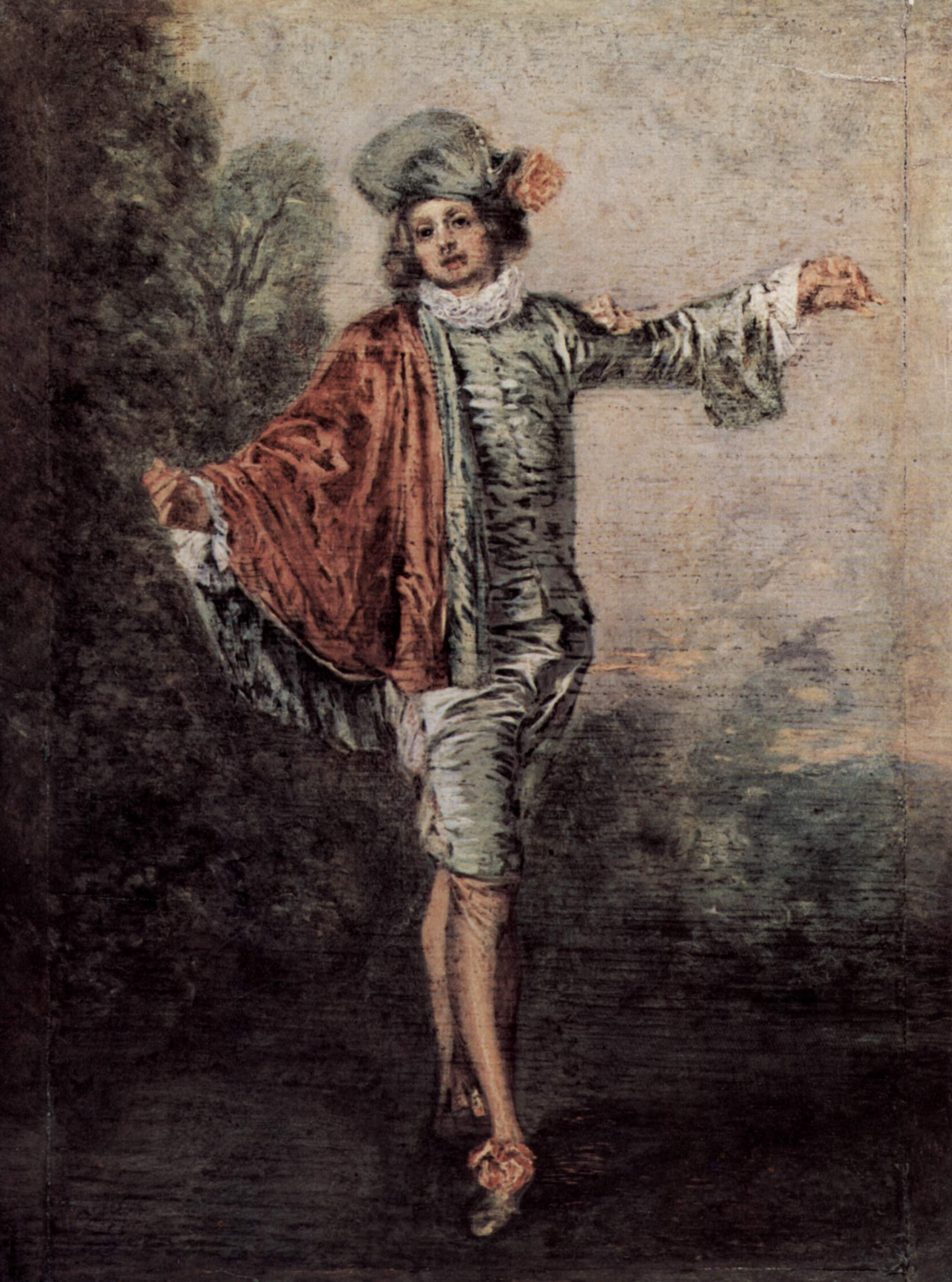
L'Indifférent, de Watteau
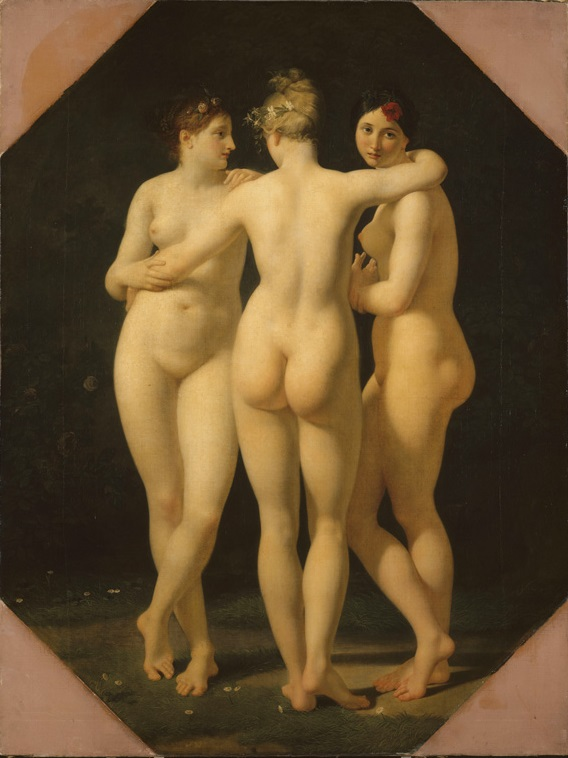
Les Trois Grâces, de Jean-Baptiste Regnault
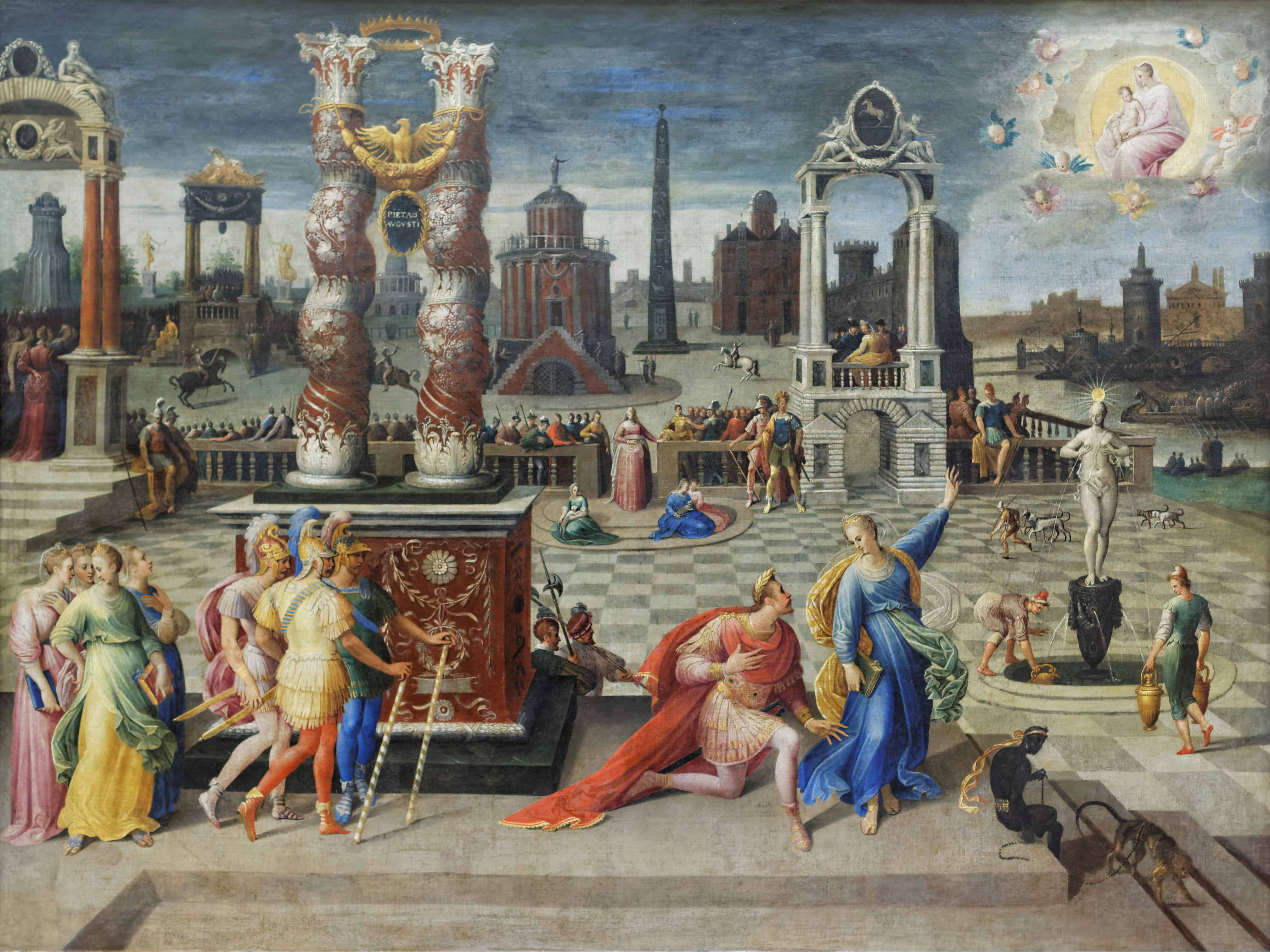
La Sibylle de Tibur, d'Antoine Caron
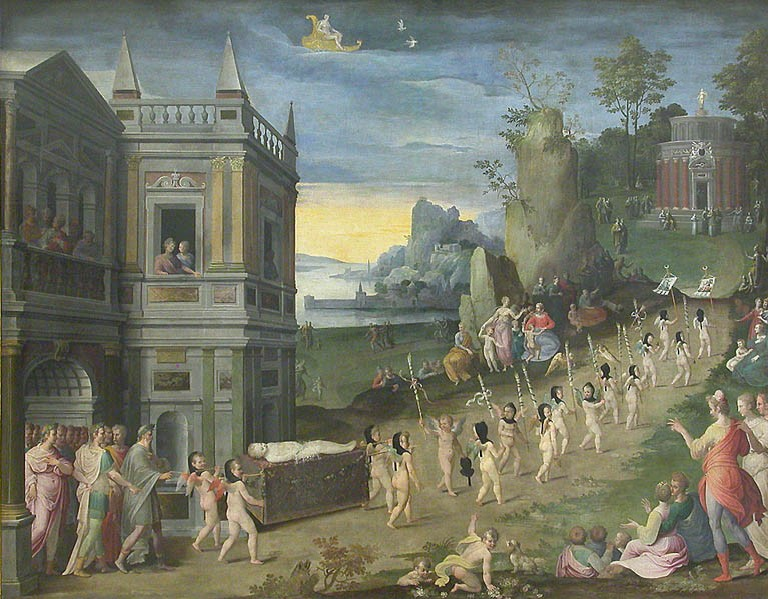
Les Funérailles de l'Amour, d'Henri Lerambert
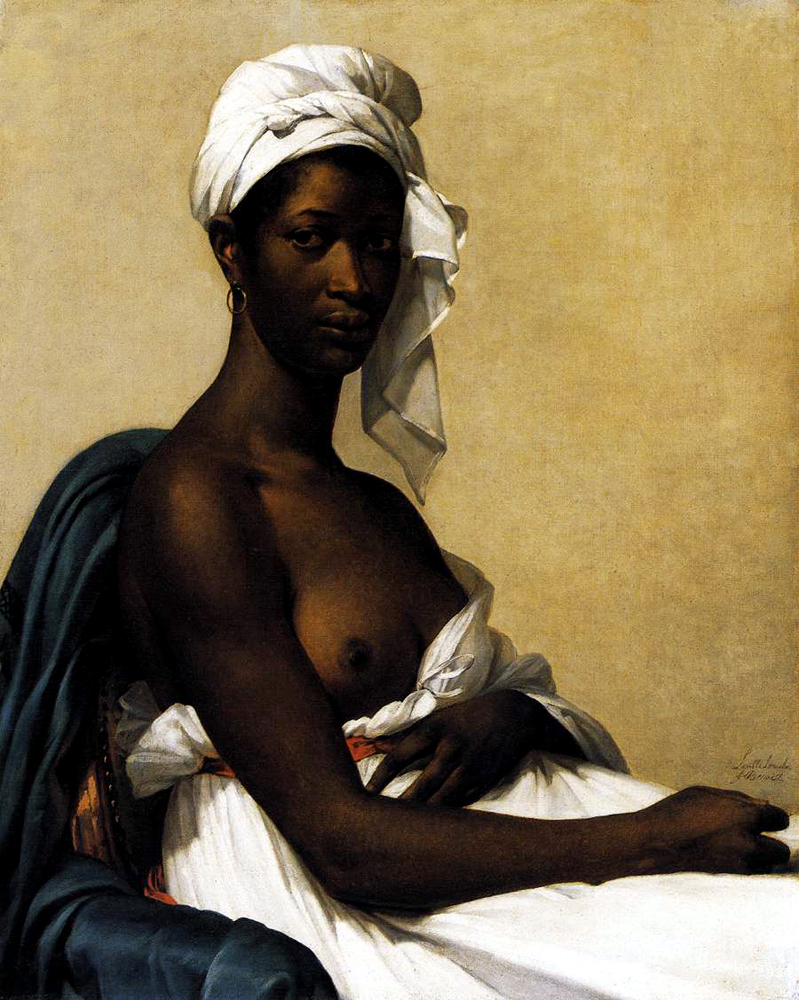
Portrait de Madeleine, de Marie-Guillemine Benoist
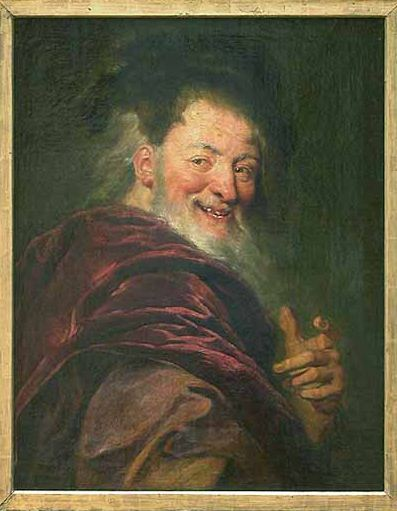
Portrait de Démocrite, par Antoine Coypel
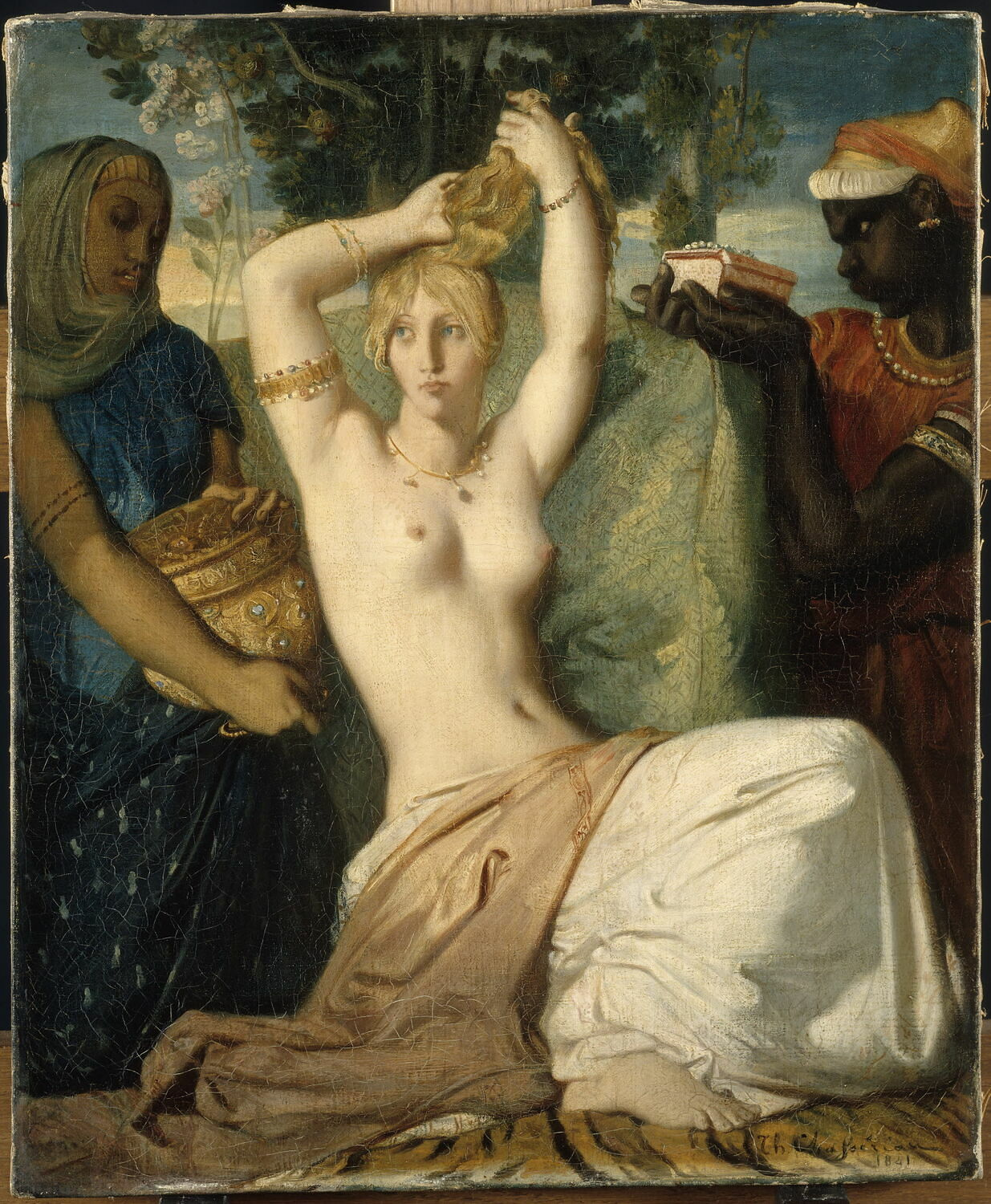
La Toilette d'Esther, de Théodore Chassériau
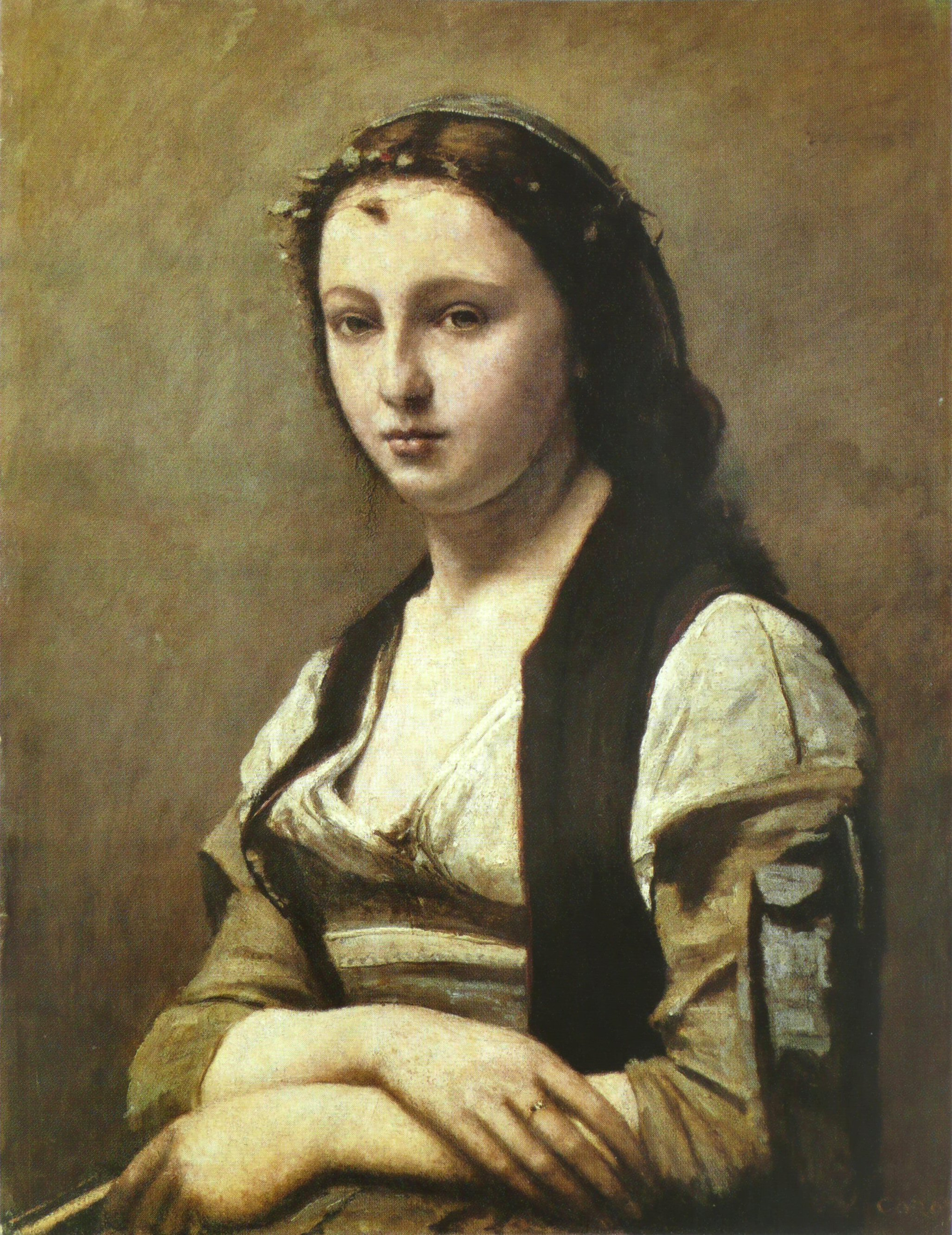
La Femme à la perle, de Camille Corot

### Peinture flamande et hollandaise

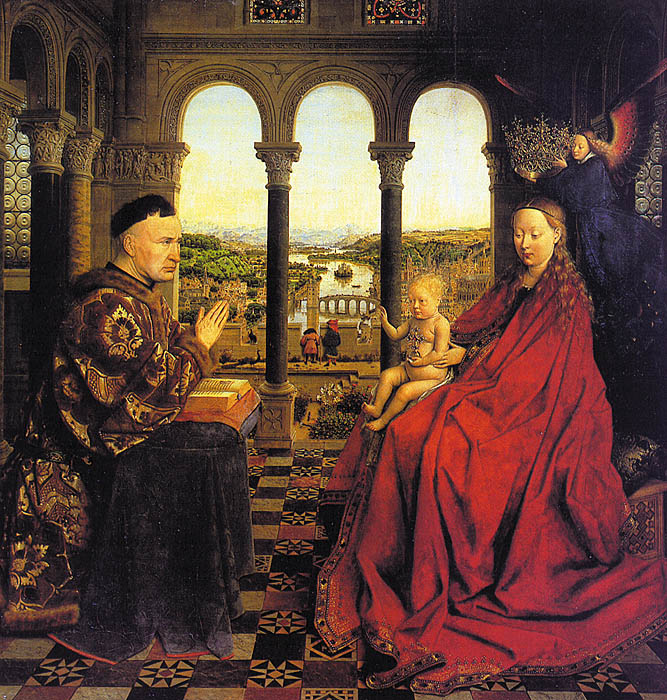
La Vierge du chancelier Rolin de Jan van Eyck, huile sur bois, vers 1435.

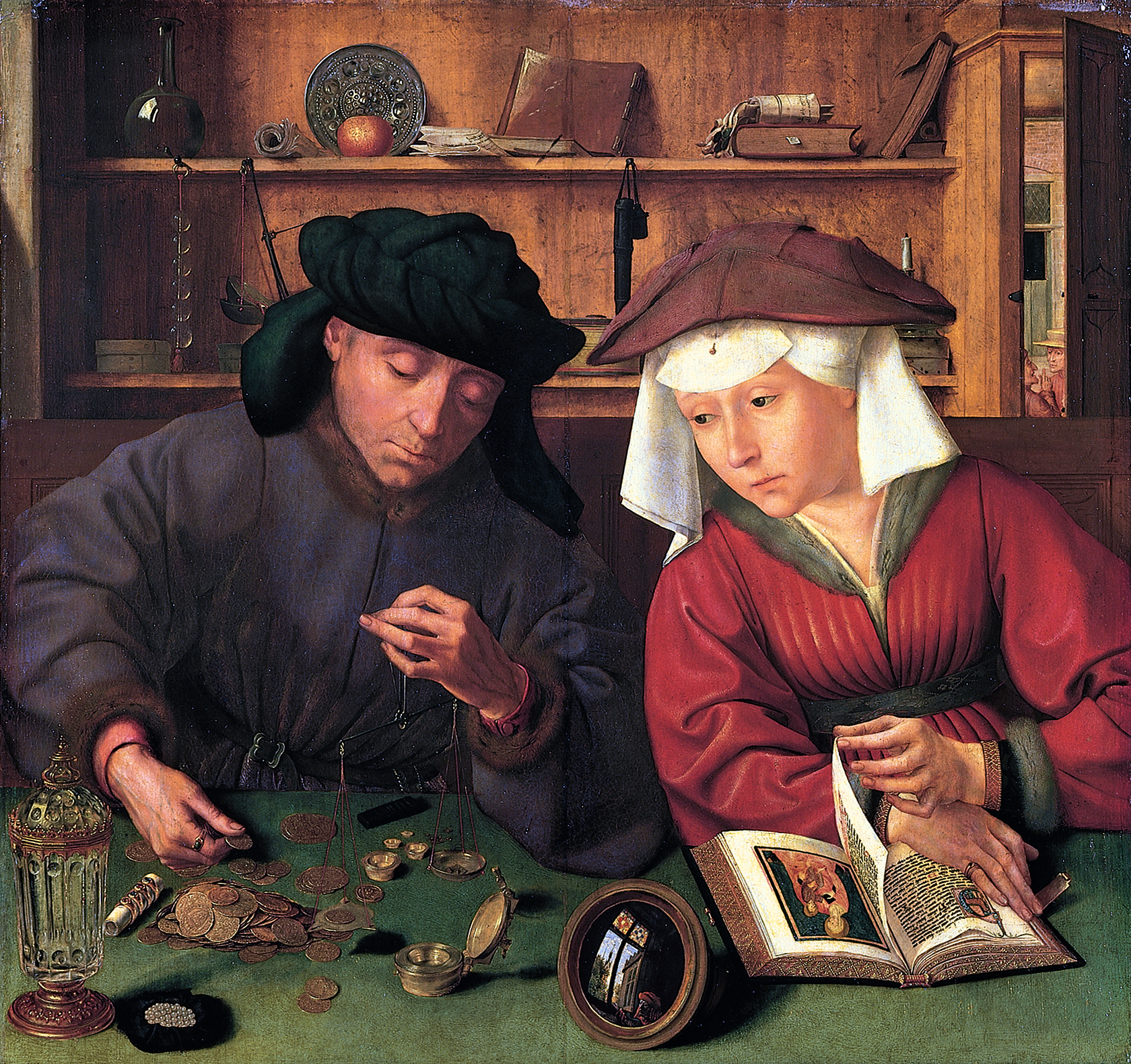
Le Prêteur et sa Femme de Quentin Metsys, huile sur bois, 1514.

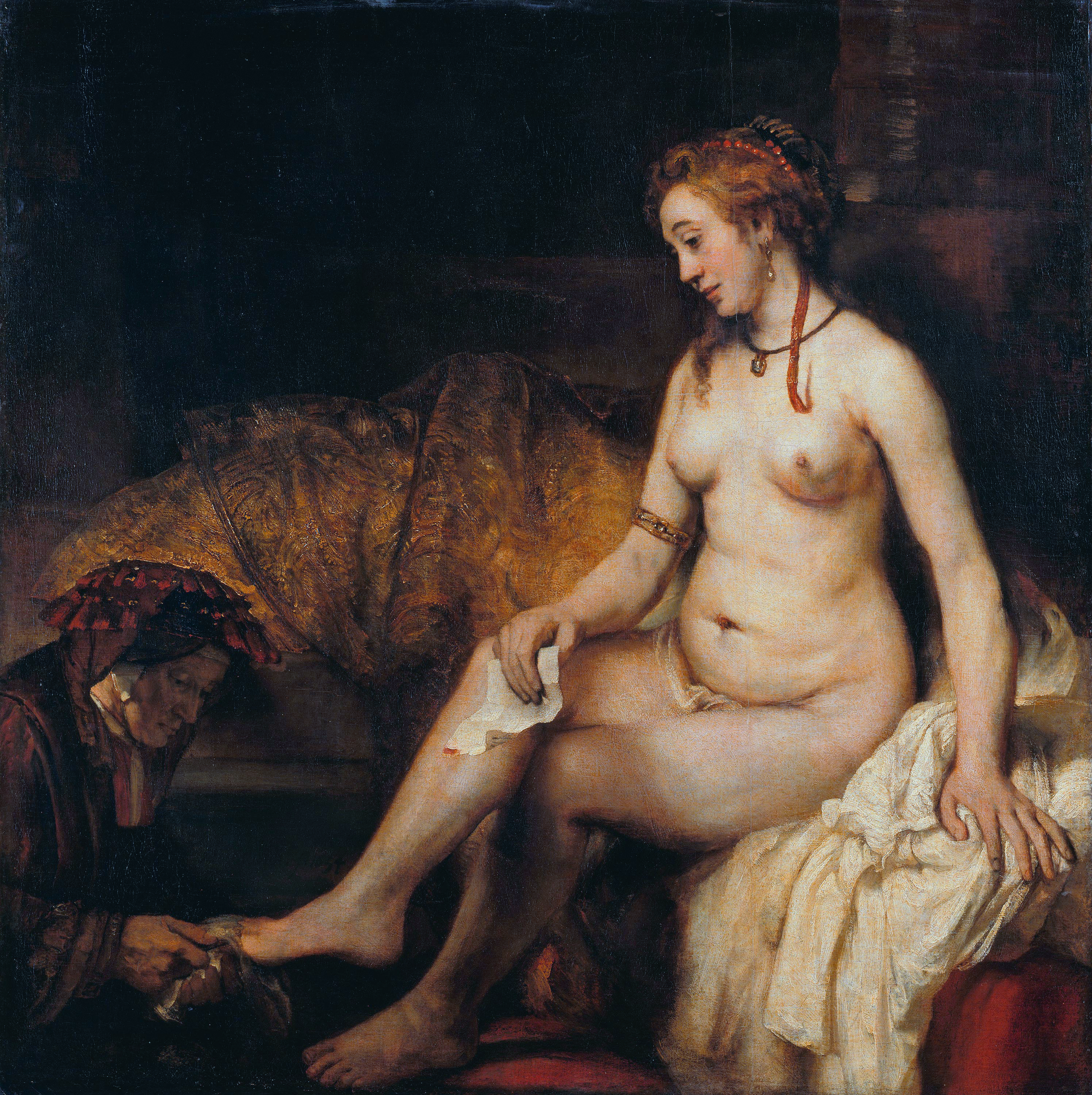
Bethsabée au bain tenant la lettre de David de Rembrandt, huile sur toile, 1654.

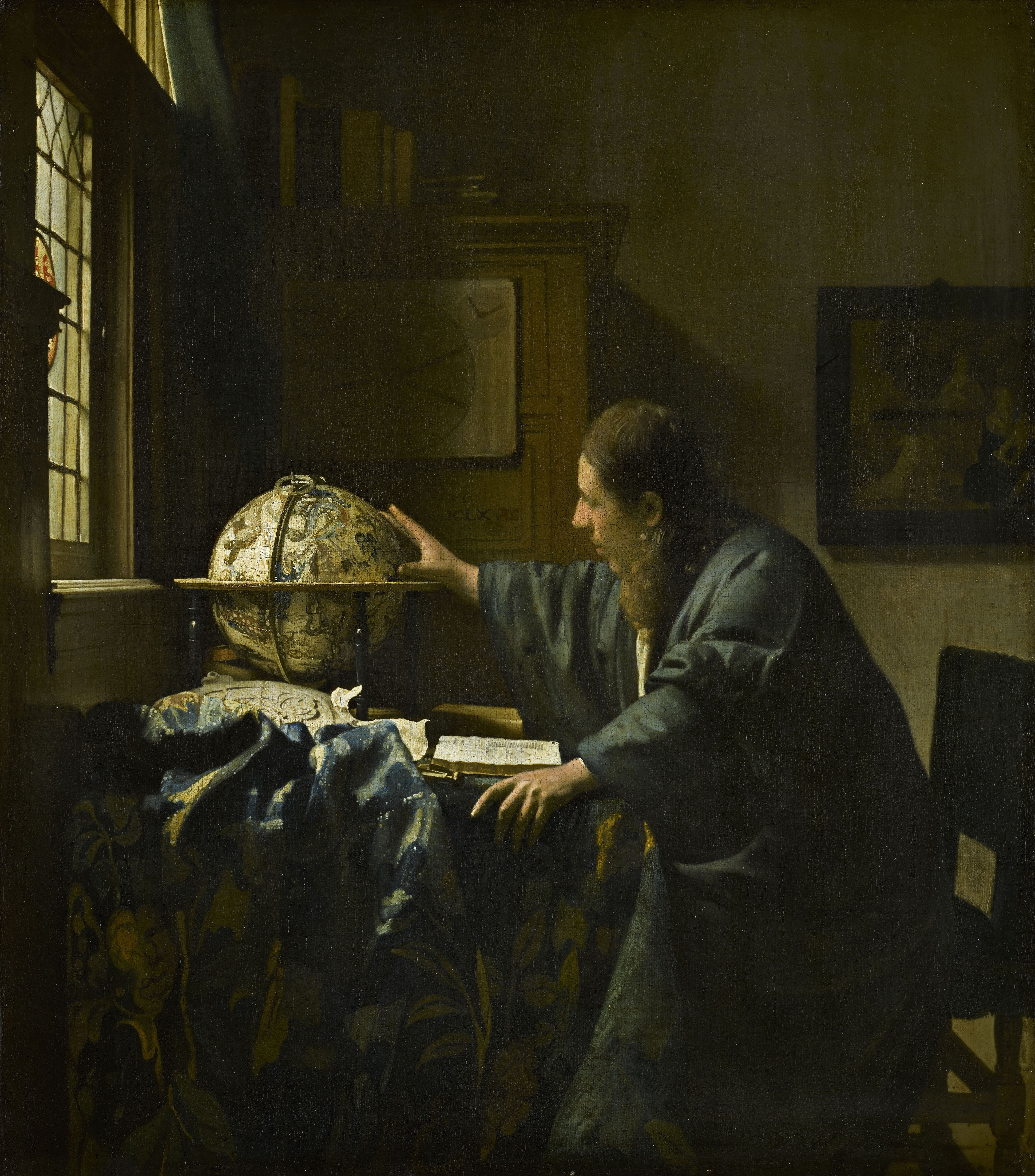
L'Astronome de Johannes Vermeer, huile sur toile, vers 1668.

Le musée du Louvre possède également l'une des plus vastes collections de peintures du nord de l'Europe avec 1 130 tableaux (Flandre, Pays-Bas et Allemagne).
Les écoles flamandes et hollandaises sont les mieux représentées. 1 130 toiles au total (Ermitage 1 400 toiles, musée du Prado + de 1 000 toiles, National Gallery Londres 600 toiles). Parmi lesquelles :
- Willem van Aelst - 1 peinture : Raisins, pêches et grand verre
- Jan Asselyn - 3 peintures
- Cornelis de Baellieur - 1 peinture : Intérieur d'une galerie de tableaux et d'objets d'art
- Ludolf Bakhuizen - 5 peintures
- Nicolaes Berchem - 6 peintures
- Gerrit Berckheyde - 1 peinture : La Place du Dam avec le nouvel Hôtel de Ville à Amsterdam
- Abraham van Beijeren - 4 peintures
- Abraham Bloemaert - 2 peintures
- Ferdinand Bol - 4 peintures
- Gerard ter Borch - 5 peintures
- Jérôme Bosch - 1 peinture : La Nef des fous
- Dirk Bouts - 1 peinture : La Déploration du Christ
- Paul Bril - 9 peintures, dont : 
  - La Chasse au cerf
  - Chasse au daim
- Adriaen Brouwer - 3 peintures dont Intérieur de tabagie
- Hendrick ter Brugghen - 1 peinture : Le Duo
- Jan Brueghel l'Ancien - 6 peintures, dont :
  - La Bataille d'Issus
  - 4 toiles du Cycle des Eléments : la Terre, l'Air, l'Eau, le Feu
- Pieter Brueghel l'Ancien - 1 peinture : Les Mendiants
- Pieter Claesz - 1 peinture : Vanité aux instruments de musique, avec les cinq sens
- Joos van Cleve - 6 peintures
- Pieter Codde - 2 peintures
- Adriaen Coorte - 2 peintures dont Six Coquillages sur une table de pierre
- Gaspard de Crayer - 2 peintures
- Albert Cuyp - 6 peintures
- Gérard David - 3 peintures :
  - Les Noces de Cana
  - Polyptyque de la Cervara
  - Triptyque de la famille Sedano
- Jan Davidszoon de Heem - 2 peintures
- Gérard Dou - 12 peintures, dont :
  - La Femme hydropique
  - L'Arracheur de dents
- Karel Dujardin - 9 peintures
- Antoine van Dyck - 18 peintures, dont :
  - Charles Ier à la chasse
  - Christ en croix, la Vierge, saint Jean et sainte Madeleine
  - Le Gentilhomme à l'épée
  - Portrait des princes palatins
  - Portrait équestre de Francisco de Moncada
  - Portrait d'homme et son fils
  - Vénus fait forger par Vulcain des armes pour son fils Énée
  - La Vierge aux donateurs
- Jan van Eyck - 1 peinture : La Vierge du Chancelier Rolin
- Georg Flegel - 1 peinture : Nature morte au flacon de vin et aux petits poissons
- Frans Floris - 1 peinture : Jésus Christ, fils de Dieu, rassemblant et protégeant l'humanité par son sacrifice sur la croix
- Frans Francken II - 6 peintures dont Ulysse reconnaissant Achille (déguisé en femme) parmi les filles de Lycomède (atelier)
- Joos van Wassenhove - 14 peintures
- Hendrik Goltzius - 1 peinture : Vénus et l'Amour épiés par un satyre
- Jan van Goyen - 10 peintures
- Cornelis Cornelisz van Haarlem - 1 peinture
- Frans Hals - 4 peintures :
  - La Bohémienne
  - Le Bouffon au luth
  - Paulus Van Beresteyn, homme de loi à Haarlem
  - Portrait de femme
- Bartholomeus van der Helst - 5 peintures
- Jan Sanders van Hemessen - 1 peinture : Le Jeune Tobie rend la vue à son père
- Meindert Hobbema - 3 peintures : 
  - Le Moulin à eau
  - La Ferme dans les bois
  - La Forêt de chênes
- Gerrit van Honthorst - 6 peintures :
  - Le Concert
  - Portrait de Maurice de Bavière
  - L'Arracheur de dents
  - Femme jouant de la guitare
  - Portrait d'Édouard de Bavière, prince palatin
  - Portrait de Frédéric-Henri, prince d'Orange, Stadhouder
- Pieter de Hooch - 3 peintures : 
  - La Buveuse
  - Femme préparant des légumes dans la pièce arrière d'une maison hollandaise
  - Joueurs de cartes dans un riche intérieur
- Samuel van Hoogstraten - 1 peinture : Les Pantoufles
- Cornelis Huysmans - 4 peintures
- Johan Barthold Jongkind - 5 peintures, dont :
  - Patineurs hollandais
  - Entrée du port de Honfleur
  - Paysage hollandais avec barque
  - Notre Dame de Paris et quais
- Jacob Jordaens - 8 peintures, dont :
  - Les Quatre Évangélistes
  - Le Roi boit
  - Le Repos de Diane chasseresse
  - Jésus chassant les marchands du Temple
- Willem Kalf - 2 peintures dont Ustensiles de cuisine
- Jan van Kessel - 2 peintures
- Gérard de Lairesse - 4 peintures
- Lucas van Leyden - 1 peinture : La Tireuse de cartes
- Judith Leyster - 1 peinture : La Joyeuse Compagnie
- Jan Lievens - 3 peintures
- Jan Mabuse - 2 peintures
- Nicolas Maes - 3 peintures :
  - La Baignade
  - Portrait de Catherine de Vogelaar
  - Portrait de Hermanus Amija
- Hans Memling - 6 peintures, dont : 
  - Portrait d'une femme âgée
  - La Vierge à l'Enfant entre saint Jacques et saint Dominique
  - Triptyque de la Résurrection
  - La Fuite en Égypte
  - Ange tenant un rameau d'olivier
- Gabriel Metsu - 8 peintures, dont :
  - Leçon de musique
  - La Peleuse de pommes
  - Le Marché aux herbes d'Amsterdam
- Quentin Metsys - 4 peintures :
  - Pietà
  - Le Prêteur et sa Femme
  - Sainte Madeleine
  - La Vierge à l'Enfant
- Frans van Mieris l'Ancien - 2 peintures
- Jan Miense Molenaer - 1 peinture : Scène pastorale : Granida et Daifilo
- Joos de Momper - 5 peintures
- Antonio Moro - 2 peintures, dont Le Nain du cardinal de Granvelle
- Bernard van Orley - 2 peintures
- Adriaen van Ostade - 16 peintures, dont Le Marché aux poissons
- Joachim Patinier - 1 peinture : Saint Jérôme dans le désert
- Cornelis van Poelenburgh - 11 peintures
- Frans Post - 8 peintures
- Paulus Potter - 4 peintures
- Frans Pourbus le Jeune - 6 peintures, dont : 
  - Portrait d'Henri IV, roi de France, en costume noir
  - Marie de Medicis
- Jean Provost - 3 peintures
- Rembrandt - 17 peintures, dont :
  - Bethsabée au Bain
  - Les Pèlerins d'Emmaüs
  - Philosophe en Méditation
  - Le Bœuf écorché
  - L'Archange Raphaël quittant la famille de Tobie
  - Autoportrait au chevalet et à l'appuie-main de peintre
  - Portrait de Maerten Soolmans et Portrait de Oopjen Coppit (conjointement avec le Rijskmuseum d'Amsterdam)
  - Portrait de Titus
  - Autoportrait à la toque et à la chaîne d'or
  - Saint Matthieu et l'Ange
- Marinus van Reymerswale - 1 peinture : Le Collecteur d'impôts
- Pierre Paul Rubens - 51 peintures, dont :
  - Hélène Fourment et deux de ses enfants
  - La Kermesse (ou La Fête de Village)
  - Hélène Fourment au carrosse
  - Cycle de Marie de Médicis (24 toiles)
  - Hercule et Omphale
  - Ixion, roi des Lapithes, trompé par Junon qu'il voulait séduire
  - La Mort de Didon
  - La Vierge à l'Enfant entourée des saints Innocents
- Jacob van Ruisdael - 5 peintures :
  - Le Coup de soleil
  - L'Entrée d'un bois
  - La Route
  - Le Buisson
  - Une tempête
- Salomon van Ruysdael - 6 peintures
- Pieter Jansz Saenredam - 1 peinture : Vue du chœur de l’église Saint-Bavon à Haarlem avec la tombe fictive d’un évêque
- Jan van Scorel - 1 peinture : Portrait d'homme âgé de trente-deux ans
- Geertgen tot Sint Jans - 1 peinture
- Frans Snyders - 6 peintures :
  - La Marchande de gibier
  - Trois singes voleurs de fruits, avec échappée sur un paysage
  - Concert d'oiseaux perchés sur des branches
  - Fruits et légumes avec un singe, un perroquet et un écureuil
  - Singes et perroquet auprès d'une corbeille de fruits
  - Deux singes pillant une corbeille de fruits
- Bartholomeus Spranger - 1 peinture : Allégorie de la Justice et de la Prudence
- Jan Steen - 3 peintures :
  - La Mauvaise Compagnie
  - Fête dans une auberge
  - Joyeux Repas de famille
- Lambert Sustris - 2 peintures dont Vénus et l'Amour
- Herman van Swanevelt - 4 peintures
- David Teniers le Jeune - 36 peintures, dont :
  - Chasse au héron avec l'archiduc Léopold-Guillaume
  - Fête villageoise avec couple aristocratique
- Willem van de Velde le Jeune - 2 peintures
- Johannes Vermeer - 2 peintures :
  - La Dentellière
  - L'Astronome
- Jan Weenix - 5 peintures
- Jan Baptist Weenix - 1 peinture : Départ d'une troupe orientale
- Rogier van der Weyden - 2 peintures :
  - Triptyque Braque
  - L'Annonciation (panneau central du triptyque)
- Emanuel de Witte - 1 peinture : Vue imaginaire d’une église protestante de style gothique, avec un tombeau et diverses figures
- Joachim Wtewael - 2 peintures :
  - Jupiter s'introduisant dans la chambre de Danaé
  - Persée secourant Andromède

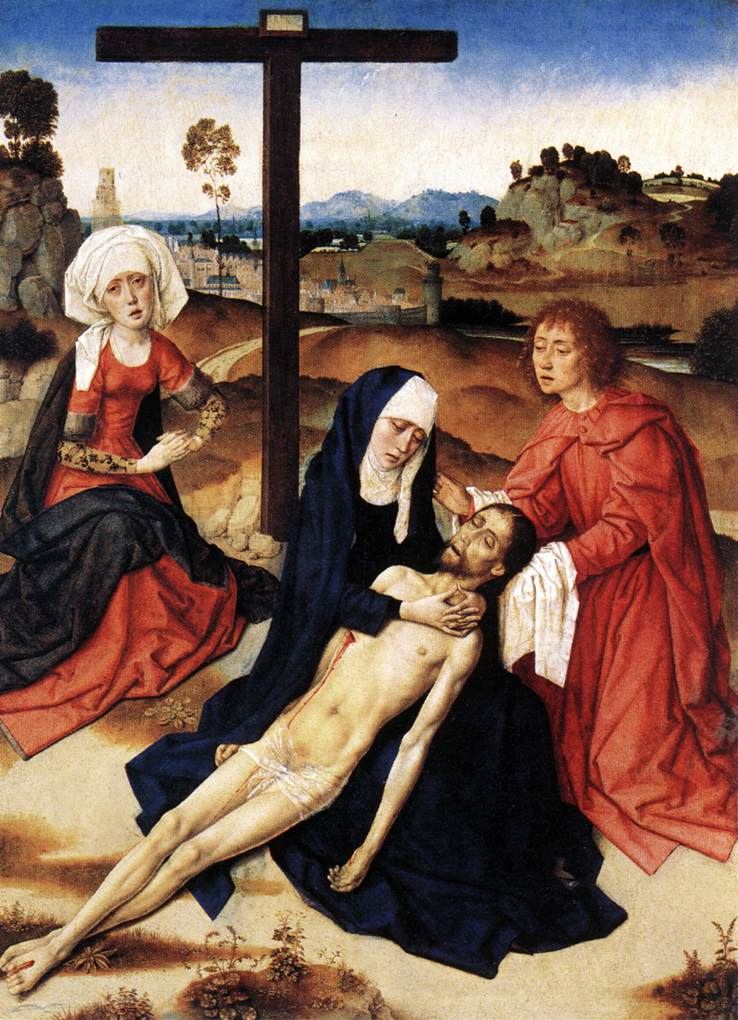
La Déploration du Christ de Dirk Bouts, huile sur panneau de chêne, vers 1460.
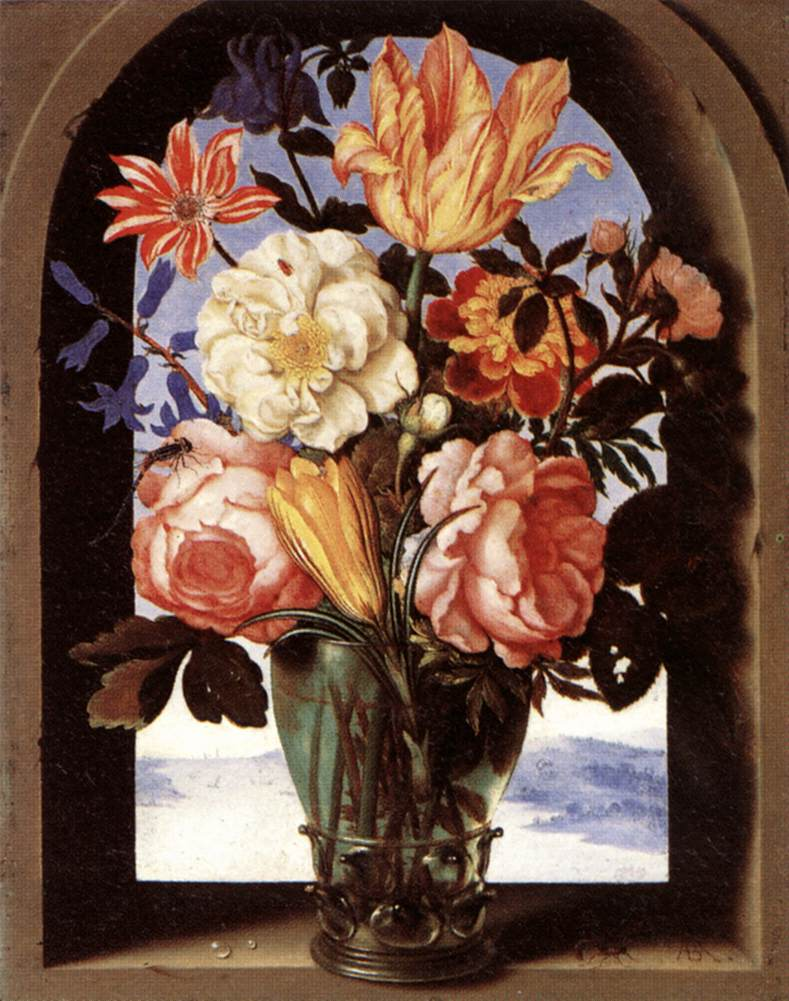
Bouquet de fleurs d'Ambrosius Bosschaert, huile sur cuivre, vers 1620.
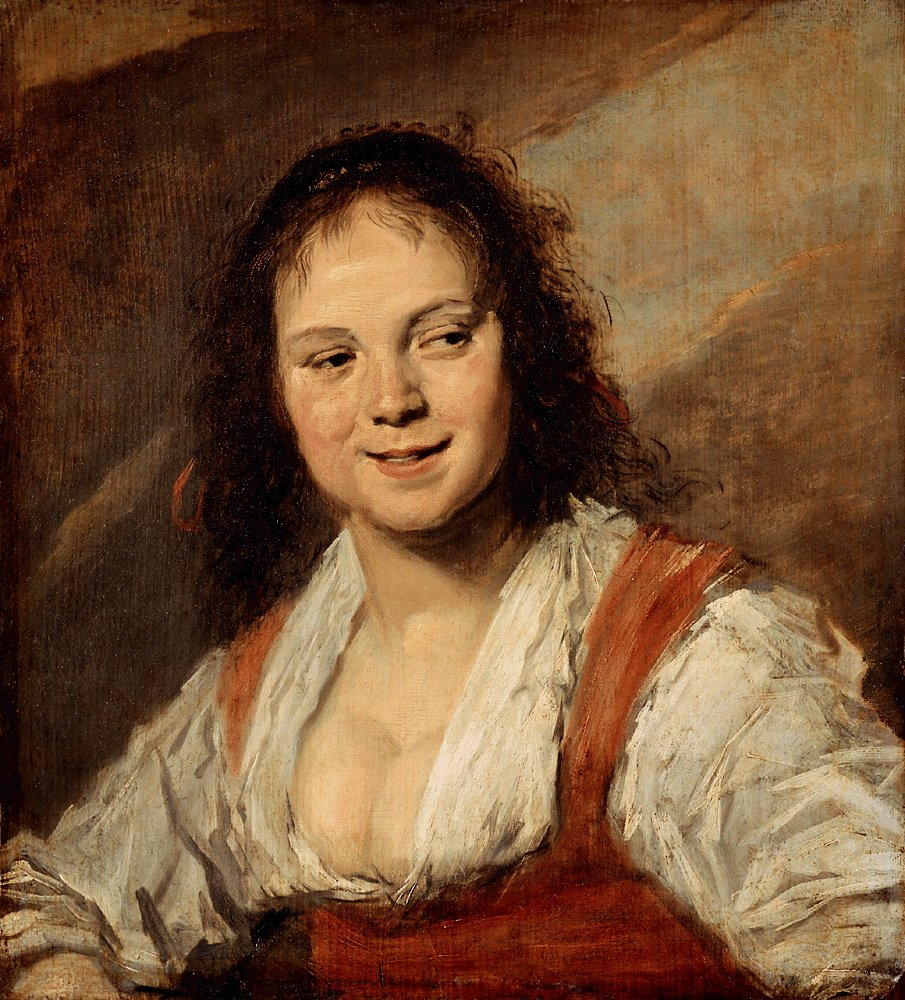
La Bohémienne de Frans Hals, huile sur panneau, vers 1628.
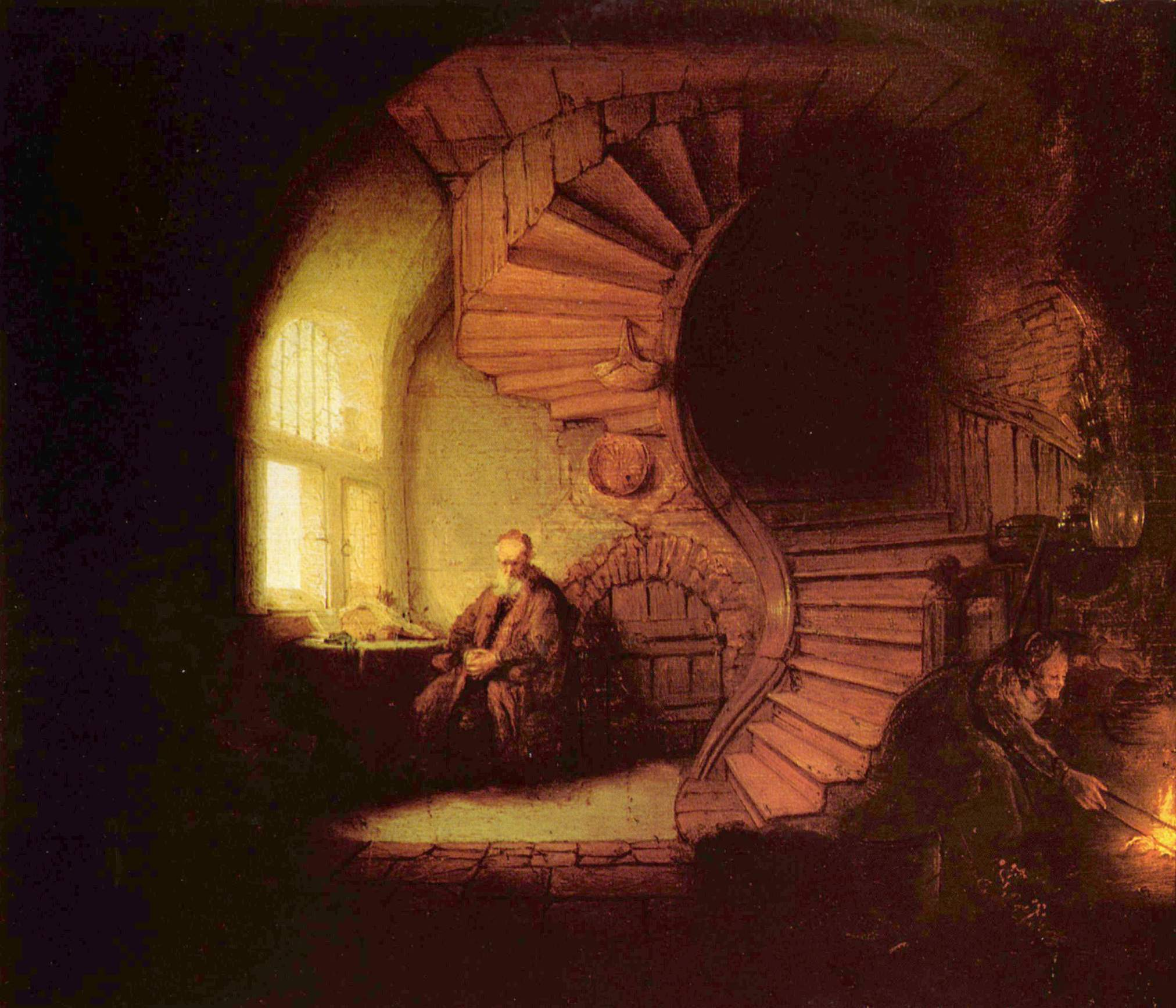
Philosophe en méditation de Rembrandt, huile sur panneau, 1632.
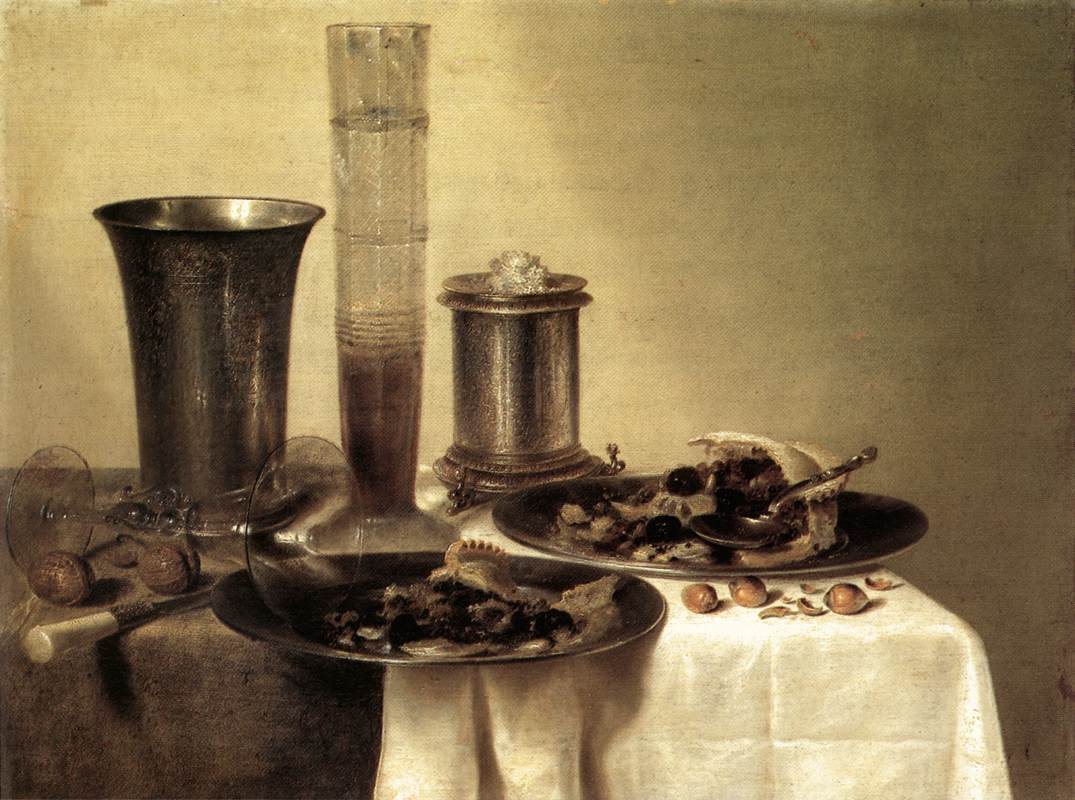
Fin de collation, dit aussi Un dessert de Willem Claeszoon Heda, huile sur panneau, 1637.
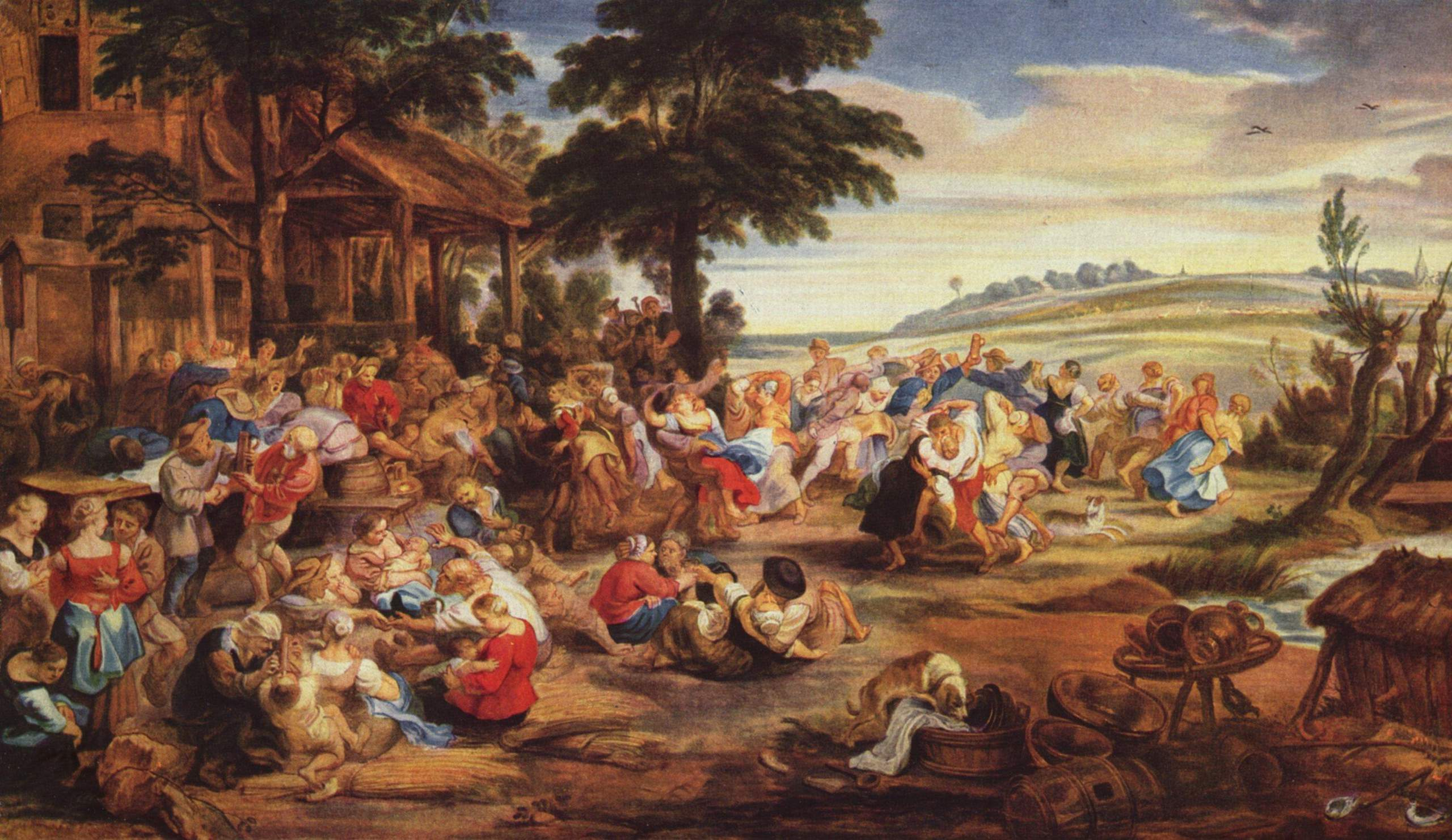
La Fête de village de Pierre Paul Rubens, huile sur toile, vers 1630-1638.
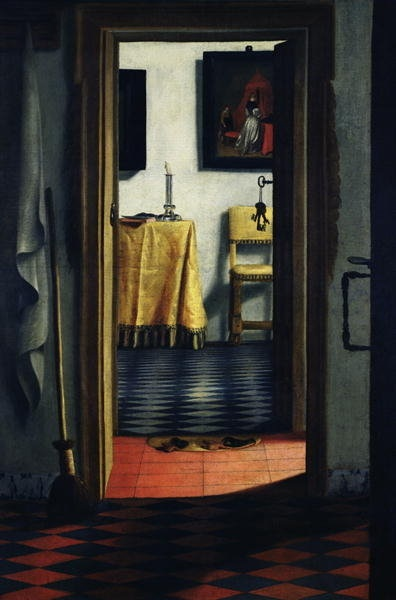
Vue d'intérieur de Samuel van Hoogstraten, huile sur toile, vers 1670.
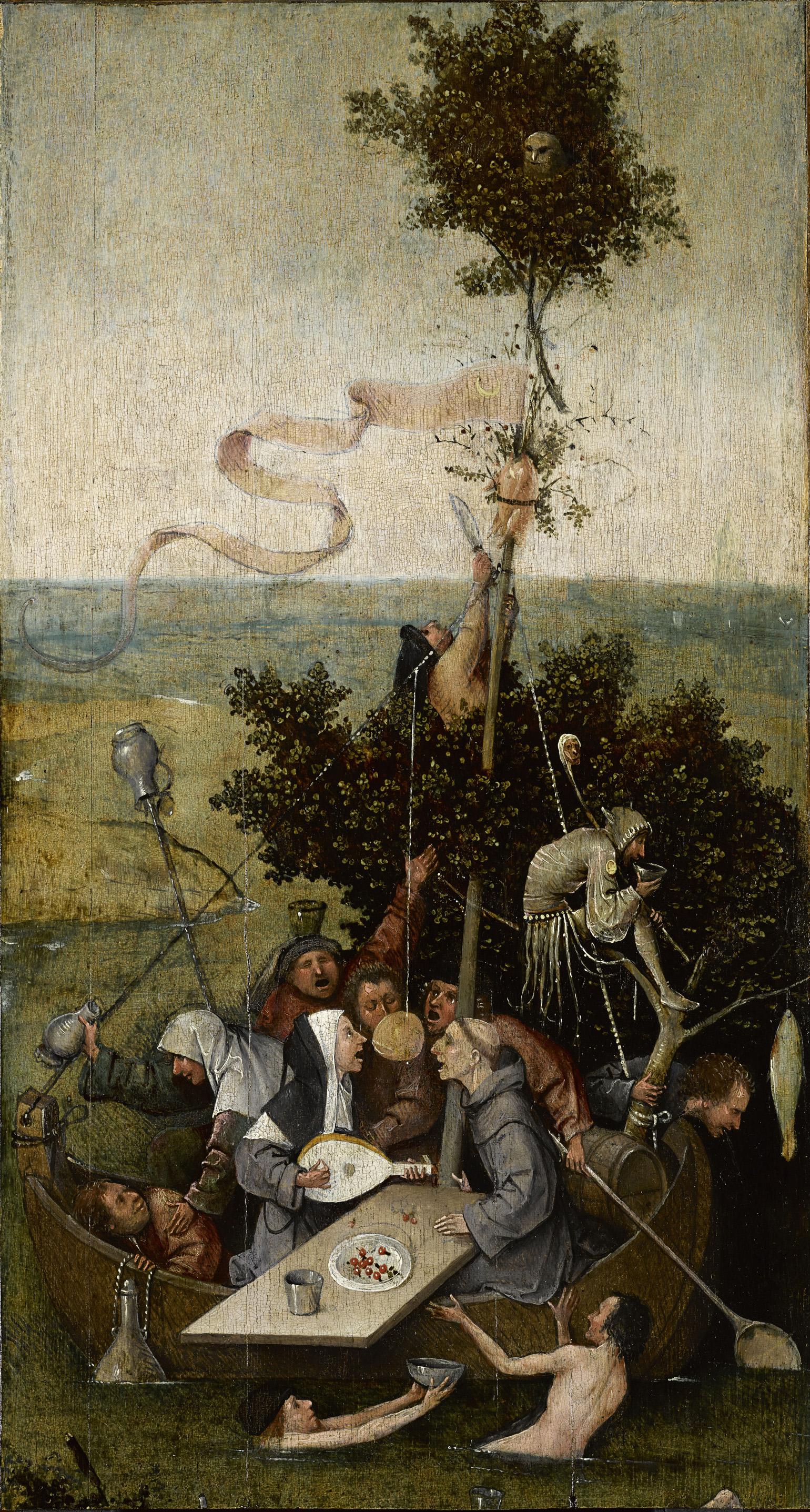
La Nef des fous , de Jérôme Bosch
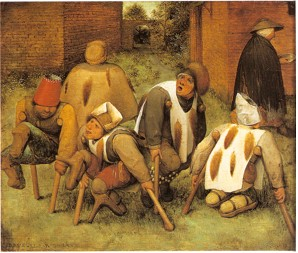
Les Mendiants, de Pieter Brueghel l'Ancien
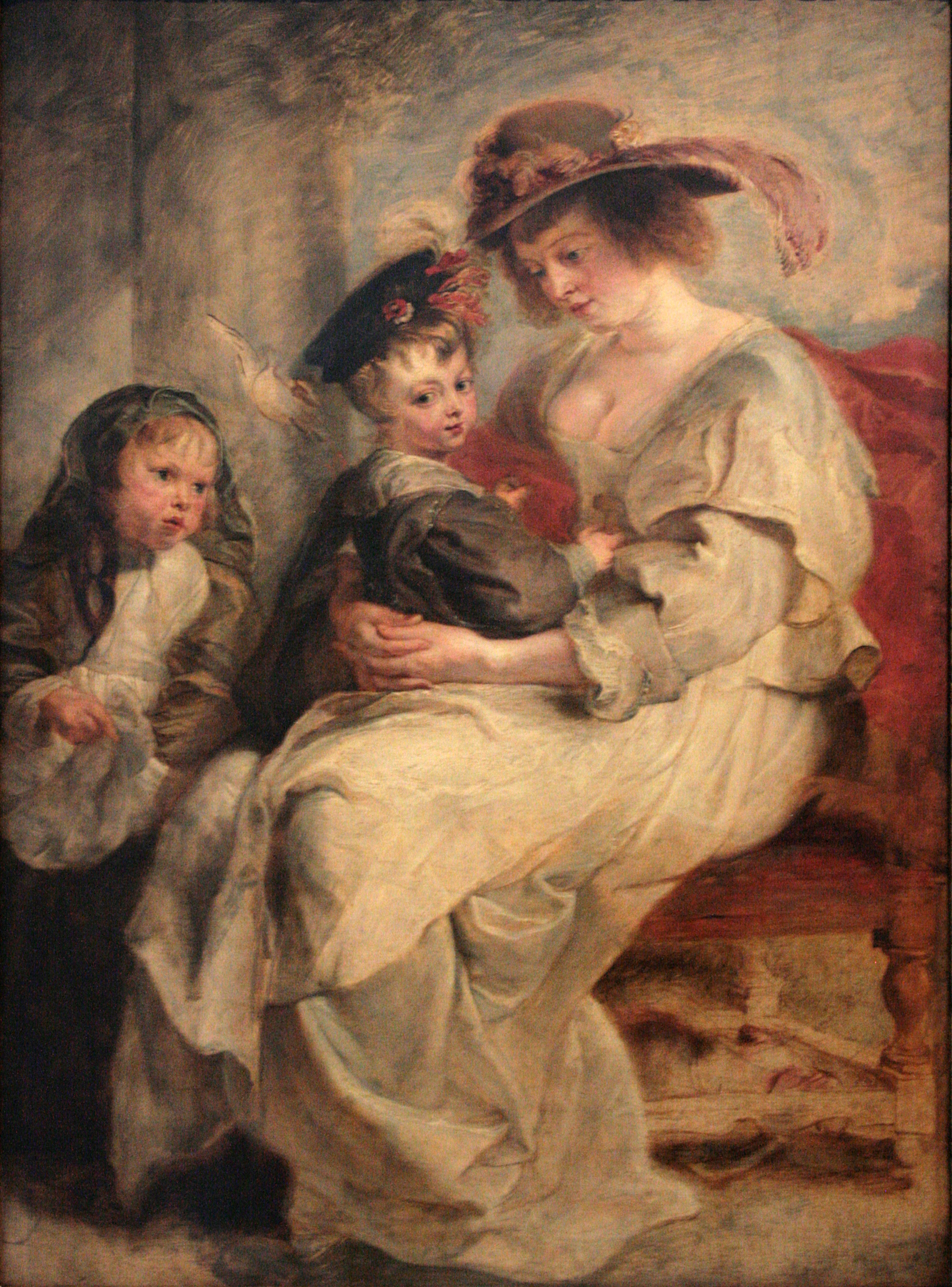
Hélène Fourment et deux de ses enfants, par Rubens
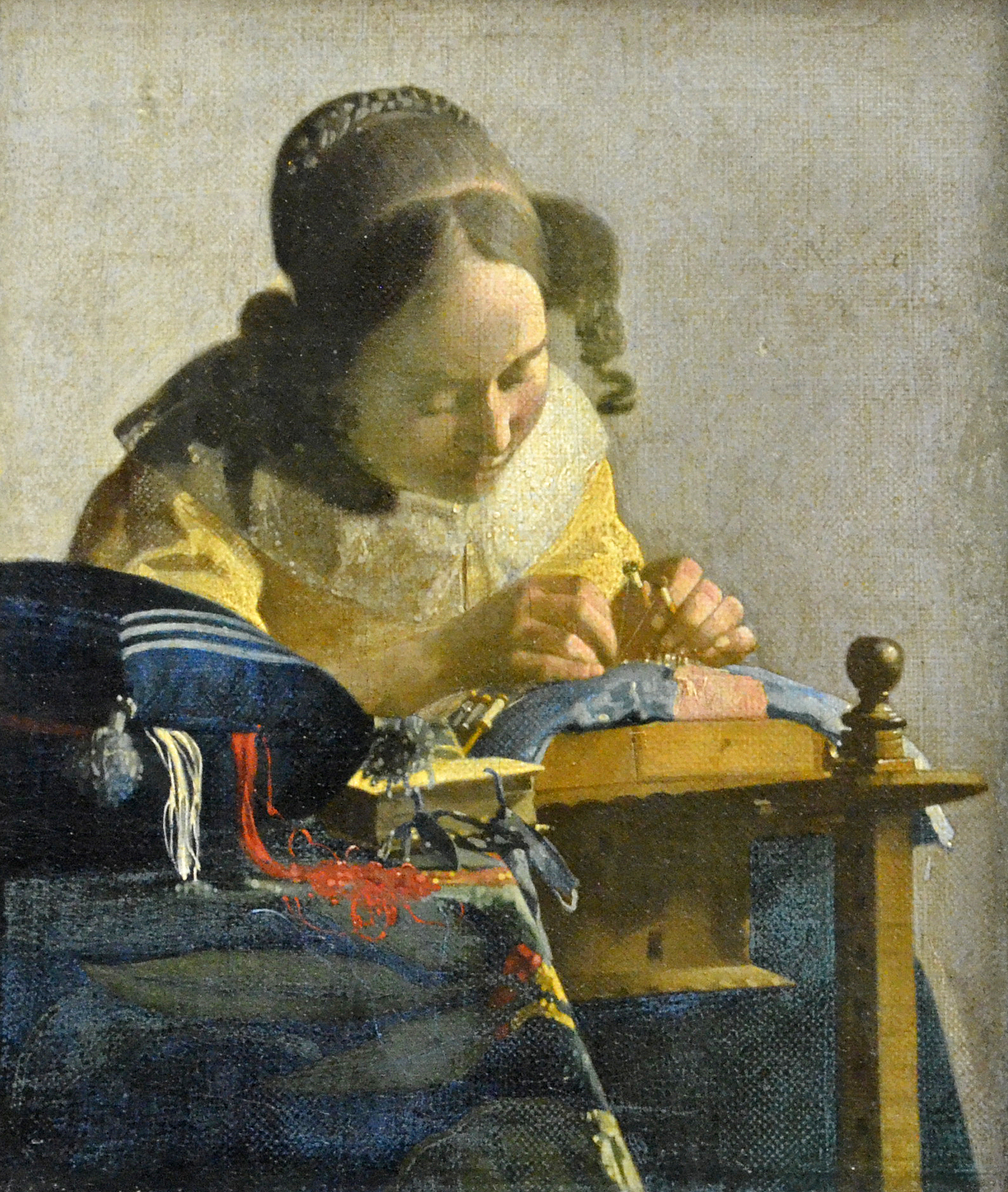
La Dentellière, par Vermeer
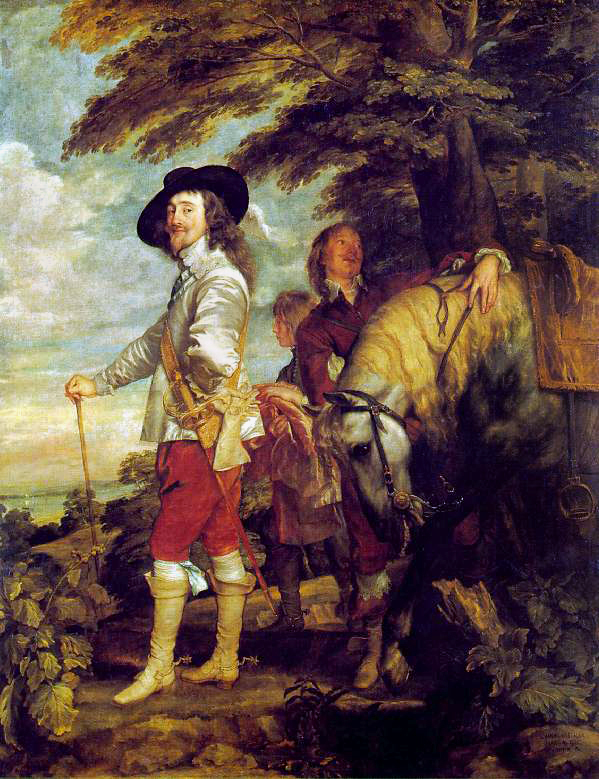
Charles Ier à la chasse, par Antoine van Dyck
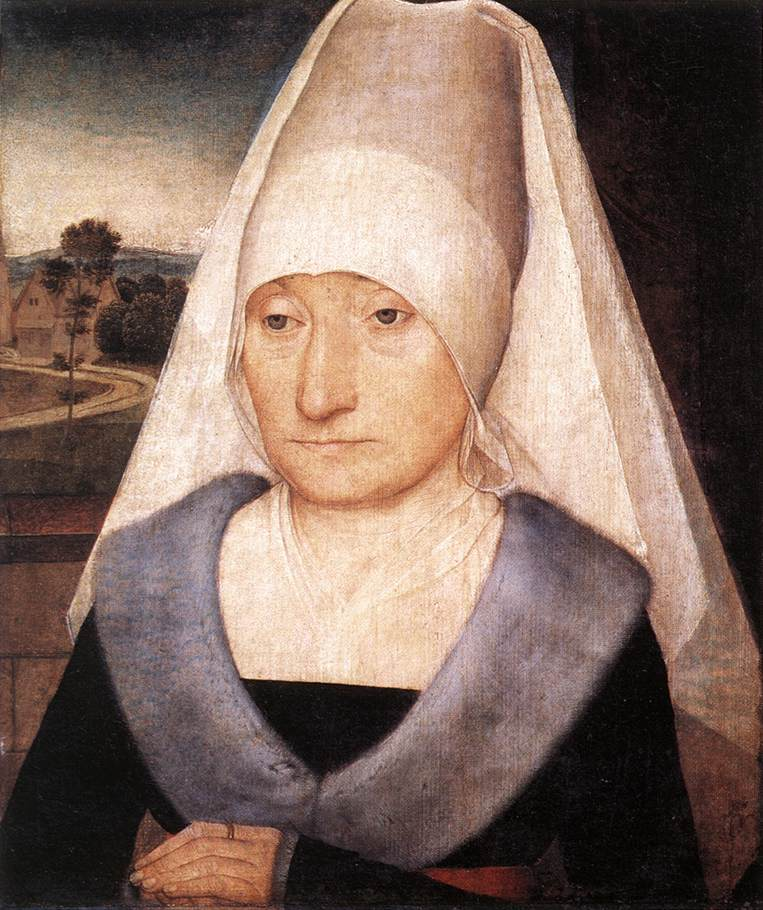
Portrait d'une femme âgée, par Hans Memling
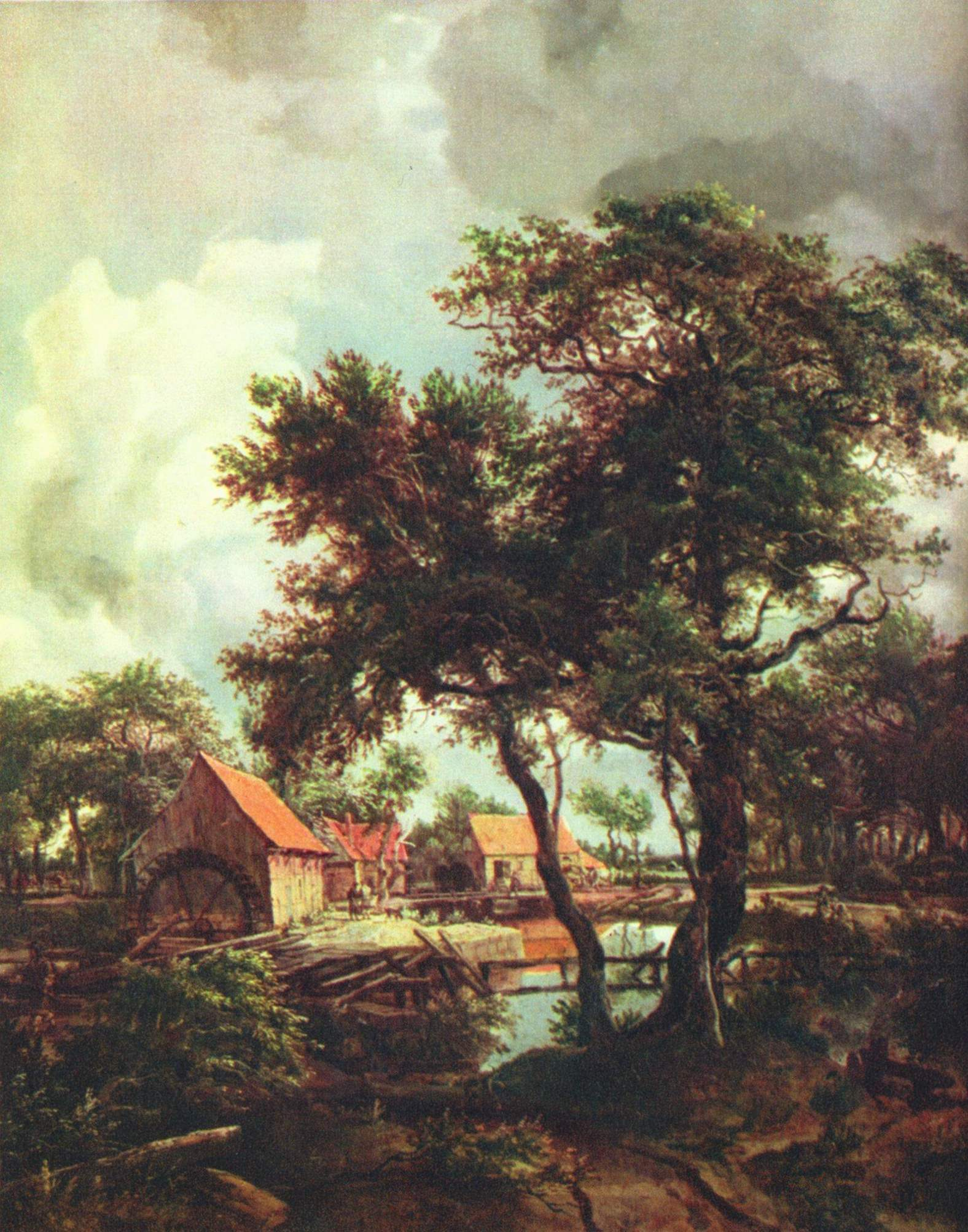
Le Moulin à eau, de Meindert Hobbema

### Peinture allemande
- Hans Baldung - 1 peinture : Le Chevalier, la Jeune Fille et la Mort
- Lucas Cranach l'Ancien - 6 peintures :
  - Les Trois Grâces
  - Vénus debout dans un paysage
  - Portrait de Magdalena Luther, fille du réformateur Martin Luther
  - Portrait de Jean-Frédéric le Magnanime
  - Portrait de Caspar von Köckeritz
  - L'Âge d'argent
- Albrecht Dürer - 1 peinture : Portrait de l'artiste tenant un chardon
- Caspar David Friedrich - 2 peintures : 
  - Corbeaux sur un Arbre ou L'Arbre aux Corbeaux
  - Bord de mer au clair de lune
- Hans Holbein le Jeune - 5 peintures :
  - Portrait d'Érasme écrivant
  - Portrait de William Warham
  - Portrait de Nicolaus Kratzer
  - Portrait d'Anne de Clèves
  - Portrait de Sir Henry Wyatt
- Carl Friedrich Lessing : 1 peinture : Cimetière et ruines envahis par les arbres
- Hans Maler - 2 peintures : 
  - Portrait d'Anton Fugger
  - Mathaus Schwartz
- Anton Raphael Mengs - 2 peintures :
  - L'Immaculée Conception
  - Portrait de Marie Louise de Parme
- Johann Friedrich Overbeck - 1 peinture : L'Annonciation
- Johann Richard Seel - 1 peinture : Portrait des sœurs Friderike et Betty Bloem
- Carl Spitzweg - 1 peinture : La Lecture du bréviaire, le soir

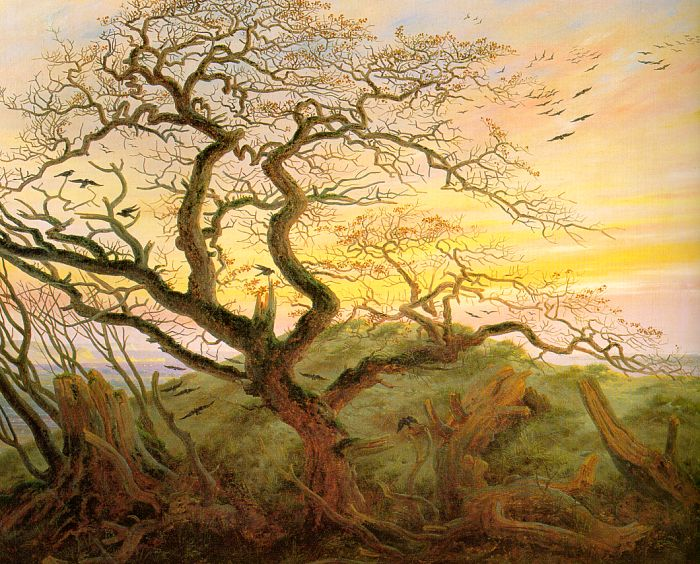
Caspar David Friedrich : Corbeaux sur un arbre
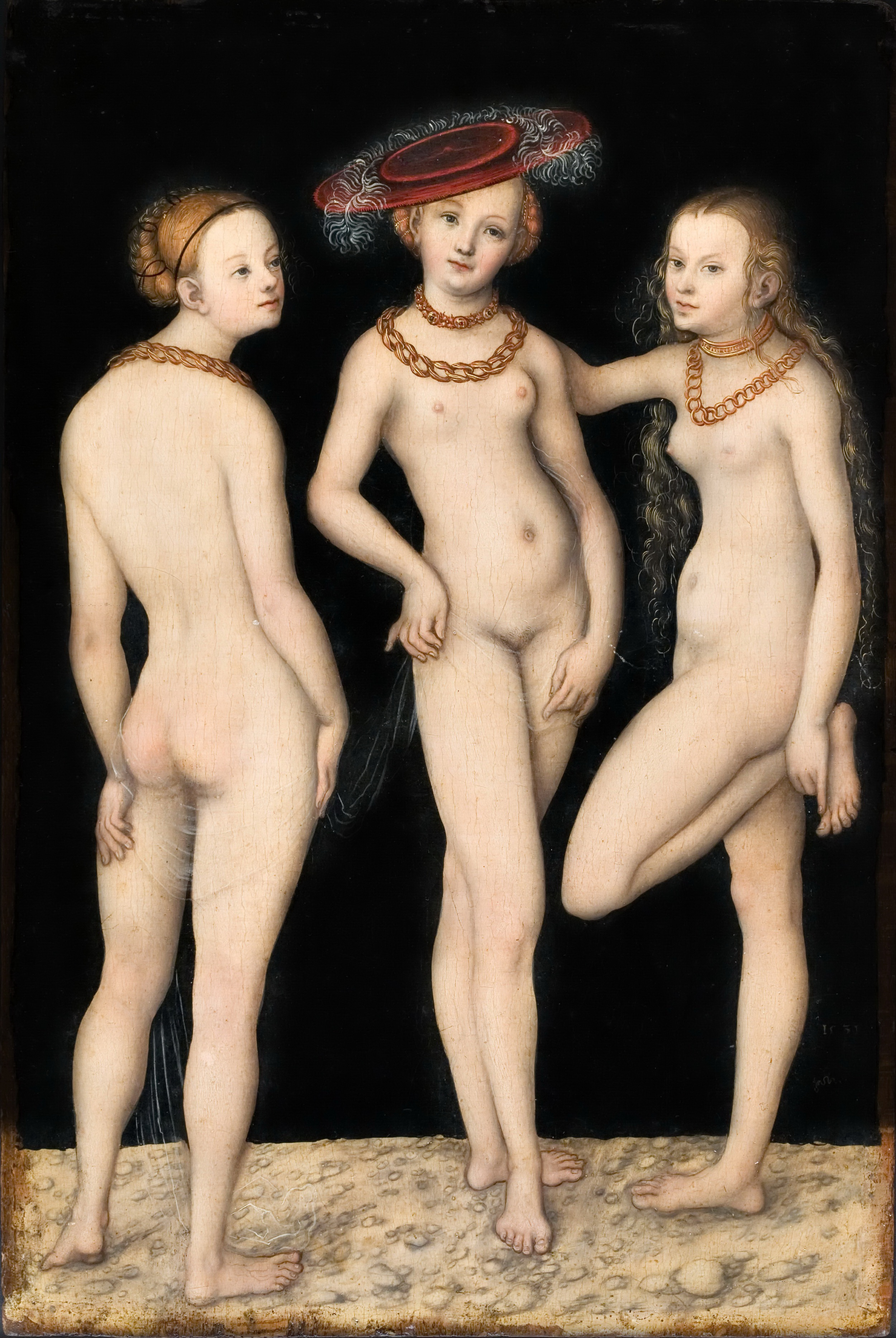
Lucas Cranach l'Ancien : Les Trois Grâces
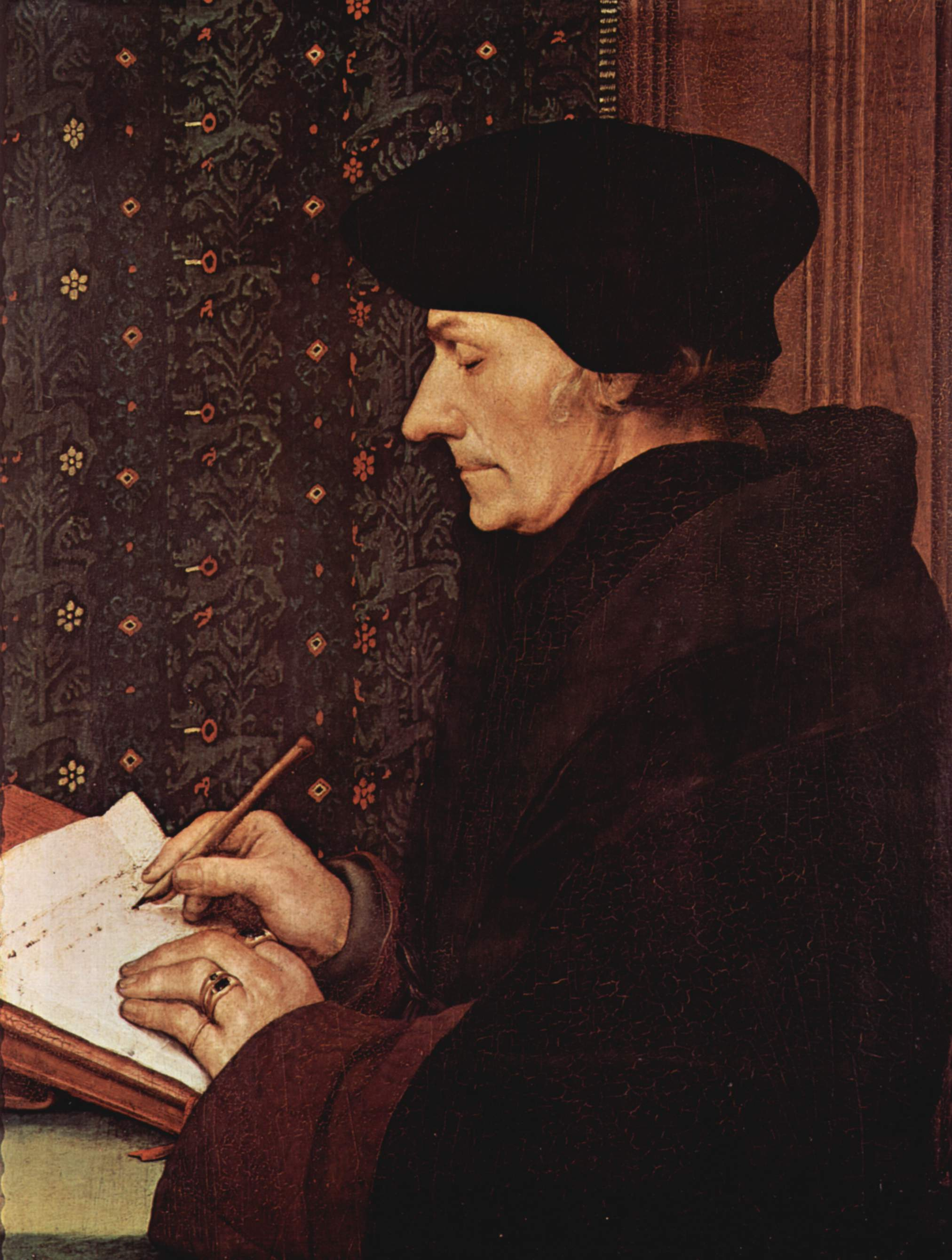
Hans Holbein : Portrait d'Érasme écrivant
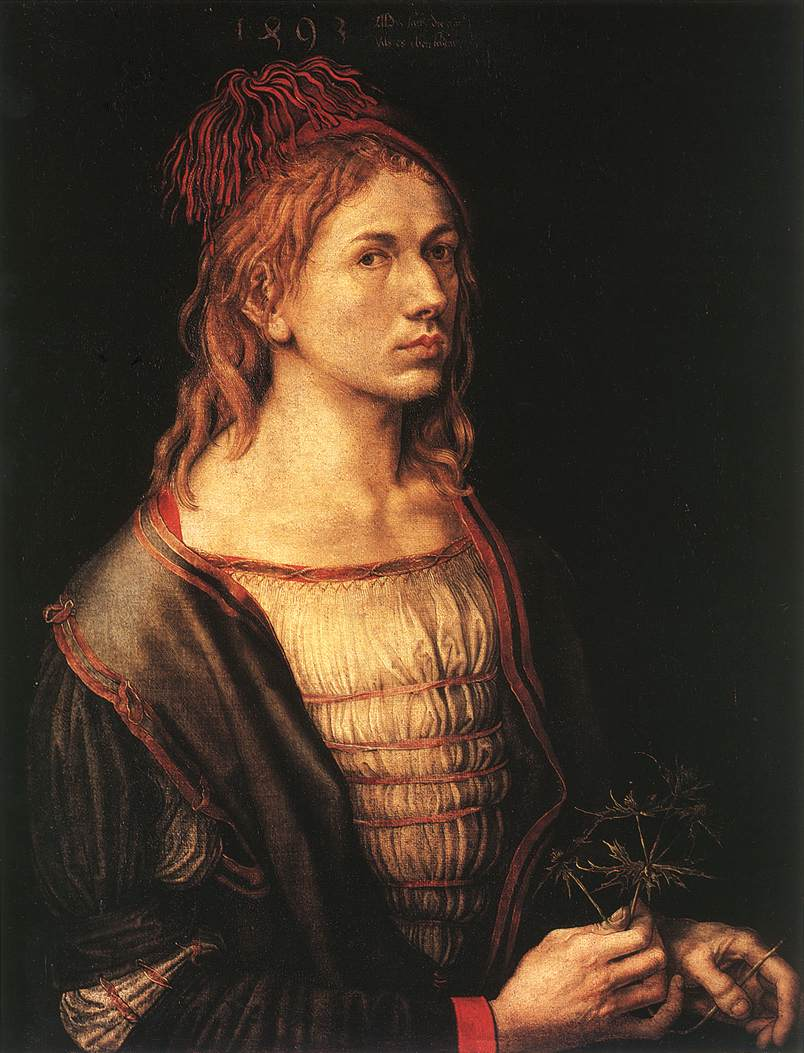
Albrecht Dürer : Portrait de l'artiste tenant un chardon
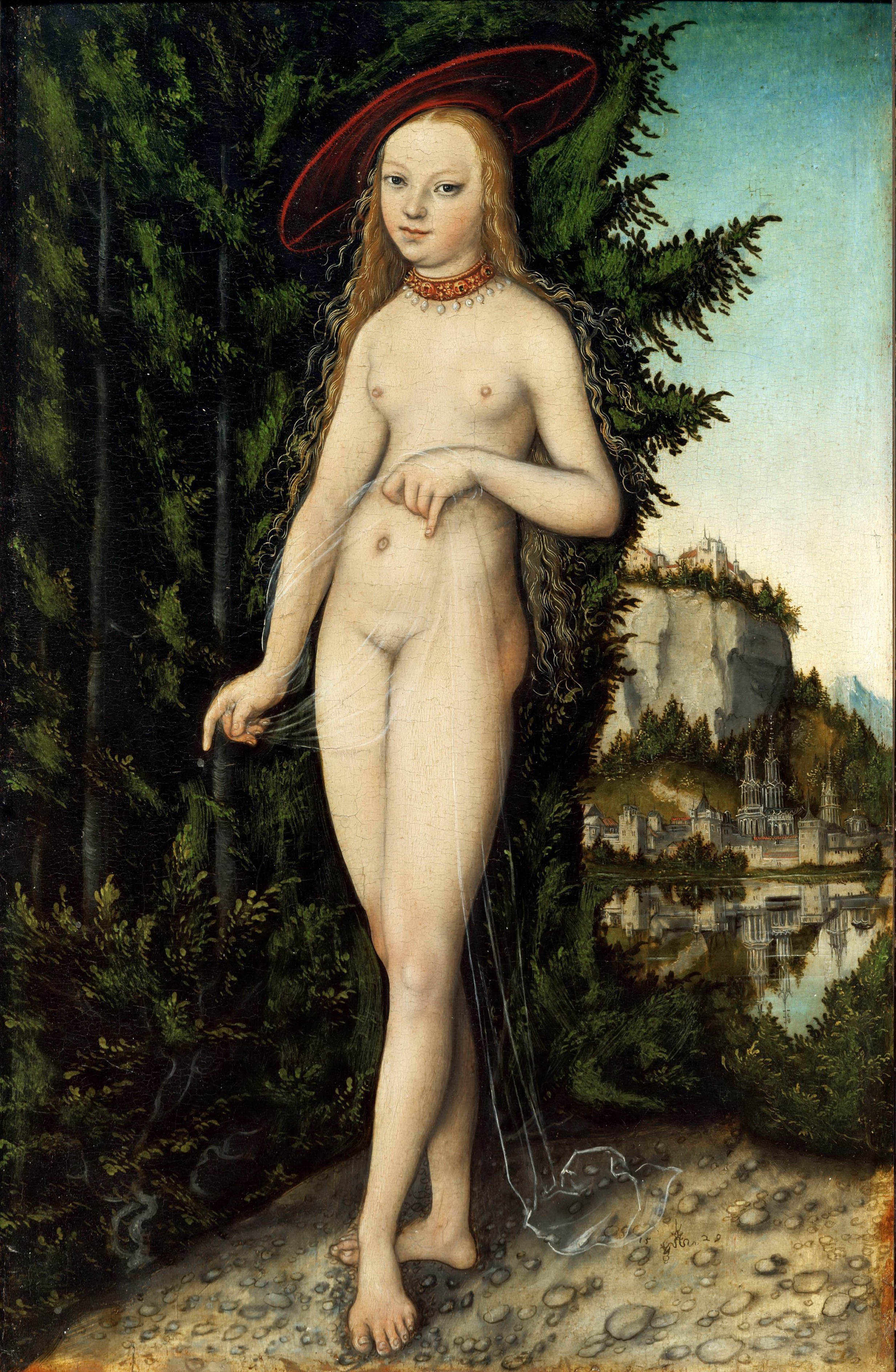
Lucas Cranach l'Ancien : Vénus debout dans un paysage
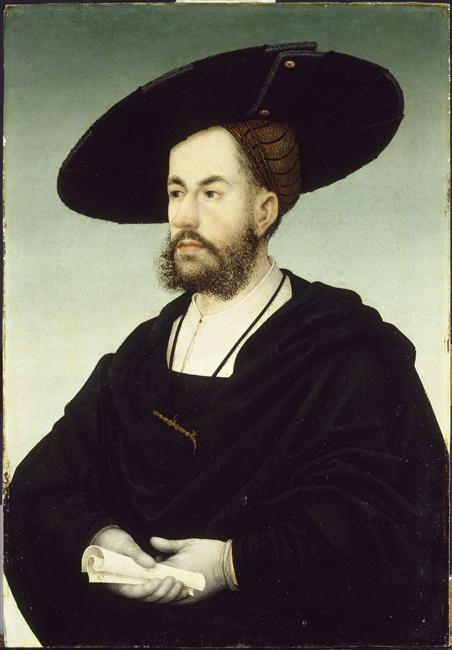
Hans Maler : Portrait d'Anton Fugger
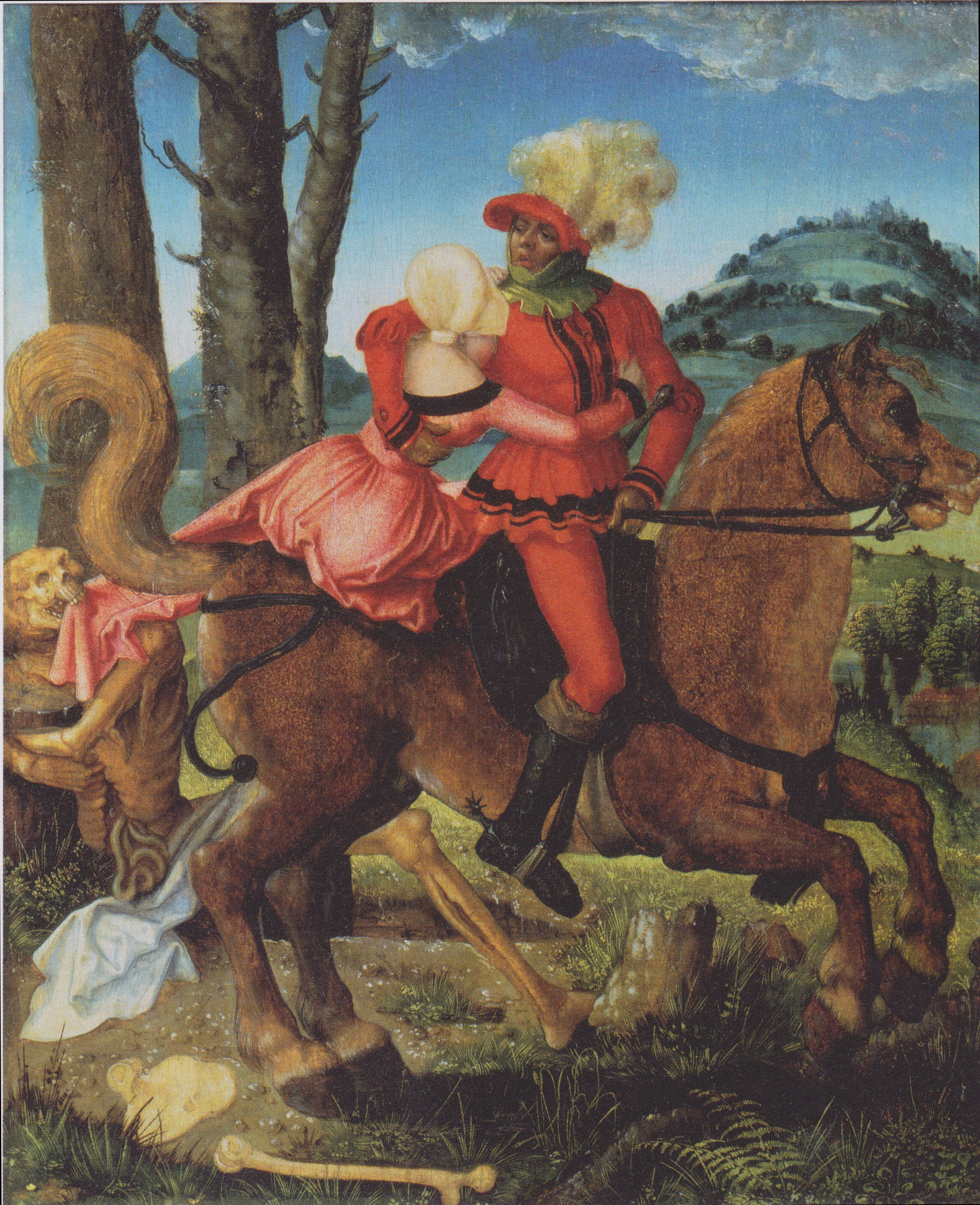
Hans Baldung : Le Chevalier, la Jeune Fille et la Mort
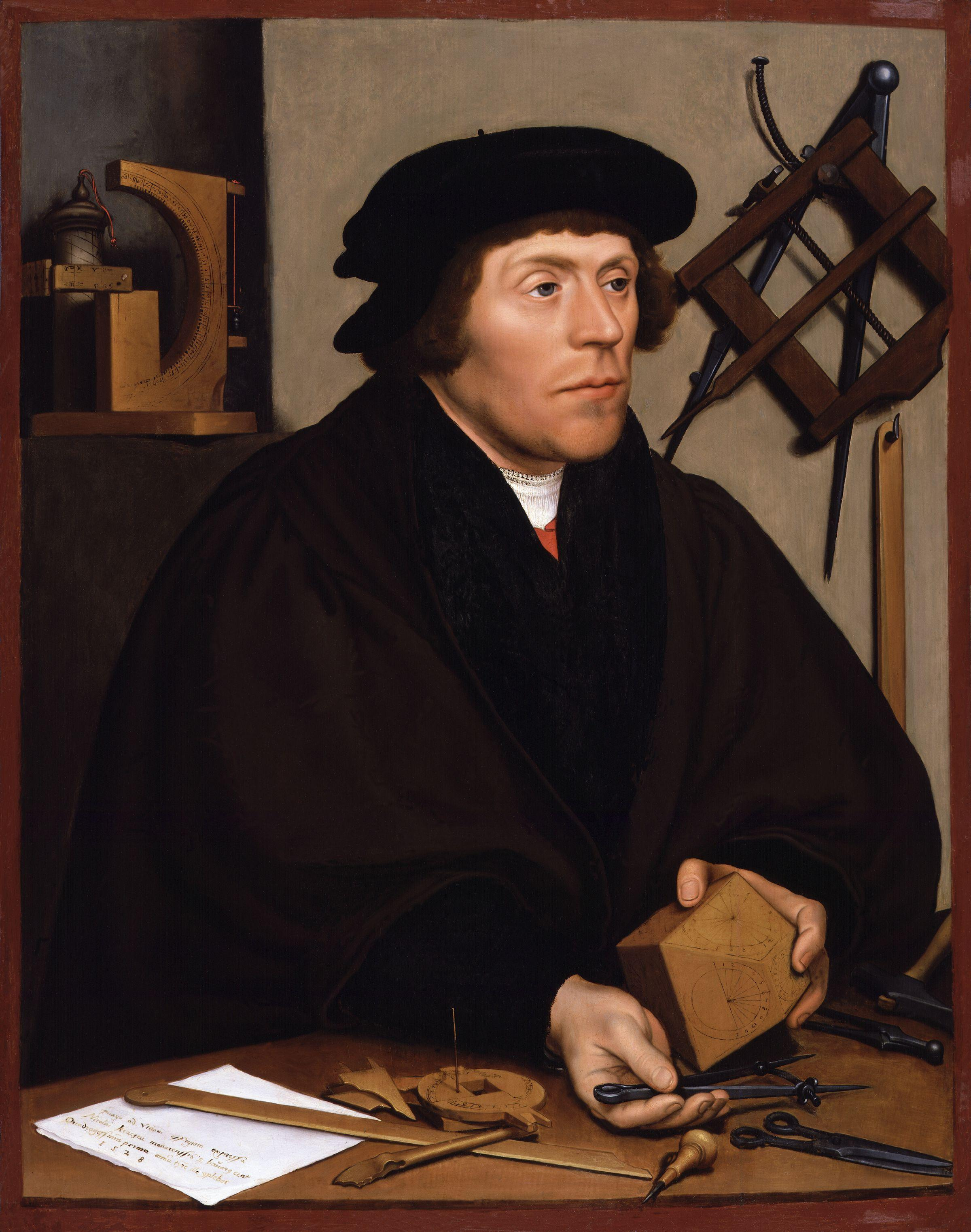
Hans Holbein : Portrait de Nicolaus Kratzer
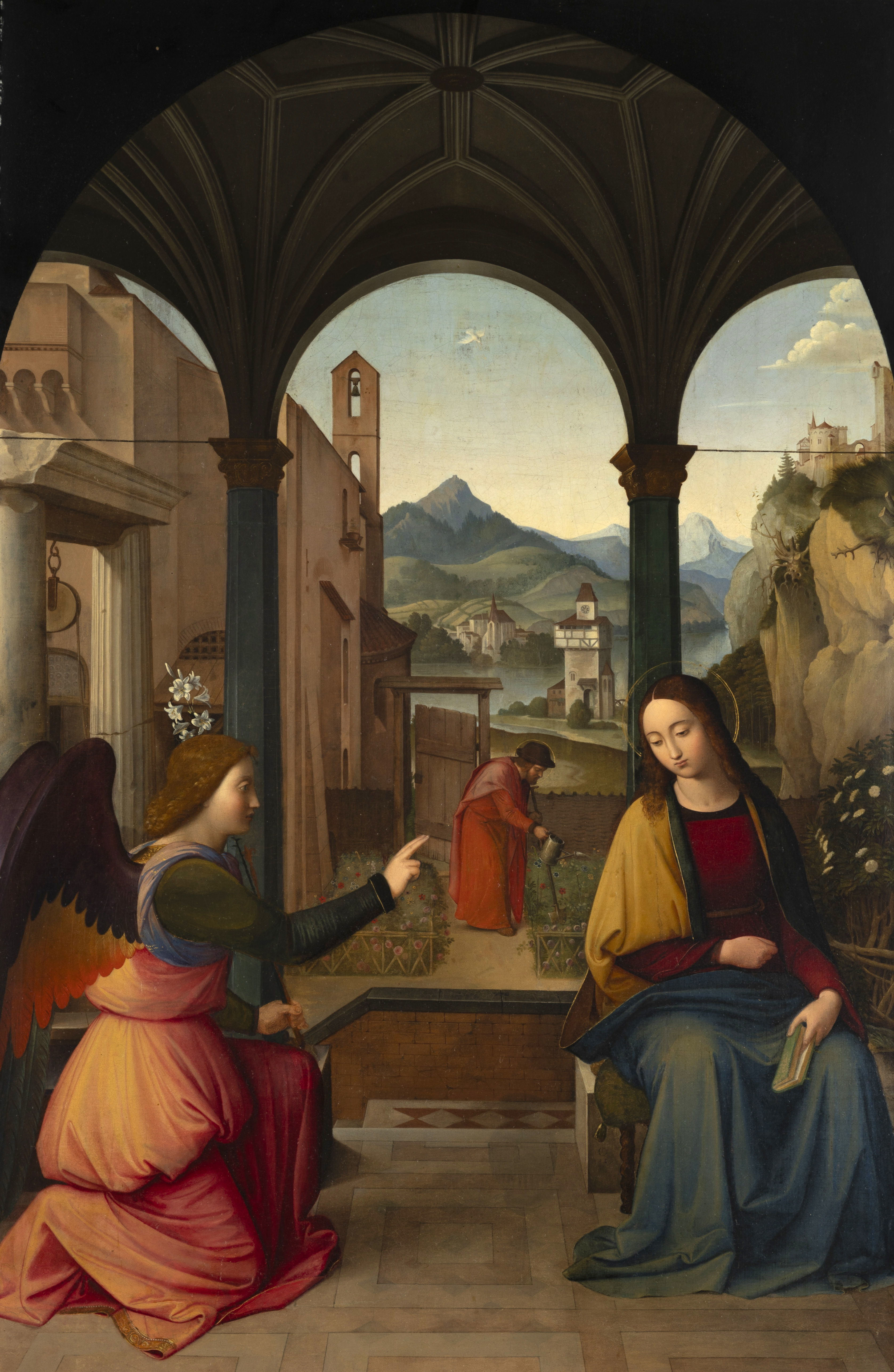
Johann Friedrich Overbeck : L'Annonciation
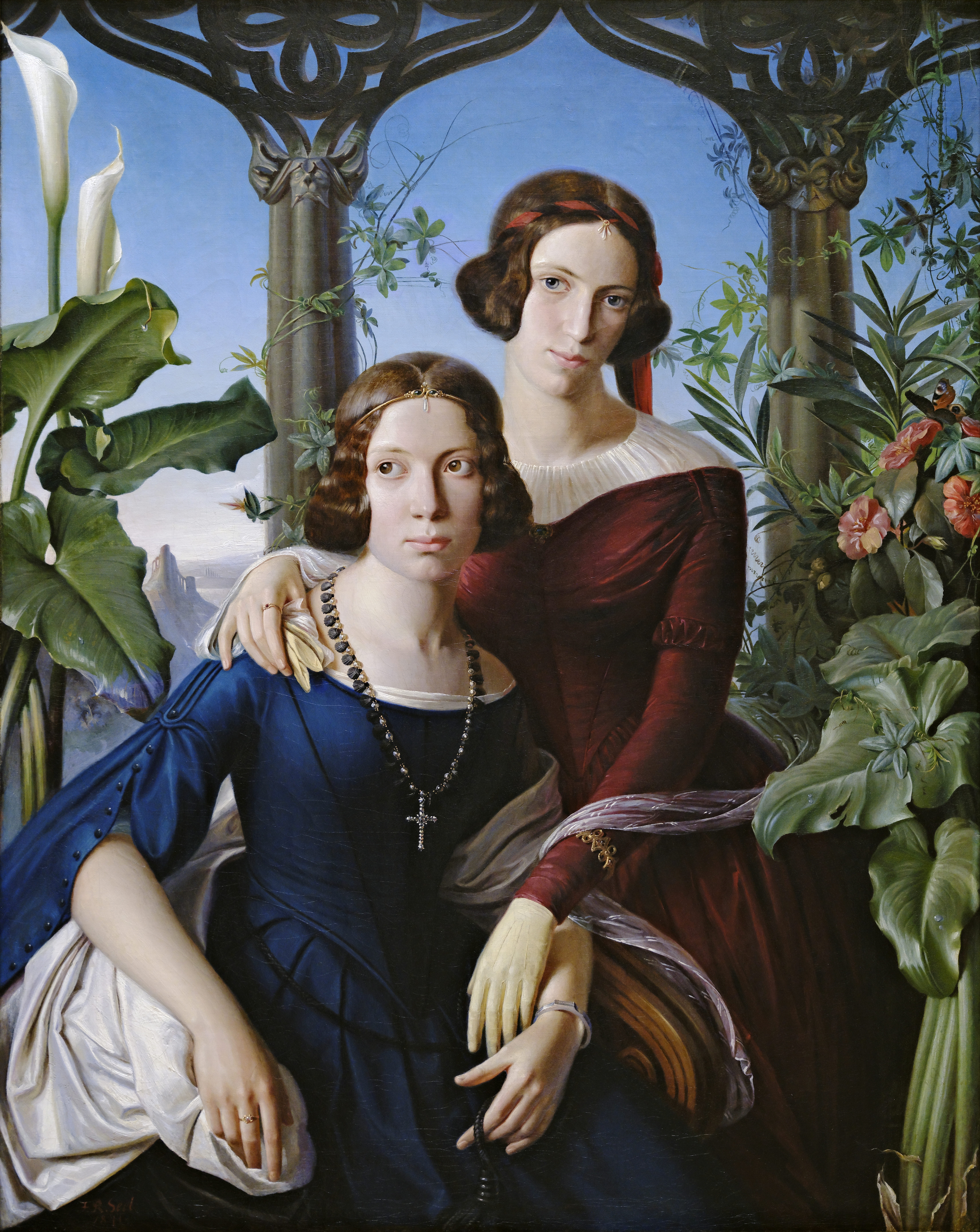
Johann Richard Seel : Portrait des sœurs Friderike et Betty Bloem

### Peinture espagnole

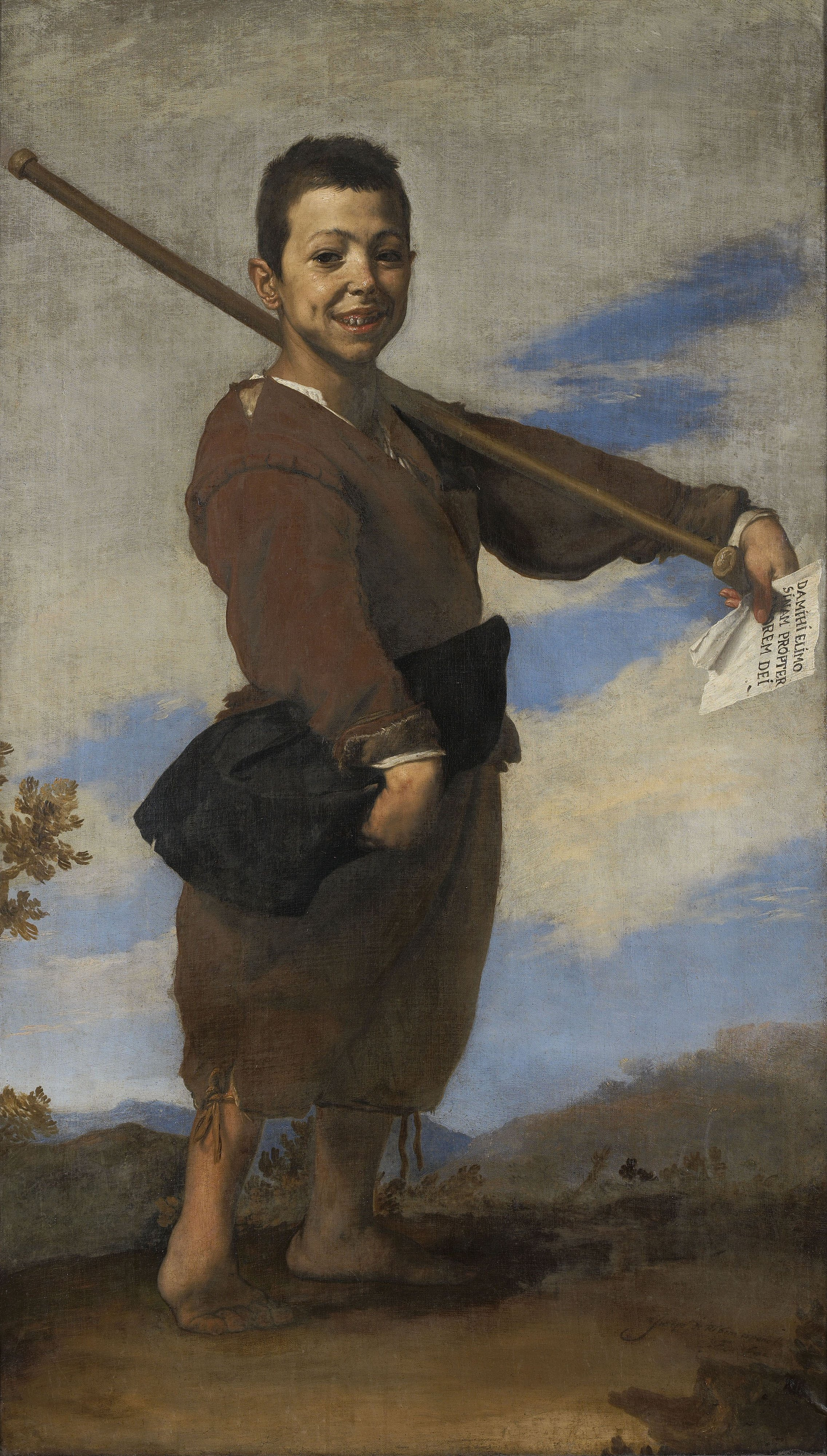
Le Pied-bot de José de Ribera, huile sur toile, 1642.

La collection espagnole (environ 130 peintures dont une soixantaine exposée - 150 au musée de l'Ermitage), plus réduite que les précédentes, présente néanmoins un choix d'œuvres intéressant avec certains noms rares.
- Juan de Arellano - 1 peinture : Guirlande de fleurs, Oiseaux et Papillon
- Pedro Berruguete (et Joos van Wassenhove) - 14 peintures
- Juan de Borgoña - 1 peinture
- Pedro de Campaña - 1 peinture
- Alonso Cano - 2 peintures
- Vincenzo Carducci - 6 peintures
- Juan Carreño de Miranda - 1 peinture
- Mateo Cerezo - 1 peinture
- Francisco Collantes - 1 peinture
- Le Greco - 3 peintures : 
  - Saint Louis, roi de France, et un page
  - Christ en croix adoré par deux donateurs
  - Antonio de Covarrubias y Leiva
- Juan de Espinosa - 1 peinture
- Bernardo German Llorente - 2 peintures
- Francisco de Goya - 7 peintures : 
  - La Femme à l'éventail
  - Nature morte avec des côtes et une tête d'agneau
  - Portrait de la marquise de la Solana
  - Portrait de Ferdinand Guillemardet
  - Portrait de Mariana Waldstein
  - Portrait de Luis María de Cistué y Martínez
  - Portrait de Don Evaristo Pérez de Castro
- Francisco de Herrera le Vieux - 3 peintures
- Jaume Huguet - 2 peintures
- Sebastián de Llanos y Valdés - 1 peinture
- Eugenio Lucas Velázquez - 2 peintures
- Juan Bautista Maíno - 1 peinture
- Juan Bautista Martínez del Mazo - 2 peintures (attribuées)
- Bernat Martorell - 4 peintures :
  - La Flagellation de saint Georges (2 panneaux)
  - La Décapitation de saint Georges (2 panneaux)
- Luis Meléndez - 2 peintures : Portrait de l'artiste tenant une académie
- Luis de Morales - 1 peinture
- Bartolomé Esteban Murillo - 10 peintures, dont :
  - Le Christ à la colonne et saint Pierre
  - Le Christ au jardin des oliviers
  - La Cuisine des anges
  - L'Immaculée Conception
  - Le Jeune Mendiant
  - La Nativité de la Vierge
  - Portrait d'Íñigo Melchor Fernandez de Velasco
  - Saint Junípero et le pauvre
  - La Sainte Famille
  - La Vierge de l'Immaculée Conception avec six figures d'hommes en prière
- Juan Pantoja de la Cruz - 1 peinture
- Gonçal Peris Sarrià - 1 peinture : Pietà
- José de Ribera - 5 peintures :
  - L'Adoration des bergers
  - La Mise au tombeau
  - Le Pied-bot
  - Saint Jean l'Évangéliste
  - Saint Paul ermite
- Luis Tristán - 2 peintures
- Juan de Valdés Leal - 3 peintures
- Ignacio Zuloaga - 2 peintures
- Francisco de Zurbarán - 3 peintures : 
  - Sainte Apolline
  - L'Exposition du corps de saint Bonaventure
  - Saint Bonaventure au concile de Lyon

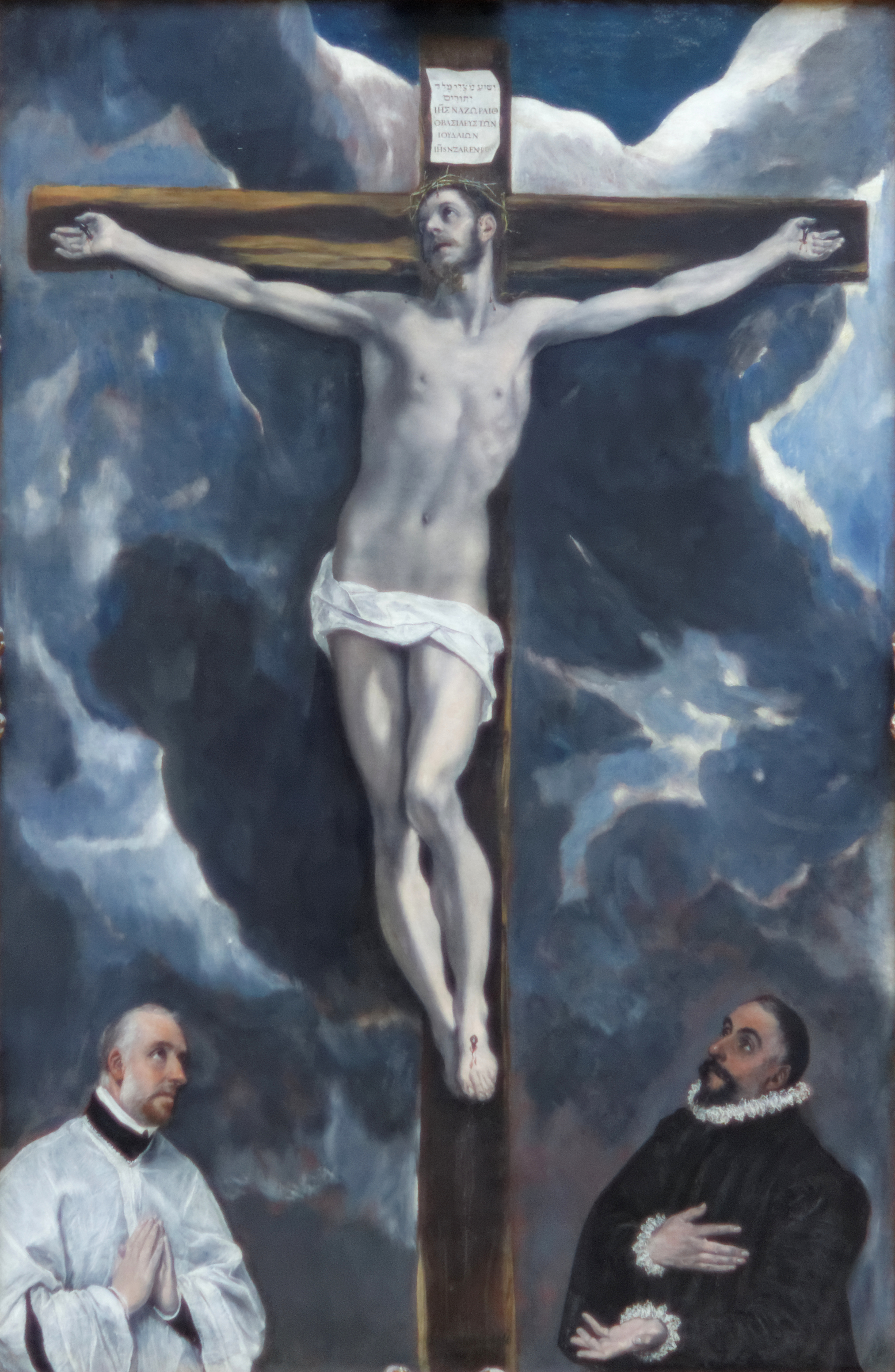
Christ en croix adoré par deux donateurs du Greco, huile sur toile, vers 1590.
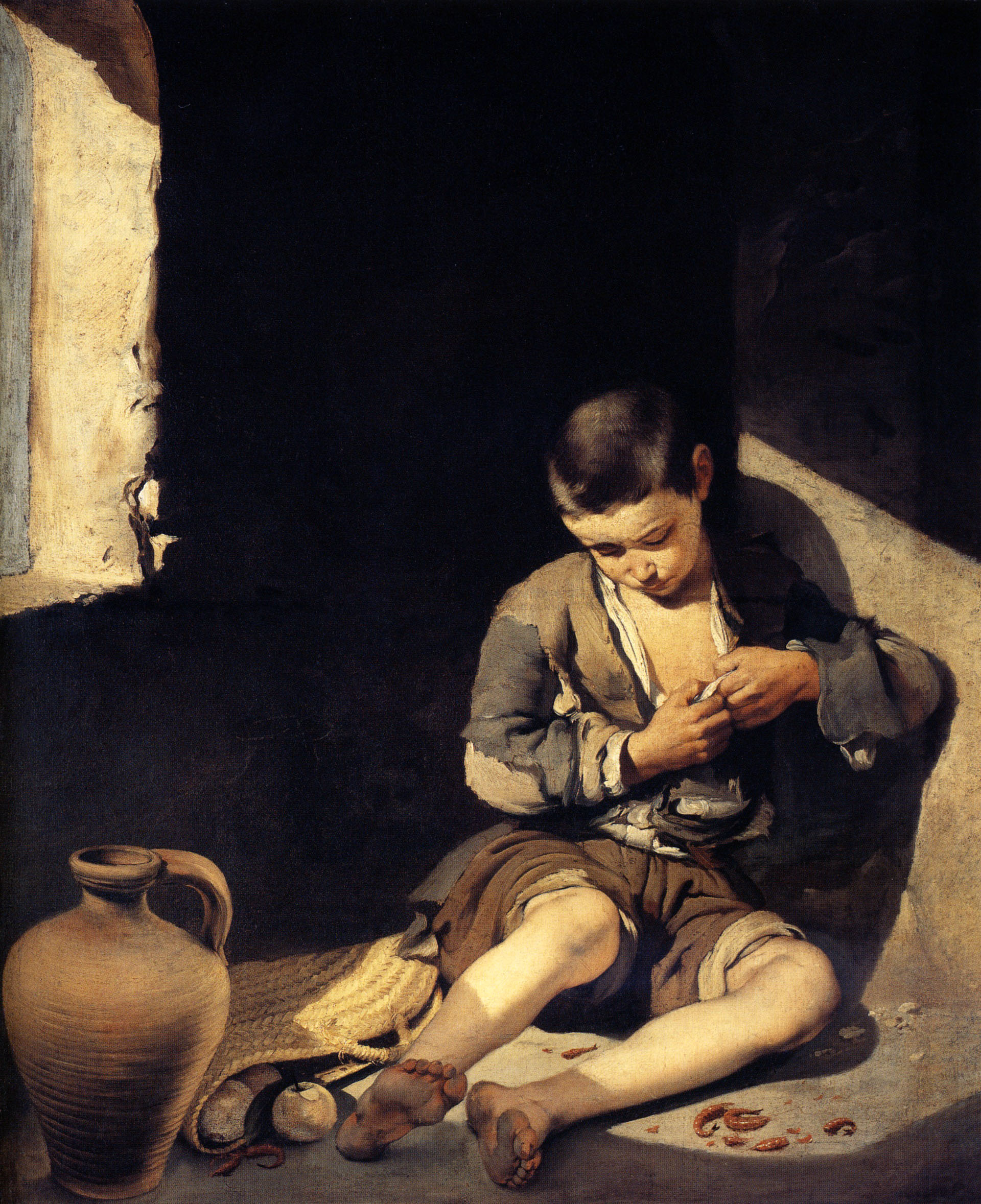
Le Jeune Mendiant de Bartolomé Esteban Murillo, huile sur toile, vers 1645.
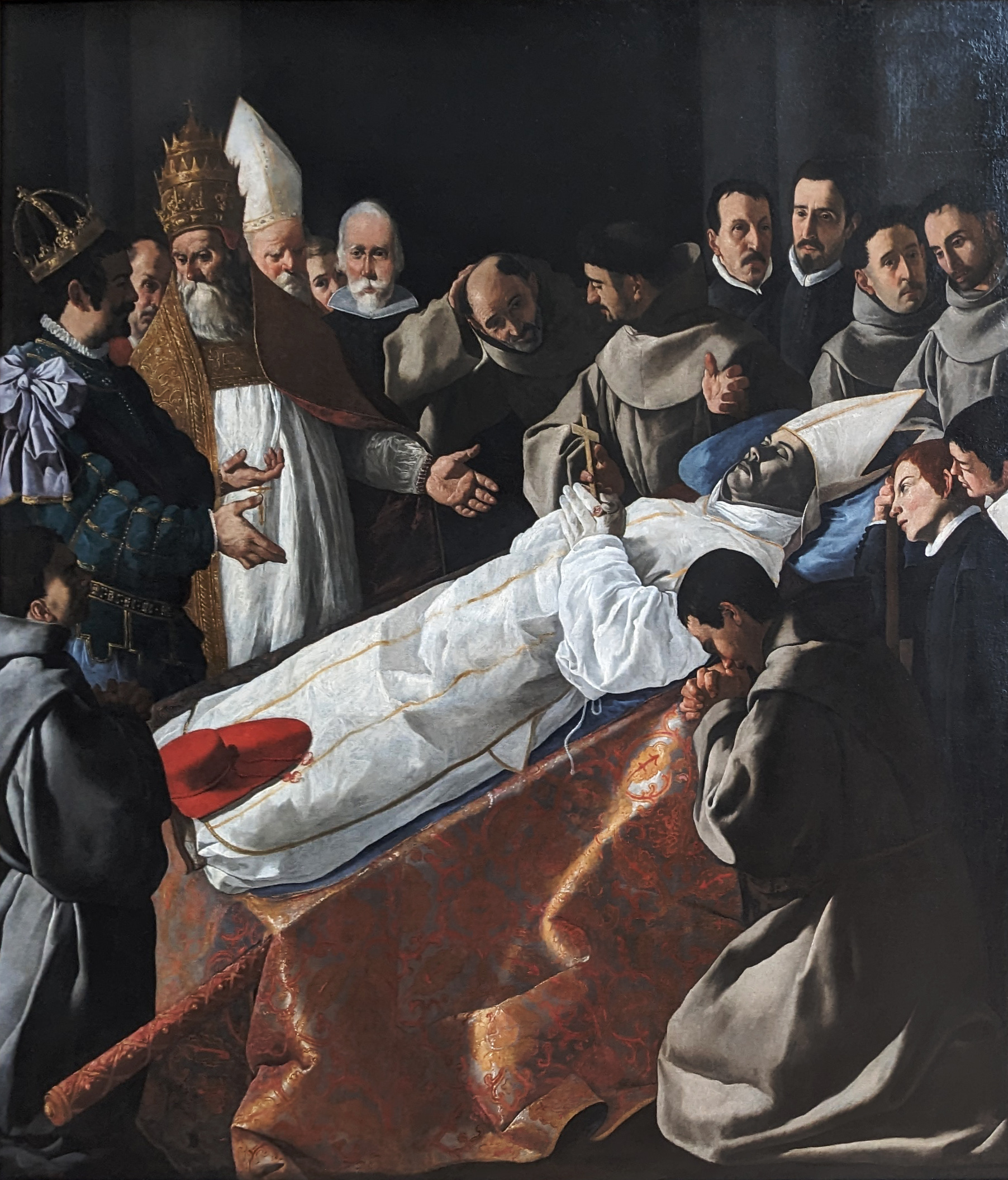
L'Exposition du corps de saint Bonaventure, Francisco de Zurbarán, 1629.
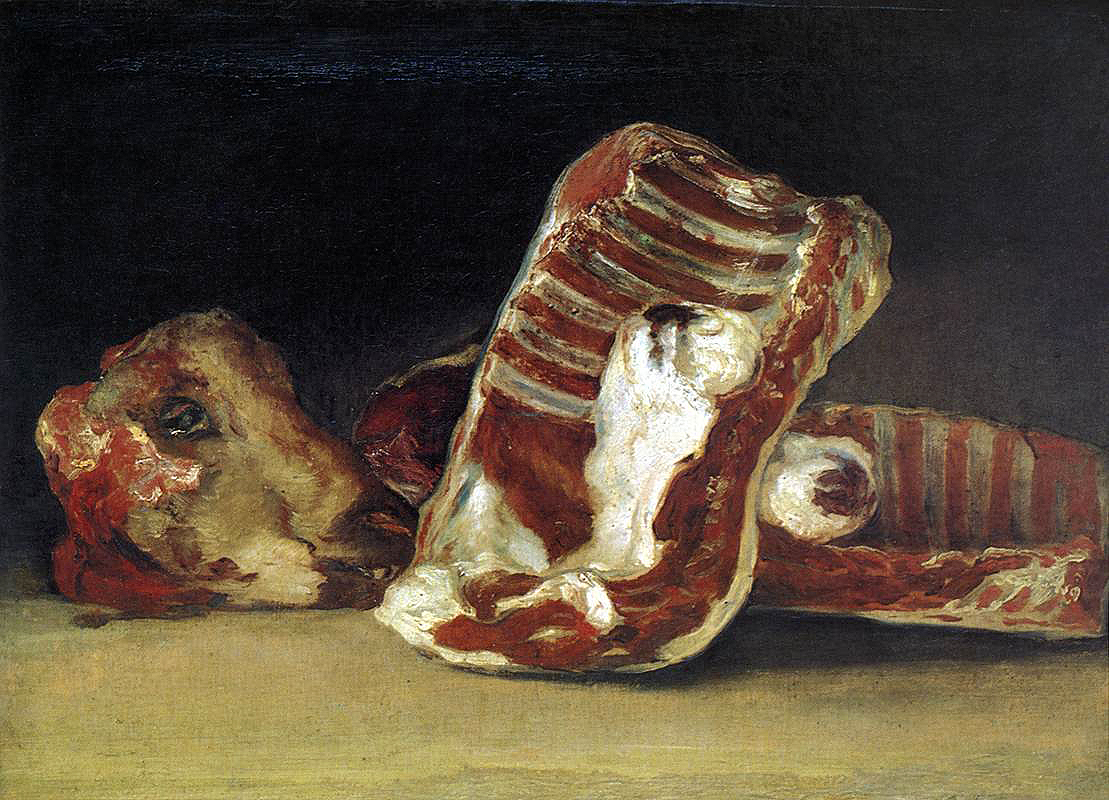
Nature morte avec des côtes et une tête d'agneau de Francisco de Goya, huile sur toile, vers 1808-1812.
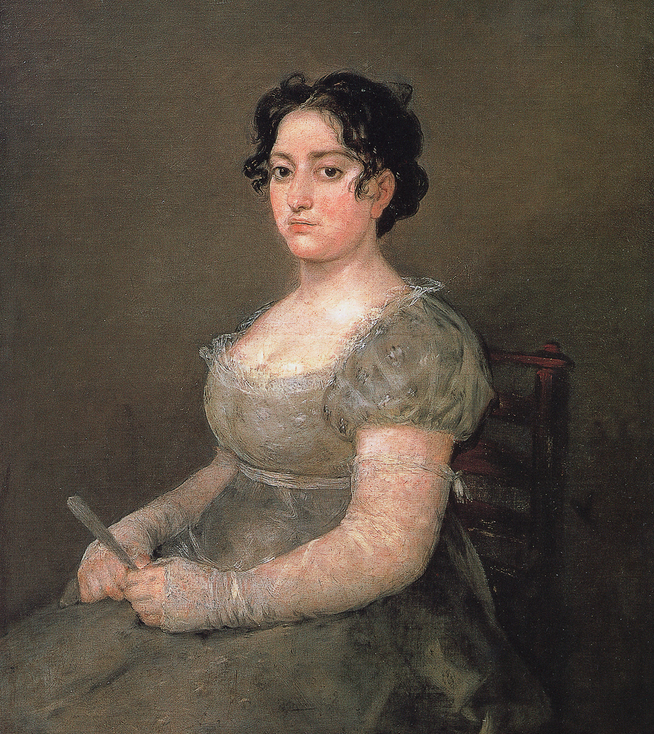
La Femme à l'éventail, Goya, vers 1806.
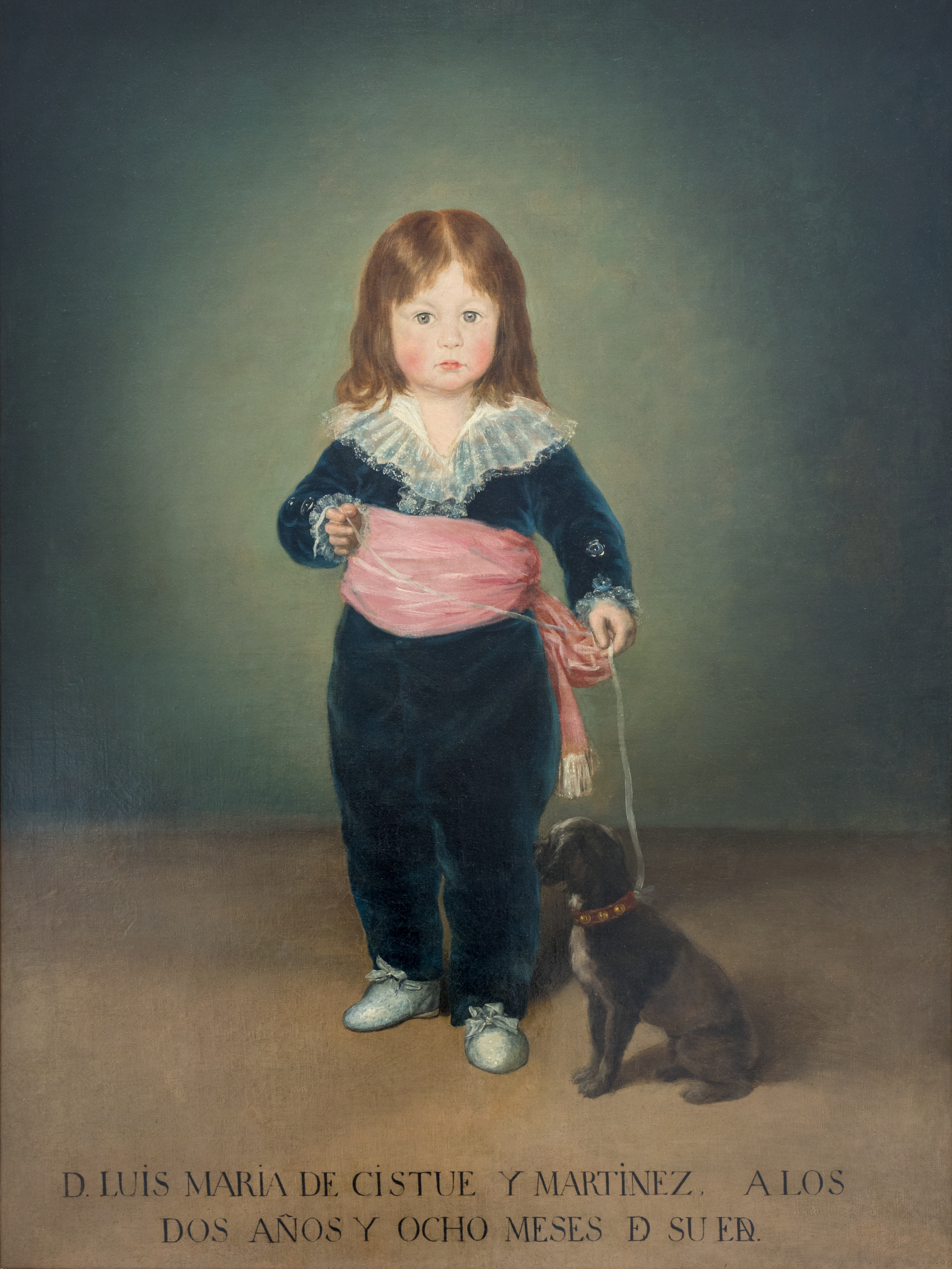
Portrait de Luis María de Cistué y Martínez, Goya, 1790.

### Peinture britannique et américaine

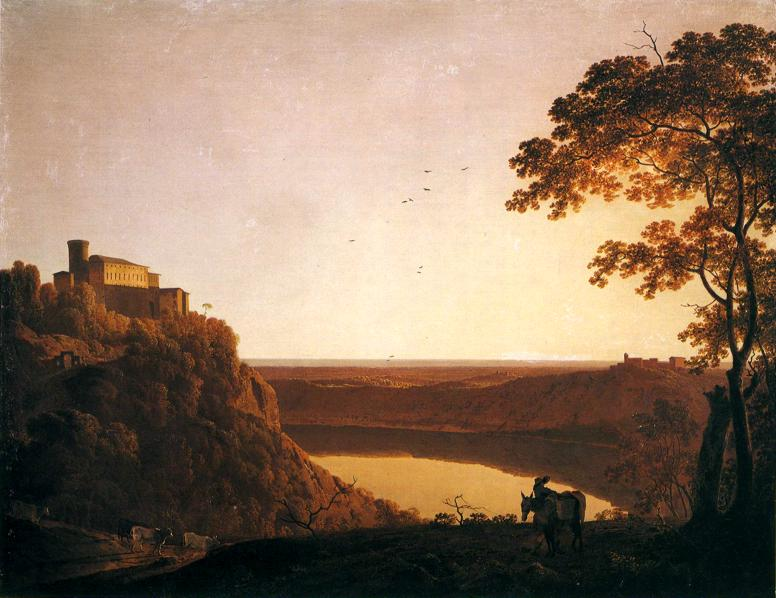
Vue du lac de Nemi au soleil couchant, Joseph Wright of Derby, huile sur toile, vers 1790.

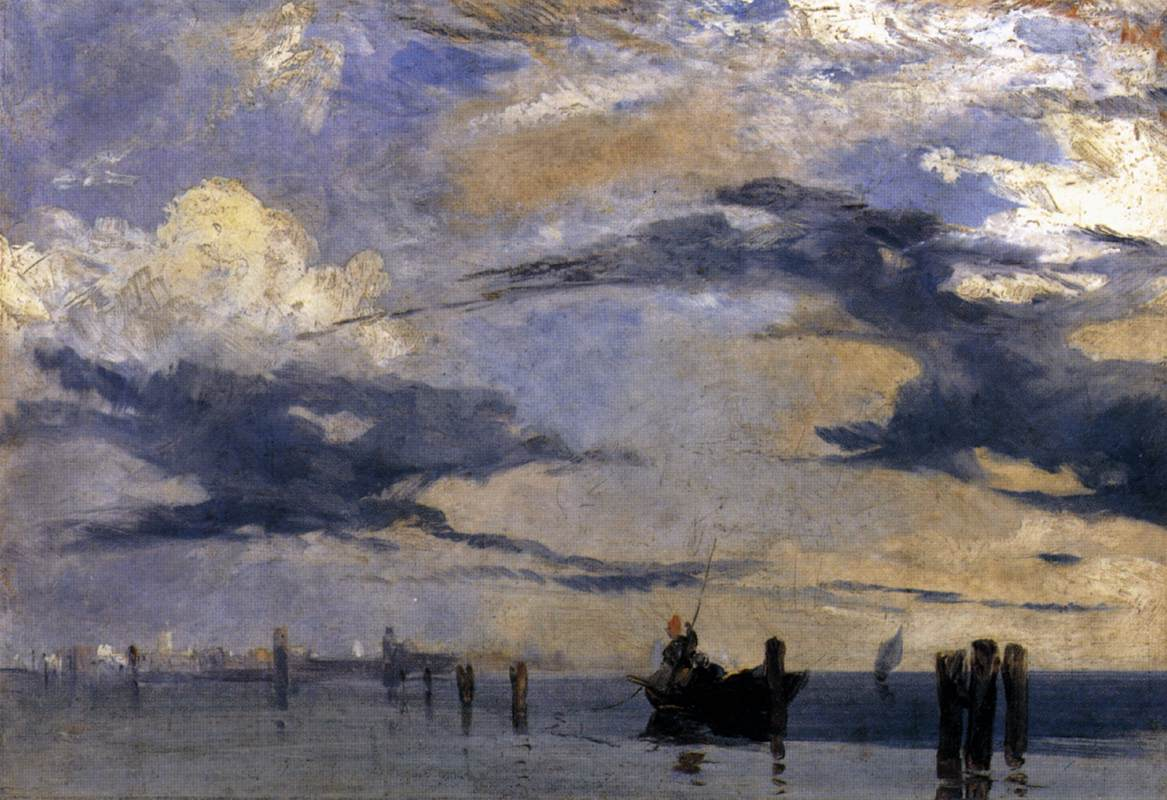
La Côte adriatique, attribué à Richard Parkes Bonington, huile sur carton, vers 1820.

La collection de peintures britanniques et américaines (environ 120 tableaux), est composée d'œuvres significatives des maîtres des XIXe et XXe siècles comme William Hogarth, Thomas Gainsborough, Joshua Reynolds, Joseph Wright of Derby, John Constable, Richard Parkes Bonington et Joseph Mallord William Turner, Gilbert Stuart.
Artistes et œuvres
- Richard Parkes Bonington - 3 peintures : François Ier, Charles Quint et la duchesse d'Etampes
- Thomas Cole - 1 peinture : La Croix dans la contrée sauvage
- John Constable - 5 peintures :
  - La Baie de Weymouth à l'approche de l'orage
  - Vue de Salisbury
- Richard Dadd - 1 peinture
- William Etty - 3 peintures
- Johann Heinrich Füssli - 1 peinture : Lady Macbeth somnambule
- Thomas Gainsborough - 3 peintures :
  - Conversation dans un parc
  - Portrait de Lady Alston
- Gavin Hamilton - 1 peinture
- William Hogarth - 1 peinture
- Thomas Lawrence - 6 peintures :
  - Les enfants Angerstein
  - Antonio Canova, sculpteur
  - Mrs Isaac Cuthbert
- Peter Lely - 1 peinture
- John Frederick Lewis - 1 peinture : La Rue et la mosquée El Ghouri au Caire
- John Martin - 1 peinture :
- Henry Raeburn - 4 peintures : Petite fille tenant des fleurs (ou Innocence. Portrait de Nancy Graham)
- Allan Ramsay - 1 peinture
- Joshua Reynolds - 1 peinture : Master Hare
- George Romney - 1 peinture
- Gilbert Stuart - 2 peintures
- George Stubbs - 1 peinture
- Joseph Mallord William Turner - 1 peinture
- Benjamin West - 1 peinture
- David Wilkie - 1 peinture
- Joseph Wright of Derby - 2 peintures : Vue du lac de Nerni au soleil couchant
- Johan Joseph Zoffany - 1 peinture

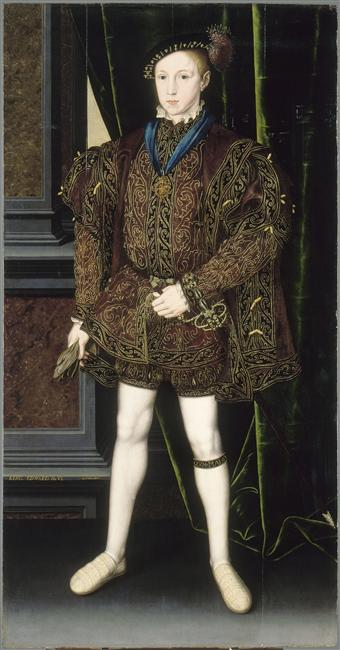
Édouard VI, roi d'Angleterre, William Scrots, huile sur bois, vers 1550.
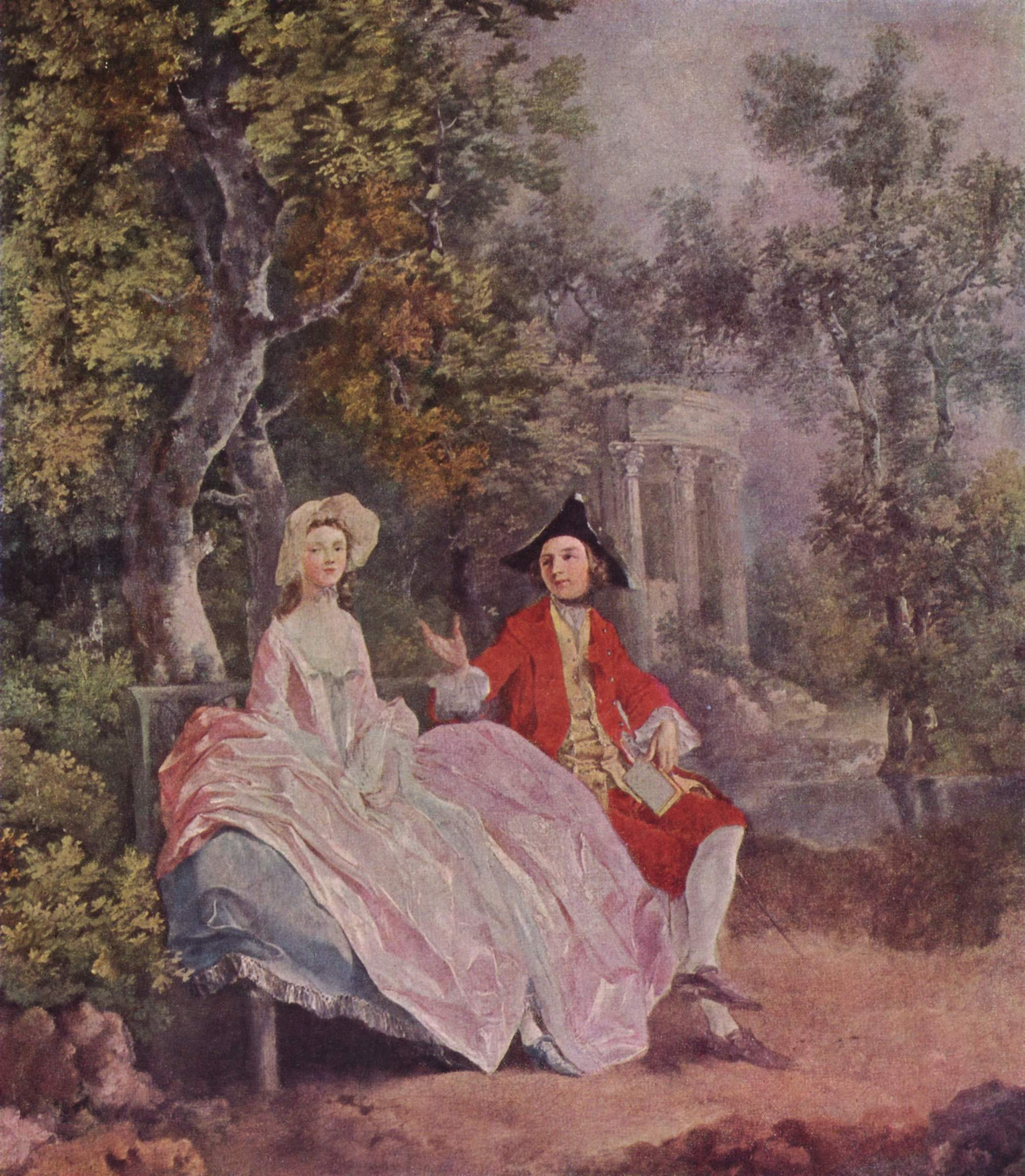
Conversation dans un parc, Thomas Gainsborough, huile sur toile, 1745.
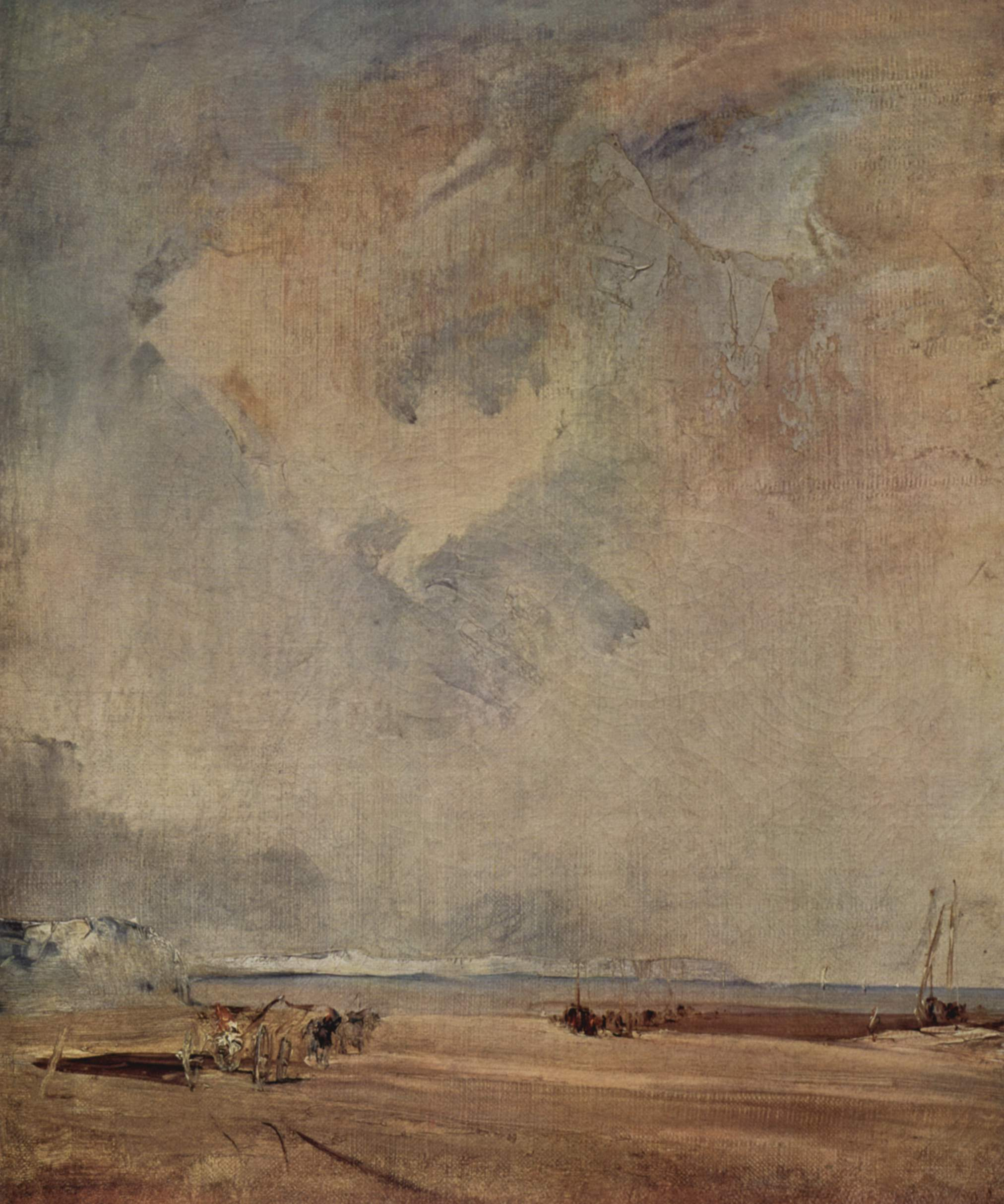
La Côte normande, Richard Parkes Bonington, huile sur toile, 1823-1824.
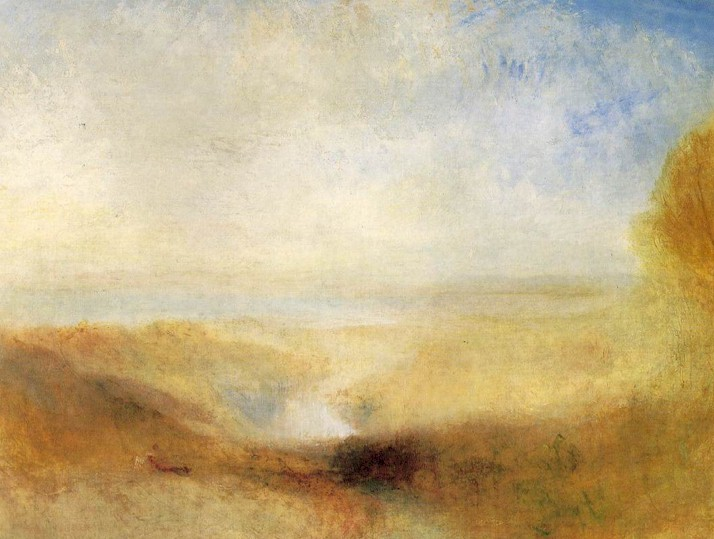
Confluent de la Severn et de la Wye, ou Paysage avec une rivière et une baie au loin, Joseph Mallord William Turner, huile sur toile, vers 1845.
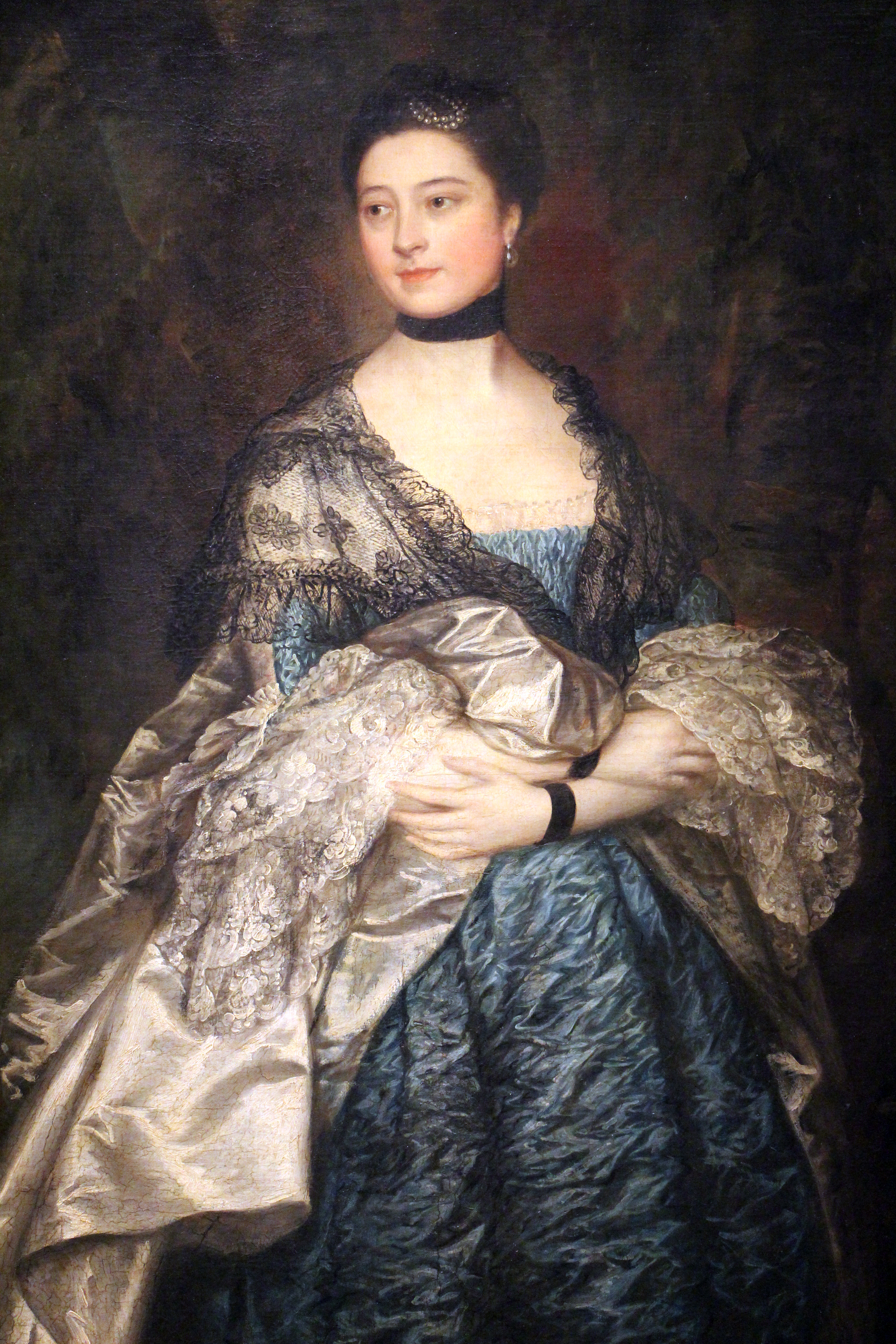
Portrait de Lady Alston, de Thomas Gainsborough
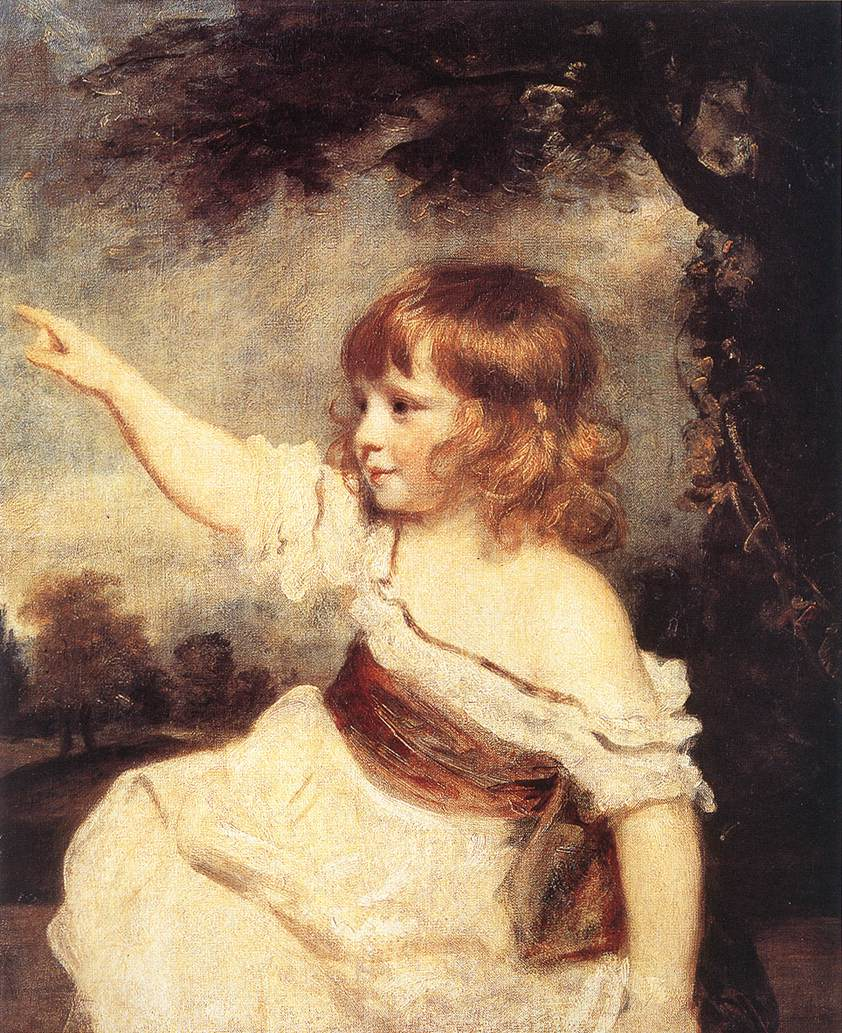
Master Hare, de Joshua Reynolds
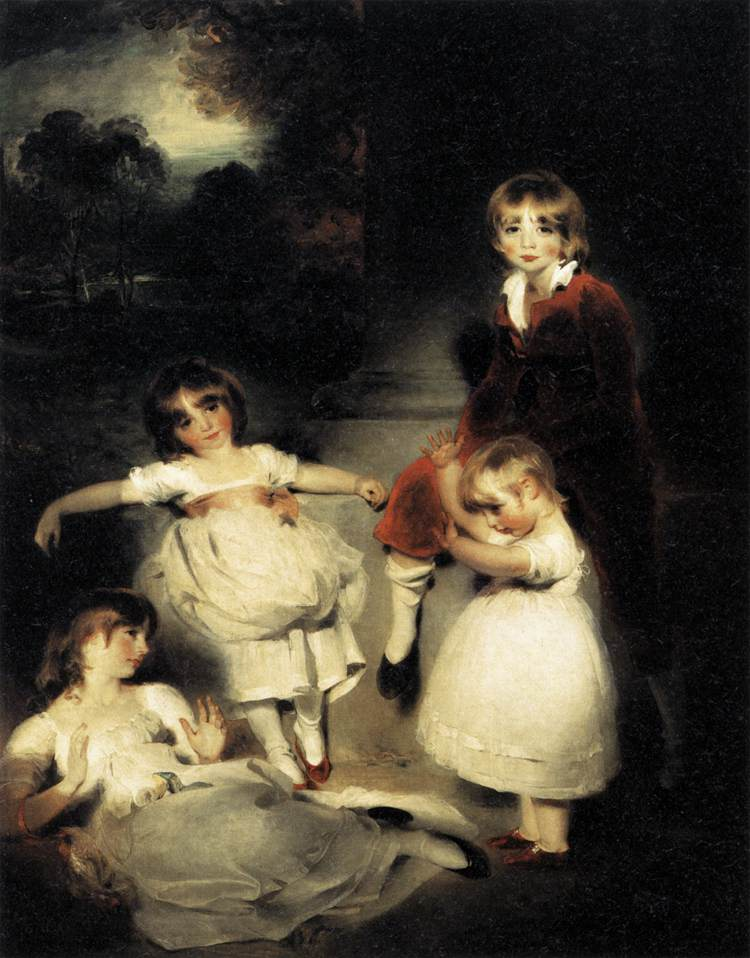
Les Enfants Angerstein, de Thomas Lawrence

### Autres écoles[1]
- Russie : 34 peintures.
- Norvège : 27 peintures.
- Danemark : 12 peintures.
- Autriche : 12 peintures 
  - Angelika Kauffmann : Portrait de la baronne de Krüdener
- Suède : 9 peintures.
- Suisse : 7 peintures.
- Pologne : 5 peintures.
- Portugal : 4 peintures.
- Tchécoslovaque : 3 peintures.

## Principales acquisitions récentes
- 2020 : 
  - Marguerite Gérard : L'Élève intéressante

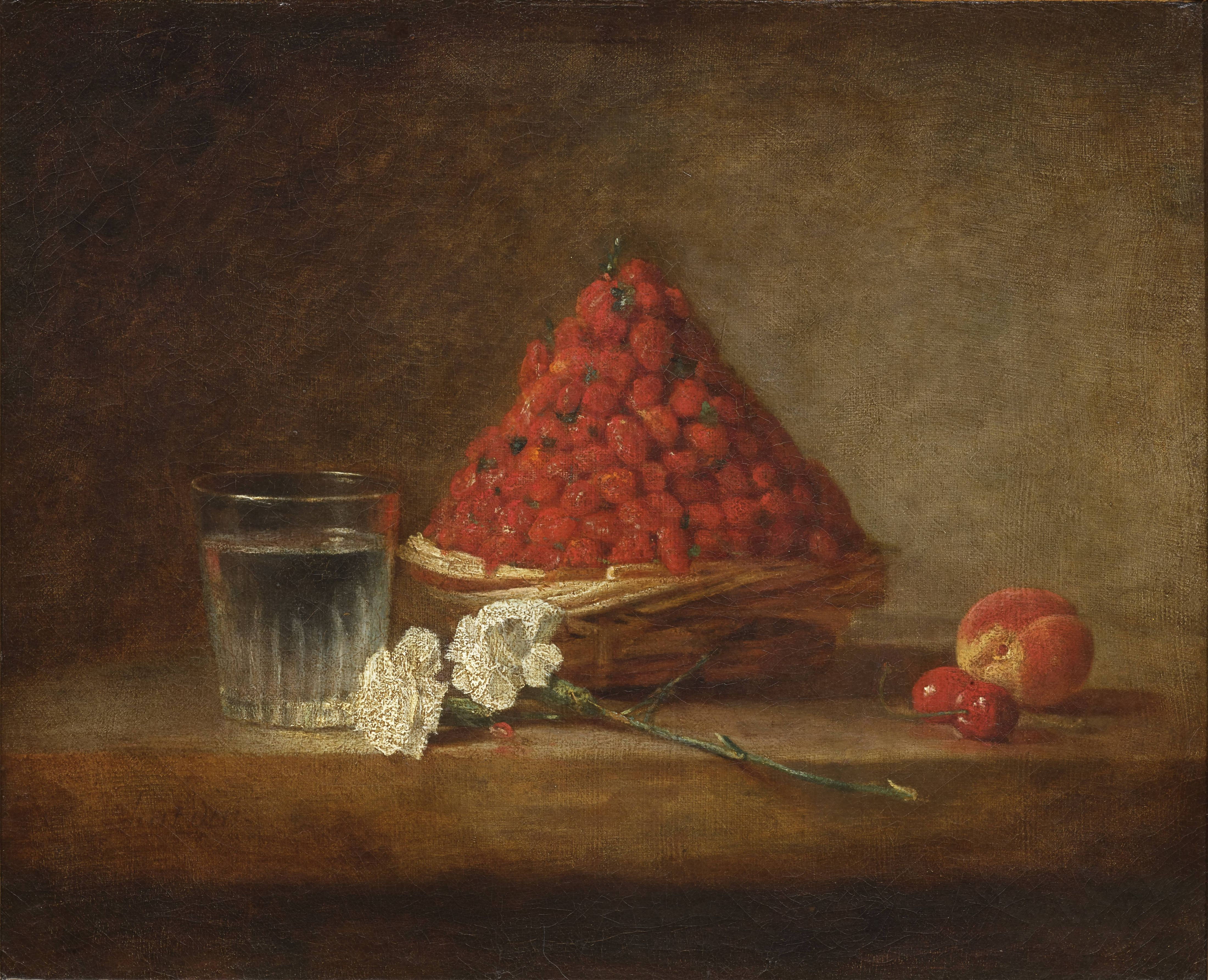
Jean Siméon Chardin, Le Panier de fraises des bois

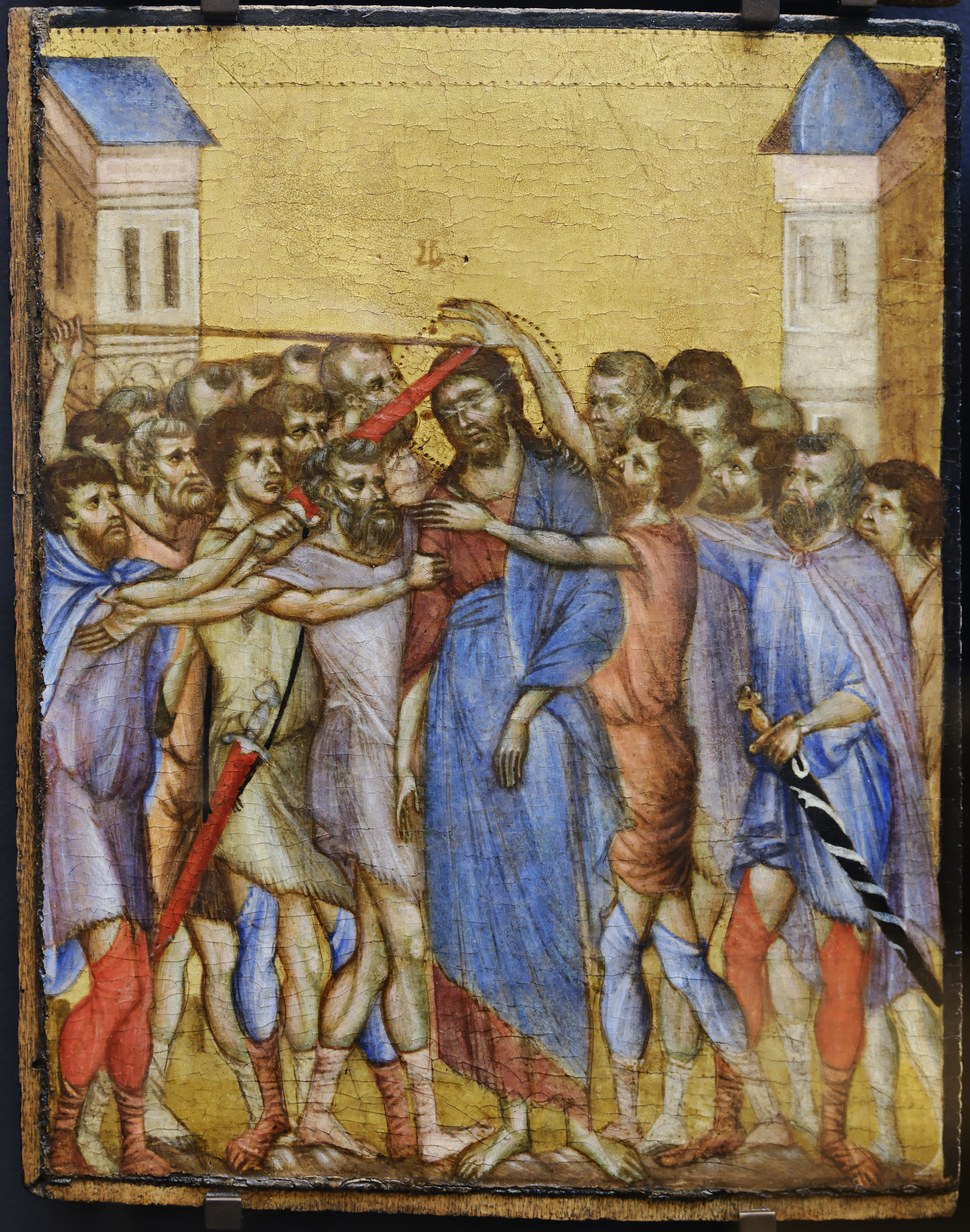
Cimabue, La Dérision du Christ

  - Eugène Isabey : L'Entrevue du duc de Bourgogne et de Fénelon, à Cambrai le 26 avril 1702
  - Giambattista Tiepolo : Junon au milieu des nuées
  - Antoine Watteau : La Chute d'eau
- 2021 :
  - Hyacinthe Rigaud : Portrait d'Everhard Jabach
  - Nicola da Siena : La Crucifixion
- 2022 :
  - Jean Siméon Chardin : Le Panier de fraises des bois
  - Lorenzo di Credi : Saint Jean Baptiste partant dans le désert
  - Jean-Honoré Fragonard : Portrait d'Anne-François d'Harcourt, duc de Beuvron
- 2023 :
  - Lubin Baugin : Adam et Ève pleurant la mort d'Abel
  - Cimabue : La Dérision du Christ
  - Jacques Stella : La Sainte Famille avec sainte Élisabeth et saint Jean Baptiste
- 2024 :
  - Pietro Lorenzetti : Sainte Élisabeth
  - Pietro Lorenzetti : Saint Zacharie
  - Pierre Puget : Le Chef de saint Jean-Baptiste
  - Richard Johann Seel : Portrait des sœurs Friderike et Betty Bloem
  - Giambattista Tiepolo : Polichinelle coupable
  - Franz Xaver Winterhalter : Portrait de Louis Philippe Albert d'Orléans, comte de Paris
- 2025 :
  - Michel Martin Drölling : Portrait de Caroline Hayard
  - Johann Friedrich Overbeck : L'Annonciation

## Salles d'exposition
Les collections du département des peintures occupent principalement le 1er étage de l'aile Denon, qui comprend la Grande Galerie, et le 2e étage des ailes Richelieu et Sully.
| Aile                | Salles                 | Collection                 |
| ------------------- | ---------------------- | -------------------------- |
| Denon, 1er étage    | 719                    | Angleterre                 |
| Denon, 1er étage    | 720 à 734              | Espagne (1400-1850)        |
| Denon, 1er étage    | 700 à 702              | France (1780-1850)         |
| Denon, 1er étage    | 706 à 717              | Italie (1250-1800)         |
| Richelieu, 2e étage | 800 à 818 et 836 à 864 | Europe du Nord (1350-1800) |
| Richelieu, 2e étage | 823 à 835              | France (1350-1650)         |
| Sully, 2e étage     | 902 à 952              | France (1650-1850)         |